# Tappeto orientale

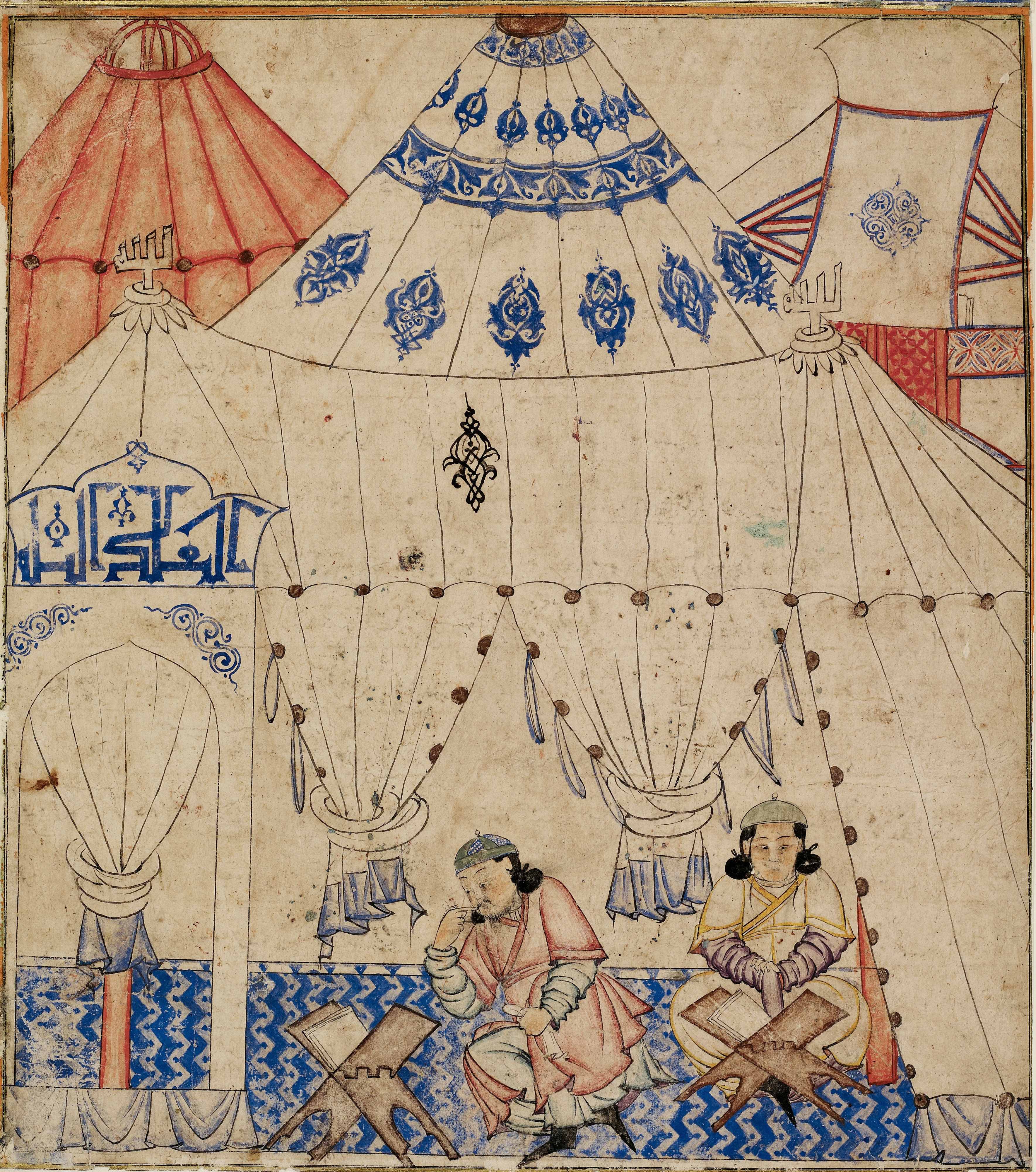
Un principe mongolo studia il Corano. Illustrazione di Rashid-ad-Din's Gami' at-tawarih. Tabriz (?), primo quarto del XIV secolo

Un tappeto orientale è un tessuto pesante, realizzato per un'ampia varietà di scopi utilitaristici e simbolici, prodotto in "paesi orientali" per uso domestico, vendita locale ed esportazione.
I tappeti orientali possono essere annodati o Kilim (tessuti piatti) senza pelo, utilizzando vari materiali come seta, lana e cotone. Gli esemplari vanno dal cuscino ai grandi tappeti per la stanza, e comprendono borse per il trasporto, rivestimenti per pavimenti, decorazioni per animali, tappeto da preghiera islamico (sajjadah), copri arca ebraica della Torah e coperte per l'altare cristiano. Sin dall'Alto Medioevo, i tappeti orientali sono stati parte integrante delle culture di origine dei fabbricanti, della cultura europea e, in seguito, di quella nordamericana.
Geograficamente, i tappeti orientali sono realizzati in un'area denominata "cintura del tappeto", che si estende dal Marocco attraverso il Nordafrica, il Medio Oriente, l'Asia centrale e il nord dell'India. Comprende paesi come il nord della Cina, il Tibet, la Turchia, l'Iran, il Maghreb a ovest, il Caucaso a nord, India e Pakistan a sud. Persone di diverse culture, paesi, gruppi razziali e fedi religiose sono coinvolte nella produzione dei tappeti orientali. Dato che molti di questi paesi si trovano in un'area che oggi viene definita mondo islamico, i tappeti orientali sono spesso chiamati anche "tappeti islamici", e il termine “tappeto orientale” è usato solo convenzionalmente. I tappeti dell'Iran sono noti come “tappeti persiani”.
Nel 2010, le "abilità tradizionali di tessitura dei tappeti" della provincia iraniana di Fārs, e della città iraniana di Kashan, e “l'arte dei tappeti tessuti azeri”, della repubblica dell'Azerbaigian" sono stati iscritti nella lista dei Patrimoni orali e immateriali dell'umanità.

## Origine del tappeto a pelo annodato

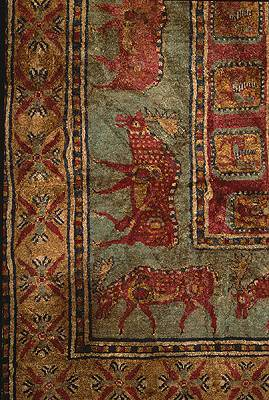
Bordo del tappeto di Pazyryk, circa 400 a.C.

L'inizio della tessitura dei tappeti rimane sconosciuto, poiché i tappeti sono soggetti a uso, deterioramento e distruzione da parte di insetti e roditori. Ci sono poche prove archeologiche a supporto di qualsiasi teoria sull'origine del tappeto tessuto. I primi frammenti di tappeti superstiti sono distribuiti su un'ampia area geografica e in un lungo arco di tempo. I tappeti tessuti probabilmente si sono sviluppati da precedenti rivestimenti per pavimenti, fatti di feltro, o da una tecnica nota come "involucro di trama". I tappeti a tessitura piatta (Kilim) sono realizzati intrecciando strettamente i fili di ordito e trama per produrre una superficie piatta senza pelo. La tecnica di tessitura dei tappeti si sviluppò ulteriormente in una tecnica nota come intreccio di trama extra-trama, una tecnica che produce Soumak, e tessuti a maglie intrecciate. La tessitura ad anello viene eseguita tirando i fili della trama su un'asta di misura, creando un anello di filo rivolto verso il tessitore. L'asta viene quindi rimossa, lasciando gli anelli chiusi, oppure i cappi vengono tagliati sopra l'asta protettiva, ottenendo un tappeto molto simile a un autentico tappeto a pelo. Tipicamente, i tappeti tessuti a mano sono prodotti annodando individualmente il filo negli orditi e tagliandolo dopo ogni singolo nodo. Il tessuto viene quindi ulteriormente stabilizzato mediante tessitura ("tiro") in uno o più fili di trama e compattato battendolo con un pettine. Sembra probabile che i tappeti a pelo annodato siano stati prodotti da persone che avevano già familiarità con le tecniche di avvolgimento extra-trama.

### Evidenze storiche da antiche fonti
Probabilmente i più antichi testi esistenti che si riferiscono a tappeti sono conservati in scritti cuneiformi, su tavoletta di argilla, degli archivi reali del regno di Mari, del II millennio a.C.. Il termine accadico per tappeto è mardatu, e gli specialisti tessitori di tappeti chiamati kāşiru si distinguono da altre professioni specializzate come i produttori di sacchi (sabsu o sabsinnu).
((lettera 16 8))
(Litteratures anciennes du proche-Orient, Paris, 1950)
Inventari di palazzo dagli archivi di Nuzi, dal XV al XIV secolo a.C., registrano l'acquisto di 20 grandi e 20 piccoli mardatu per coprire le sedie di Idrimi
Esiste anche una documentazione della presenza di tappeti in uso presso gli antichi greci. Omero scrisse in Iliade XVII, 350 che il corpo di Patroclo era ricoperto da uno "splendido tappeto". In Odissea sono citati i "tappeti" nel libro VII e X.
Intorno al 400 a.C., l'autore greco Senofonte menziona “tappeti” nel suo libro “Anabasi”:
"αὖθις δὲ Τιμασίωνι τῷ Δαρδανεῖ προσελθών, ἐπεὶ ἤκουσεν αὐτῷ εἶναι καὶ ἐκπώματα καὶ τάπιδας βαρβαρικάς", (Sen. Anab. VII.3.18)
"Poi andò da Timasion, il Dardaniano, perché aveva saputo che possedeva delle tazze e dei tappeti persiani."
"καὶ Τιμασίων προπίνων ἐδωρήσατο φιάλην τε ἀργυρᾶν καὶ τάπιδα ἀξίαν δέκα μνῶν." [Sen. Anab. VII.3.27]
Anche Timasion bevve alla sua salute e gli offrì una ciotola d'argento e un tappeto del valore di dieci mine.
Senofonte descrisse i tappeti persiani (letteralmente: "barbari", significando: non-greci) come oggetti preziosi, e degni di essere usati come doni diplomatici. Non è noto se questi tappeti fossero tessuti a pelo o prodotti con un'altra tecnica, ad esempio kilim o ricami, ma è interessante notare che il primo riferimento ai tappeti persiani nella letteratura mondiale li mette già in un contesto di lusso, prestigio e diplomazia.
Plinio il Vecchio scrisse, in Naturalis historia VIII, 48, che i tappeti ("polymita") furono inventati ad Alessandria. Non è noto se si tratti di tessiture piatte o di armature in pelo, poiché nei testi non sono fornite informazioni tecniche dettagliate. Già le prime fonti scritte conosciute si riferiscono a tappeti come regali dati a, o richiesti da, persone di alto rango.

### Tappeto di Pazyryk: il più antico tappeto esistente
Il più antico tappeto annodato a mano quasi completamente conservato, e che può quindi essere valutato in ogni aspetto tecnico e progettuale, è il tappeto di Pazyryk, datato al V secolo a.C.. Fu scoperto alla fine degli anni 1940 dall'archeologo russo Sergej Rudenko e dal suo gruppo di archeologi. Il tappeto faceva parte degli arredi di una tomba conservati congelati nel ghiaccio in un tumulo scita nell'area di Pazyryk nei Monti Altaj in Siberia La provenienza del tappeto Pazyryk è in discussione, poiché molti paesi che tessono tappeti dichiarano di essere il suo paese di origine. I filati del tappeto erano stati tinti con piante e tinture di insetti delle steppe mongole. Ovunque sia stato prodotto, la sua tessitura fine, in nodi simmetrici e con un elaborato disegno pittorico, suggeriscono uno stato avanzato della tessitura dei tappeti al momento della sua produzione. Il disegno del tappeto mostra già la disposizione di base di quello che sarebbe diventato lo standard del tappeto orientale: uno sfondo con motivi ripetuti, incorniciato da un bordo principale elaborato e diversi bordi secondari.

### Frammenti ritrovati in Turkestan, Siria, Iraq e Afghanistan

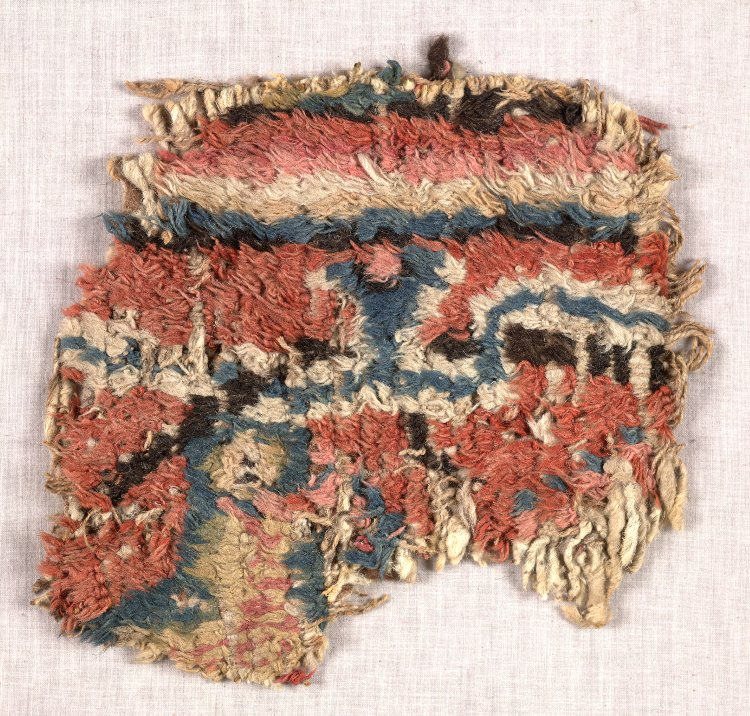
Frammenti di tappeto, Loulan, provincia di Xinjiang, Cina, datato al III-IV secolo. British Museum, Londra

L'esploratore Mark Aurel Stein trovò un tappeto a tessitura piatta (kilim) risalente almeno al IV o V secolo a Turfan, Turkestan orientale, in un'area che produce ancora oggi tappeti. Nell'area Lop Nur sono stati trovati frammenti di tappeto, tessuti a nodi simmetrici, con 5-7 trame intrecciate dopo ogni fila di nodi, con un motivo a strisce di vari colori. Sono ora nel Victoria and Albert Museum, a Londra.
Frammenti di tappeti, datati al III o IV secolo a.C., furono scavati dai tumuli di Bashadar nel distretto di Ongudaj, nella Repubblica dell'Altaj Russia, da Sergej Rudenko, lo scopritore del tappeto di Pazyryk. Presentano una trama fine con una densità di nodi pari a circa 4650 nodi asimmetrici per decimetro quadrato.
Altri frammenti, tessuti con nodi simmetrici e asimmetrici, sono stati trovati a Dura Europos in Siria, e nelle grotte di At-Tar in Iraq, databili al I secolo.
Queste rare scoperte dimostrano che tutte le abilità e le tecniche di tintura e tessitura dei tappeti erano già conosciute, nell'Asia occidentale, prima del I secolo.
Frammenti di tappeti a pelo provenienti da reperti trovati nel nord-est dell'Afghanistan, e provenienti dalla provincia di Samangan, sono stati datati, al carbonio-14, in un arco di tempo compreso tra l'inizio del II e gli inizi dell'Impero sasanide. Tra questi frammenti, alcuni mostrano raffigurazioni di animali, come cervi (talvolta disposti in processione, che ricordano il disegno del tappeto di Pazyryk) o una creatura mitica alata. La lana veniva usata per ordito, trama e filo, il filo veniva filato a crudo e i frammenti erano tessuti con il nodo asimmetrico relativo ai tappeti persiani e dell'estremo oriente. Ogni tre o cinque file, venivano intrecciati pezzi di lana non filata, strisce di stoffa e pelle. Questi frammenti sono ora nella collezione Dar al-Athar al-Islamiyyah in Kuwait.

### XIII-XIV secolo: frammenti di Konya e Fostat trovati in monasteri tibetani
Agli inizi del XIV secolo, Marco Polo scrisse un resoconto dei suoi viaggi, Il Milione:
...et ibi fiunt soriani et tapeti pulchriores de mundo et pulchrioris coloris.

"... e qui realizzano le più belle sete e tappeti del mondo e con i colori più belli."
Venendo dalla Persia, Marco Polo viaggiò da Sivas a Kayseri. Abu'l-Fida, citando Ibn Sa'id al-Maghribi si riferisce all'esportazione di tappeti dalle città anatoliche nel XIII secolo: "Ecco dove vengono prodotti i tappeti turchi, che vengono esportati in tutti gli altri paesi”. Lui e il commerciante marocchino Ibn Battuta menzionano Aksaray come un importante centro di tessitura di tappeti nella prima metà del XIV secolo.
Tappeti turchi tessuti sono stati trovati a Konya e Beyşehir in Turchia, e ad al-Fustat in Egitto, e sono stati datati al XIII secolo, che corrisponde al periodo dell'anatolico selgiuchide Sultanato di Rum (1243-1302). Otto frammenti furono trovati nel 1905 da F.R. Martin nella Moschea di Alâeddin a Konya e quattro nella Moschea Eşrefoğlu a Beyşehir, in provincia di Konya, da R.M. Riefstahl nel 1925. Altri frammenti sono stati rinvenuti ad al-Fustat, oggi un suburbio de Il Cairo.
Per le loro dimensioni originali (Riefstahl riporta un tappeto lungo 6 metri), i tappeti Konya devono essere stati prodotti nelle fabbriche cittadine, poiché i telai di queste dimensioni non potevano essere montati nella tenda di un nomade o in una casa di villaggio. Dove esattamente questi tappeti siano stati tessuti è sconosciuto. I modelli dello sfondo dei tappeti Konya sono per lo più geometrici e piccoli in relazione alla dimensione del tappeto. Schemi simili sono disposti in file diagonali: esagoni con profili semplici o agganciati, quadrati pieni di stelle, con interposti ornamenti di tipo cufico, esagoni in diamanti composti da romboidi e romboidi con fiori e foglie stilizzate. I loro confini principali contengono spesso ornamenti cufici. Gli angoli non sono "risolti", il che significa che il disegno del bordo è tagliato e non continua intorno agli angoli. I colori (blu, rosso, verde, in misura minore anche bianco, marrone, giallo) sono attenuati, spesso due tonalità dello stesso colore si contrappongono l'una all'altra. Quasi tutti i frammenti di tappeti mostrano diversi motivi e ornamenti.
I tappeti Beyşehir sono strettamente legati ai tappeti Konya nel disegno e nei colori. In contrasto con i "tappeti con animali" del periodo successivo, le raffigurazioni di animali si trovano raramente nei frammenti di tappeti selgiuchidi. Su alcuni frammenti sono presenti quadrupedi cornuti, posti l'uno di fronte all'altro, o uccelli accanto a un albero. Un tappeto quasi completo di questo tipo è ora al museo d'arte islamica di Doha. È stato trovato in un monastero tibetano ed è stato portato via dai monaci in fuga in Nepal durante la rivoluzione culturale cinese.
Nello stile dei tappeti selgiuchidi si trovano paralleli con la decorazione architettonica delle moschee dell'epoca come quelle di Divriği, Sivas e Erzurum, e potrebbero essere correlati all'arte bizantina. I tappeti si trovano oggi nel Mausoleo di Mevlana a Konya e nel Museo di arte turca e islamica di Istanbul.

### Comprensione attuale dell'origine dei tappeti annodati
I tappeti annodati erano probabilmente prodotti da persone che avevano già familiarità con le tecniche di avvolgimento extra-trama. I diversi tipi di nodi, nei tappeti provenienti da località distanti tra loro come il tappeto di Pazyryk (simmetrico), quelli del Turkestan orientale e di Lop Nur (nodi a trama singola alternati), di At-Tar (simmetrici, asimmetrici e asimmetrici ad anello), i frammenti di al-Fustat (ad anello, a nodi singoli e asimmetrici) suggeriscono quanto la tecnica si sia potuta evolvere in luoghi e tempi diversi.
Si discute anche se i tappeti annodati a pelo fossero inizialmente tessuti da nomadi, che cercavano di imitare le pellicce animali, per farne coperture del pavimento della tenda, o se fossero un prodotto di popoli stanziali. Parecchi coltelli sono stati trovati nelle tombe di donne di una comunità stanziata nel sud-ovest del Turkestan. I coltelli sono molto simili a quelli usati dai tessitori turkmeni per tagliare i fili di un tappeto. Alcuni motivi antichi, sui tappeti turkmeni, ricordano da vicino gli ornamenti delle ceramiche antiche della stessa regione. I risultati suggeriscono che il Turkestan potrebbe essere stato tra i primi luoghi in cui siano stati prodotti i tappeti a pelo, ma questo non significa che fosse l'unico.
Alla luce delle fonti antiche e delle scoperte archeologiche, sembra molto probabile che il tappeto annodato si sia sviluppato da una delle tecniche di tessitura a trama extra, e sia stato dapprima tessuto da persone stanziali. La tecnica si è probabilmente evoluta separatamente in luoghi e tempi diversi. Durante le migrazioni dei gruppi nomadi dall'Asia centrale, e i disegni potrebbero essersi diffusi in tutta l'area che sarebbe diventata, in tempi successivi, la "cintura del tappeto". Con l'emergere dell'Islam, la migrazione verso ovest dei gruppi nomadi iniziò a cambiare la storia del Vicino Oriente. Dopo questo periodo, i tappeti a annodati divennero un'importante forma d'arte sotto l'influenza dell'Islam, e dove le tribù nomadi si diffusero, iniziarono ad essere conosciuti come tappeti "orientali" o "islamici".

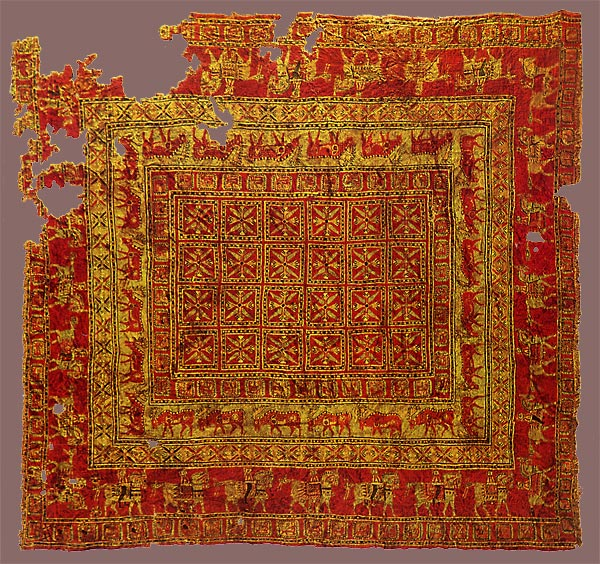
Tappeto di Pazyryk. Circa 400 a.C. Museo Ermitage, San Pietroburgo
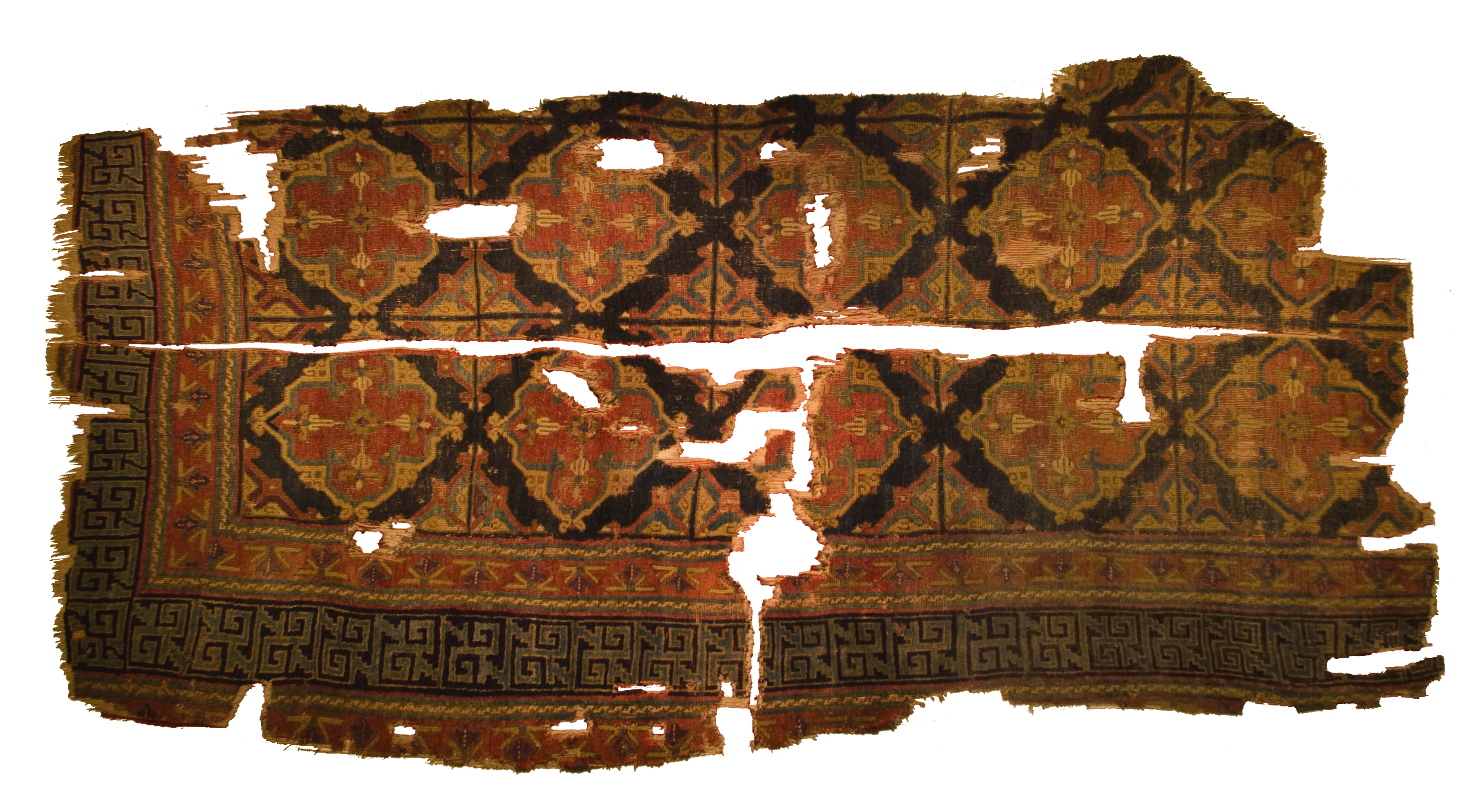
Frammento di tappeto dalla moschea Eşrefoğlu, Beyşehir, Turchia. Periodo selgiuchide, XIII secolo.
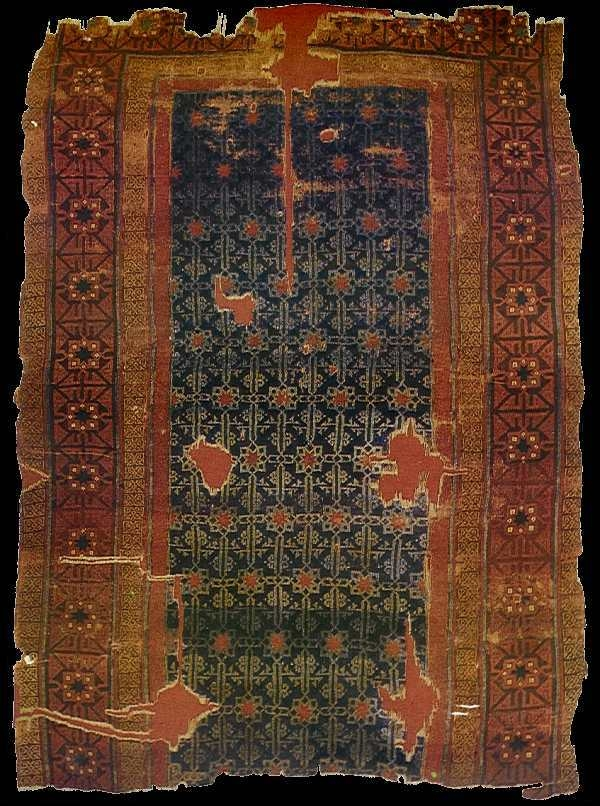
Tappeto selgiuchide, 320 x 240 centimetri, moschea di Alâeddin, Konya, XIII secolo
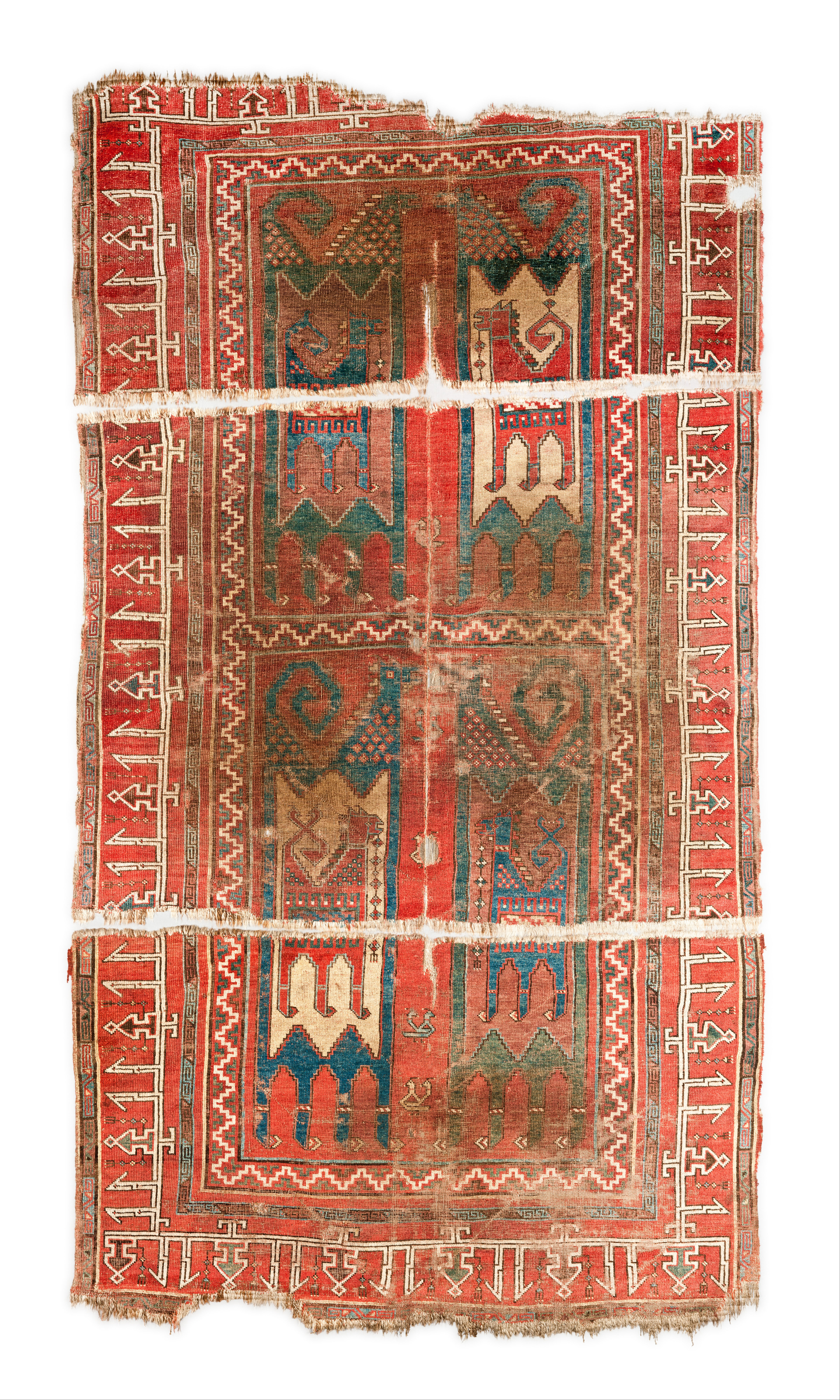
Tappeti con animali, Turchia, datato a XI-XIII secolo, Museo d'arte islamica (Doha)

## Manifattura

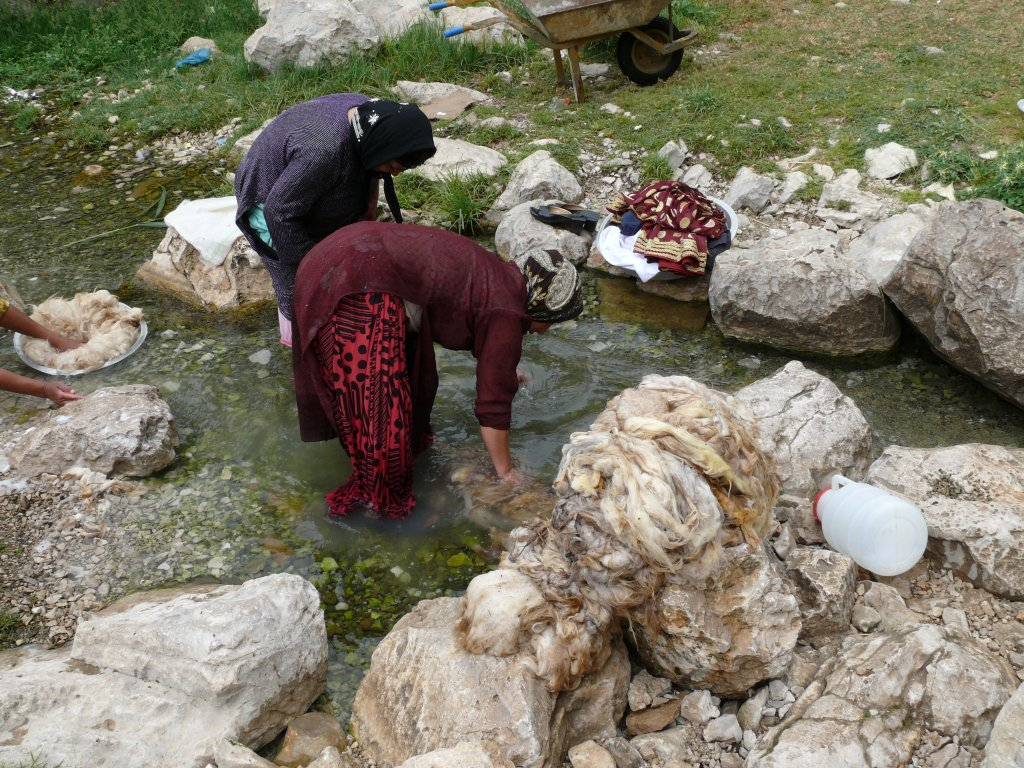
Donne Qashqaï lavano la lana nella sorgente di Sarab Bahram (Cheshm-e Sarab Bahram), regione di Noorabad, Fārs in Iran

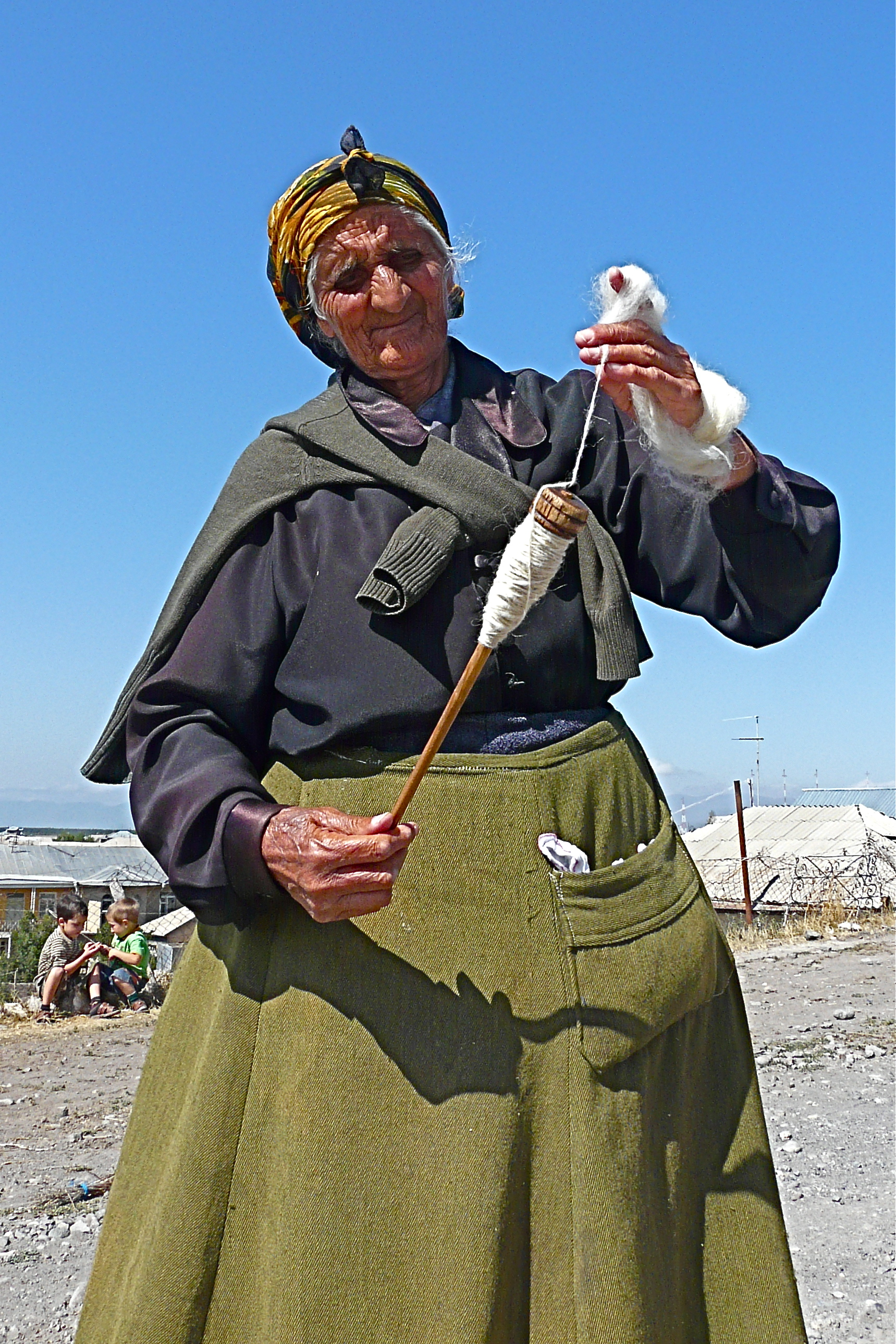
Donna armena con un fuso a caduta, Noraduz, Armenia

Un tappeto orientale è tessuto a mano su un telaio, con orditi, trame e fili fatti principalmente con fibre naturali come lana, cotone e seta. In tappeti di rappresentanza, si intrecciavano anche fili di metalli preziosi quali oro o argento. Il tutto è costituito da fili filati a mano o a macchina, annodati nell'ordito e nella trama. Di solito i fili sono tinti con vari coloranti naturali o sintetici. Una volta terminata la tessitura, il tappeto viene ulteriormente lavorato fissando i bordi, tagliando i nodi, per ottenere una superficie uniforme, e lavandolo, utilizzando soluzioni chimiche aggiunte per modificare i colori.

### Materiali
I materiali utilizzati nella tessitura dei tappeti e il modo in cui sono combinati variano nelle diverse aree di tessitura. Principalmente, viene usata lana di pecore e capre, a volte anche di cammelli. Crini di yak vengono usati nell'Estremo Oriente, ma raramente nei tappeti mediorientali. Il cotone è utilizzato per l'armatura del tappeto, ma anche per il filo annodato. La seta viene usata per i tappeti di corte.
Lana
Nella maggior parte dei tappeti orientali, il filo è di lana di pecora. Le sue caratteristiche e qualità variano da zona a zona, a seconda della razza di pecore, delle condizioni climatiche, dei pascoli e delle usanze particolari relative a quando e come la lana viene tosata e lavorata. Diverse zone del vello di pecora producono diverse qualità di lana, a seconda del rapporto tra il pelo di pecora più spesso e rigido e le fibre più fini. Di solito, le pecore sono tosate in primavera e in autunno. Il taglio a molla produce lana di qualità migliore. Il grado più basso di lana utilizzato nella tessitura dei tappeti è la lana "pelle", che viene rimossa chimicamente dalla pelle di animali morti. I livelli qualitativi più elevati della lana persiana sono spesso indicati come lana "kurk" o "kork", che viene ricavata dal pelo che cresce sul collo della pecora. La produzione moderna utilizza anche lana importata, ad esempio lana merino proveniente dalla Nuova Zelanda, perché la forte domanda di lana per tappeti non può essere interamente soddisfatta dalla produzione locale. Vengono anche utilizzate le fibre di pelo di cammello e di capra. I peli di capra sono usati principalmente per fissare i bordi, o cimose, dei tappeti nomadi come quelli beluci, poiché sono più resistenti all'abrasione. La lana di cammello è usata occasionalmente nei tappeti nomadi persiani. È spesso tinta in nero o usata nel suo colore naturale. Più spesso la lana, che si dice essere lana di cammello, risulta essere lana di pecora tinta.
Cotone
Il cotone costituisce il fondamento delle trame della maggior parte dei tappeti moderni. I nomadi, che non possono permettersi di comprare cotone sul mercato, usano la lana per orditi e trame, tradizionalmente realizzati con lana in zone dove il cotone non è un prodotto locale. Il cotone può essere filato più strettamente della lana e tollera maggiore tensione, il che lo rende un materiale superiore per la struttura di un tappeto. I tappeti particolarmente grandi hanno maggiori probabilità di distendersi sul pavimento, mentre la lana tende a restringersi in modo non uniforme, e i tappeti con una trama di lana possono piegarsi quando sono bagnati. Il cotone trattato chimicamente (mercerizzato) è stato usato nei tappeti, come sostituto della seta, dalla fine del XIX secolo.
Seta
La seta è un materiale costoso ed è stato utilizzato per i tappeti di rappresentanza. La sua resistenza alla trazione è stata utilizzata negli orditi di seta, ma essa si trova anche nel filo del tappeto. Il filo di seta può essere utilizzato per evidenziare elementi speciali del disegno. I tappeti di alta qualità di Kashan, Qom, Na'in e Esfahan, sono spesso realizzati interamente in seta. I tappeti in velluto di seta sono spesso eccezionalmente fini, con un pelo corto e un disegno elaborato. Il filo di seta è meno resistente alle sollecitazioni meccaniche, quindi i tappeti tutta seta sono spesso usati come arazzi o cuscini.
Filati

Filato con "torsione a S" e "torsione a Z"

Le fibre di lana, cotone e seta sono filate a mano o meccanicamente usando un filatoio ad alette o industrialmente usando una macchina per produrre il filato. La direzione in cui viene realizzato il filato si chiama "torsione". I filati sono caratterizzati da "torsione a S" o "torsione a Z" in base alla direzione di rotazione (vedi diagramma). Due o più filati possono essere ritorti insieme per formare un filato più spesso. Generalmente, i singoli filatoi a mano realizzano filati con una "torsione a Z", e il filo è realizzato con "torsione a S". Come quasi tutti i tappeti islamici, ad eccezione dei tappeti mamelucchi, quasi tutti i tappeti persiani utilizzano sia lana filata a "Z" (antioraria) che piegata a "S" (in senso orario).

### Tintura

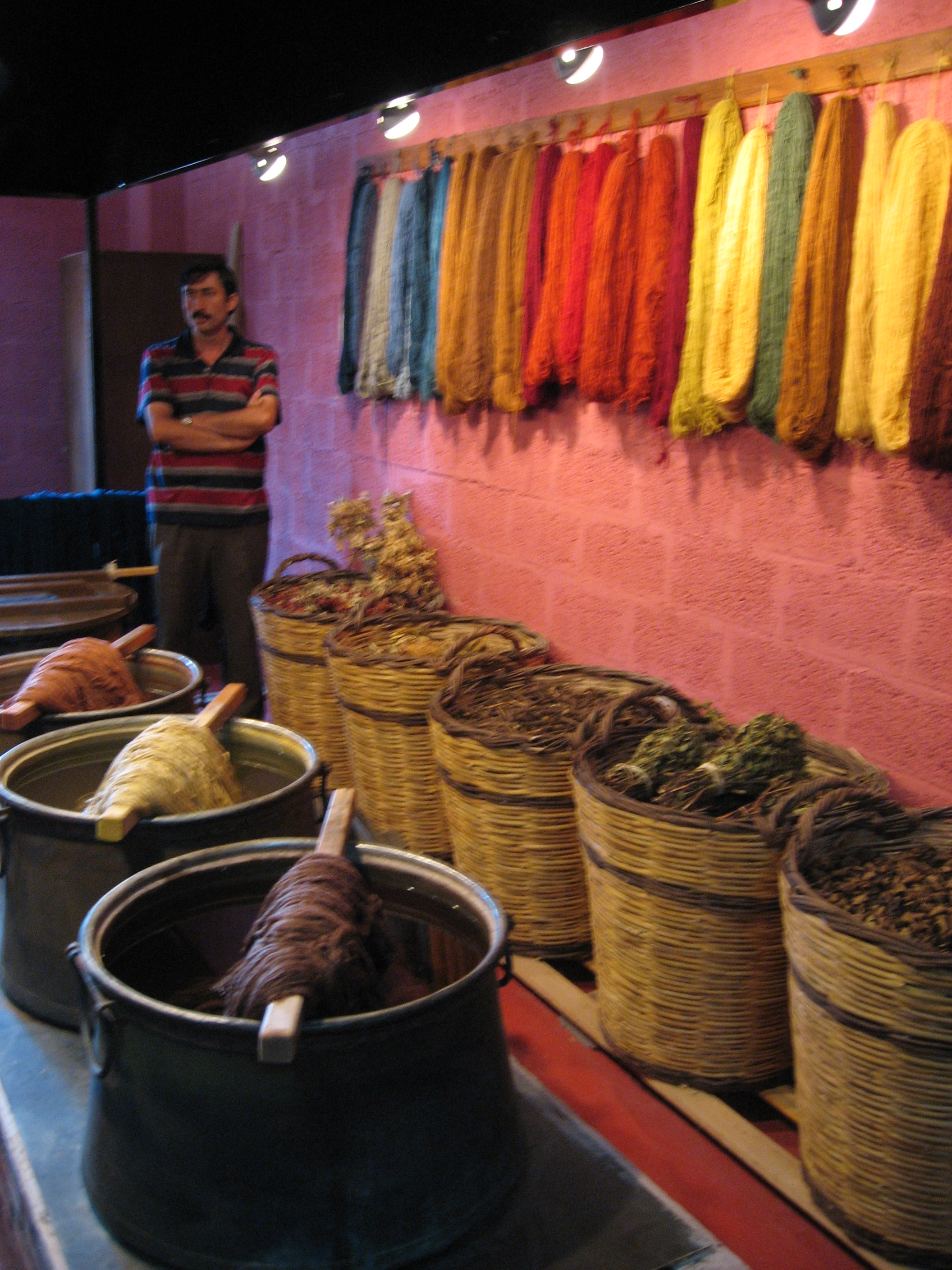
Lana tinta in colori naturali in una fabbrica turca di tappeti

Il processo di tintura prevede la preparazione del filato per renderlo suscettibile alle tinture appropriate mediante immersione in un mordente. I coloranti vengono quindi aggiunti al filo che rimane nella soluzione di tintura per un tempo definito. Il filo tinto viene quindi lasciato asciugare, esposto all'aria e alla luce del sole. Alcuni colori, in particolare marrone scuro, richiedono mordenti di ferro che possono danneggiare o sbiadire il tessuto. Ciò si traduce spesso in un'usura più veloce del pelo in aree tinte in colori marrone scuro e può creare un effetto rilievo in antichi tappeti orientali.
Piante
I colori naturali usati nei tappeti persiani sono ottenuti da piante e insetti. Nel 1856, il chimico inglese William Henry Perkin inventò il primo colorante all'anilina, porpora di anilina. In seguito sono stati inventati una serie di altri coloranti sintetici. Convenienti, prontamente preparati e facili da usare, confrontati con i coloranti naturali, il loro uso è documentato sin dalla metà degli anni 1860. La tradizione della tintura naturale è stata ripresa in Turchia all'inizio degli anni 1880. Le analisi chimiche hanno portato all'identificazione di coloranti naturali da campioni di lana antica e le ricette e i processi di tintura sono stati ricreati sperimentalmente.
Secondo queste analisi, i coloranti naturali utilizzati per i tappeti sono:
- Rosso - ricavato dalla radice della Rubia tinctorum
- Giallo da piante come cipolla, diverse specie di camomilla (Anthemis, Matricaria chamomilla) ed Euphorbia
- Nero - Quercus e Rhus coriaria
- Verde - dalla doppia tintura con indaco e giallo
- Arancione dalla doppia tintura con rosso e giallo
- Blu - indaco tratto da Indigofera tinctoria.

Alcuni dei coloranti come indaco o robbia erano merce di scambio e quindi comunemente disponibili. I coloranti gialli o marroni differiscono sostanzialmente da regione a regione. Molte piante forniscono coloranti gialli: il tralcio della vite, l'erba colorante (Reseda luteola), lo sperone giallo e il Cotinus coggygria. Foglie d'uva e bucce di melograno, così come altre piante, forniscono diverse sfumature di giallo.
In Iran, la tinteggiatura tradizionale con tinture naturali è stata ripresa negli anni 1990, ispirata al rinnovato interesse generale per i tappeti prodotti tradizionalmente, ma i tintori esperti come Abbas Sayahi hanno mantenuto viva la conoscenza delle ricette tradizionali.
Insetti
La tintura di carminio è ottenuta da secrezioni resinose di insetti come Dactylopius coccus o Coccus cacti, e alcune specie di Porphyrophora (Porphyrophora hamelii e Porphyrophora polonica). Il colorante della cocciniglia, il cosiddetto "laq", era precedentemente esportato dall'India e in seguito dal Messico e dalle Isole Canarie. I coloranti degli insetti venivano usati più frequentemente nelle aree in cui la Rubia tinctorum non veniva coltivata, come nella Persia occidentale e nord-occidentale.
Colori sintetici
Con i moderni coloranti sintetici, è possibile ottenere quasi tutti i colori e le sfumature in modo che senza analisi chimiche sia praticamente impossibile identificare, in un tappeto finito, l'uso di tinture naturali o artificiali. I tappeti moderni possono essere tessuti con colori sintetici accuratamente selezionati e fornire sia un valore artistico che utilitaristico.
Abrash
L'apparizione di lievi deviazioni all'interno dello stesso colore è chiamata abrash (dal turco "abraş", letteralmente "chiazzato, pezzato"). L'abrash si trova nei tappeti orientali tinti tradizionalmente. La sua presenza suggerisce che probabilmente il tappeto è stato tessuto da un singolo tessitore, il quale non ha avuto abbastanza tempo o risorse per preparare una quantità sufficiente di filo tinto per completare il tappeto. Di tanto in tanto venivano tinti solo piccoli lotti di lana. Quando si esauriva un gomitolo di lana, il tessitore continuava con il lotto appena tinto. Poiché la tonalità esatta del colore si riscontra di rado in un nuovo lotto, il colore del filo cambia quando viene intrecciato a una nuova fila di nodi. Pertanto, la variazione di colore suggerisce che un tappeto è stato tessuto in un villaggio o in ambiente tribale ed è apprezzata come segno di qualità e autenticità. L'abrash può anche essere introdotto di proposito in un progetto di tappeto appena pianificato.

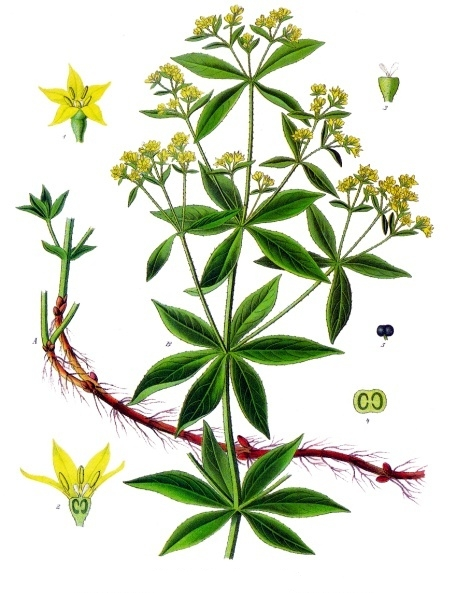
Pianta di Rubia tinctorum
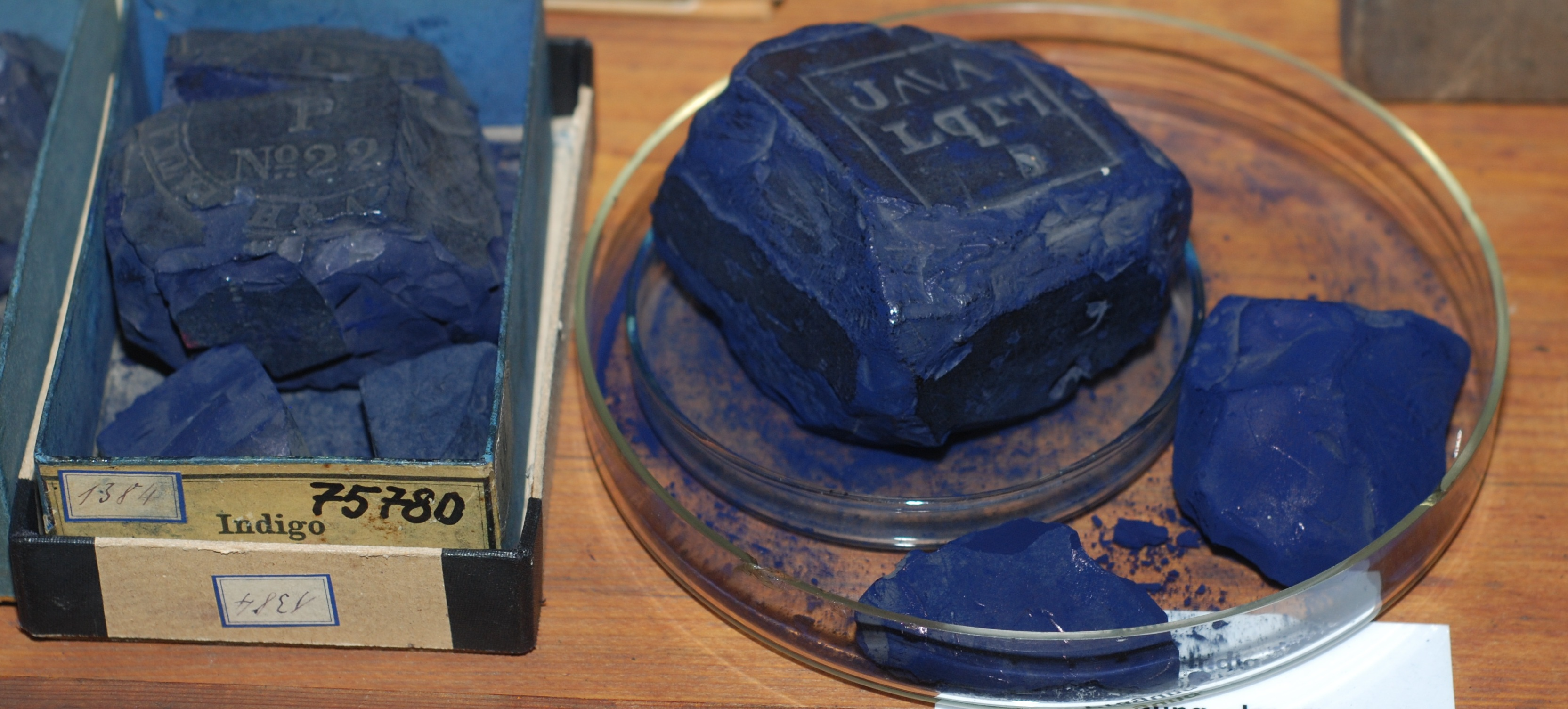
Indaco, storica collezione di colori dell'Università tecnica di Dresda, Germania
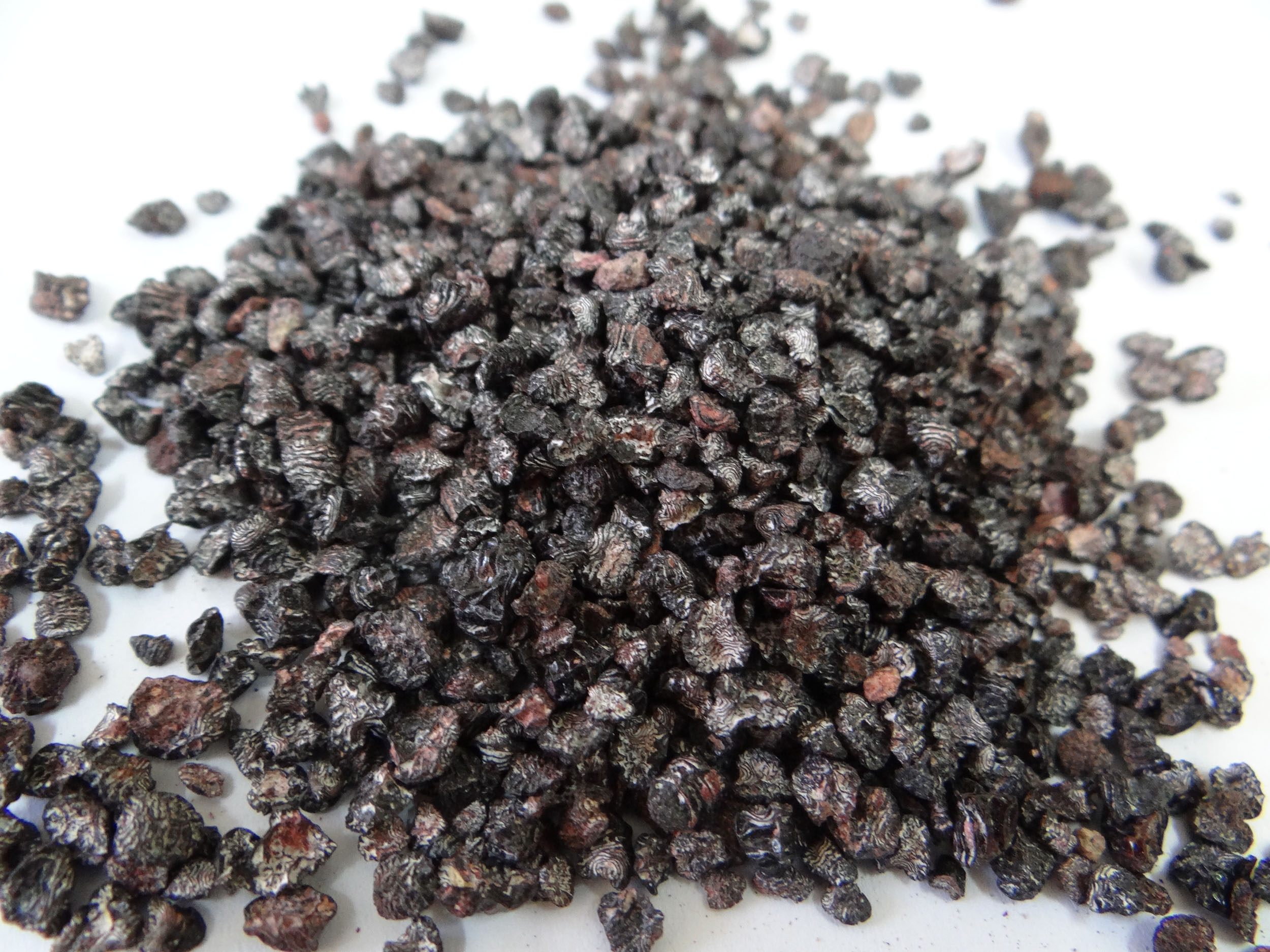
Pidocchio di Kermez (Coccus cacti)
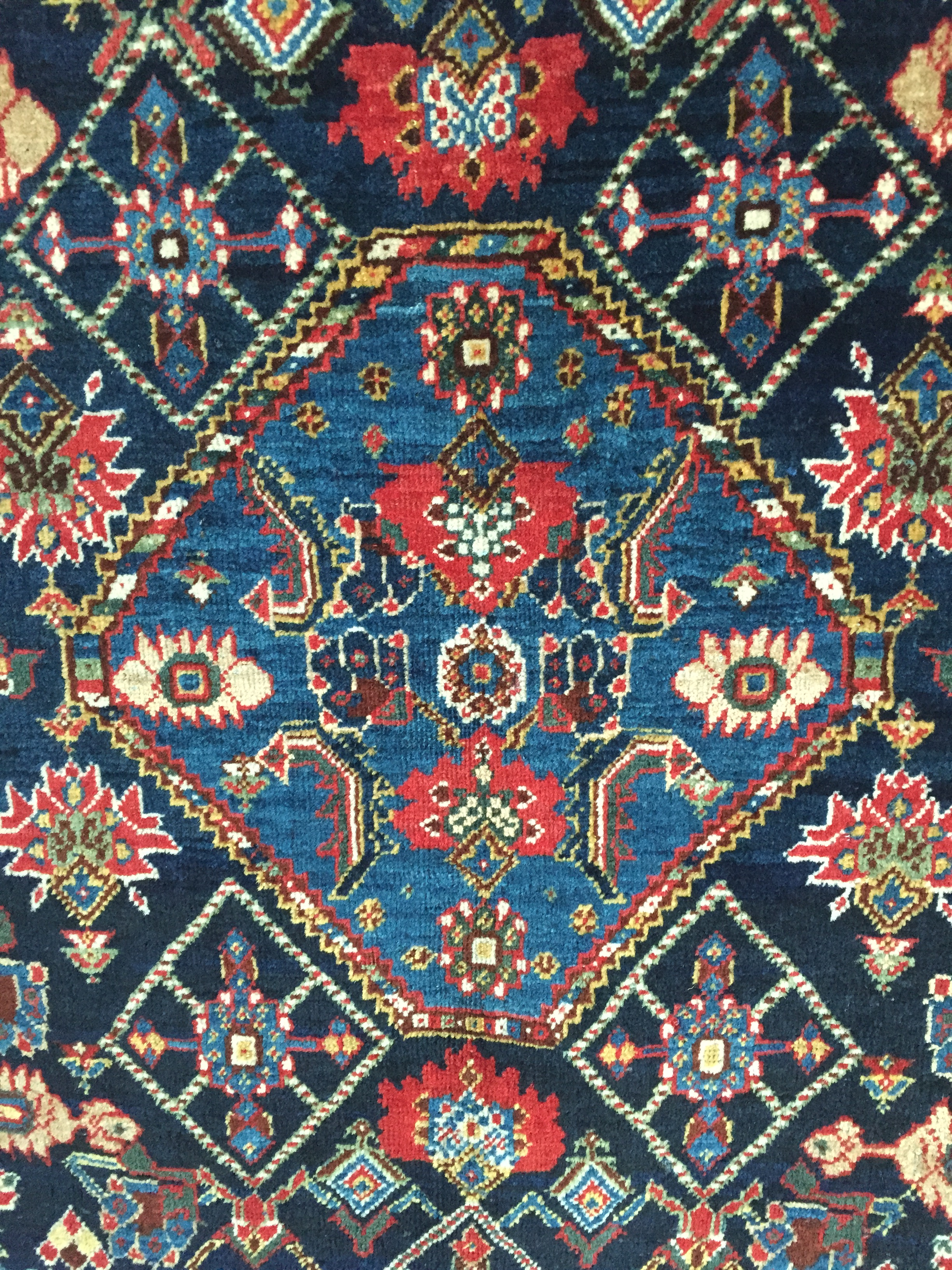
Sezione (medaglione centrale) di un tappeto del sud della Persia, probabilmente Qashqai, tardo XIX secolo, mostrante irregolari tonalità di blu (abrash)

### Telai
I telai non variano molto nei dettagli essenziali, ma variano in dimensioni e sofisticazione. Il requisito tecnico principale del telaio è quello di fornire la tensione corretta e il mezzo per dividere gli orditi in serie alternate. Un dispositivo di spargimento consente al tessitore di passare le trame attraverso gli orditi incrociati e non incrociati, invece di infilare laboriosamente la trama dentro e fuori dagli orditi.
Telai orizzontali
La forma più semplice di telaio è quella orizzontale. Esso può essere poggiato a terra o sostenuto da cavalletti poggiati sul terreno. La tensione necessaria può essere ottenuta attraverso l'uso di cunei. Questo tipo di telaio è ideale per i nomadi in quanto può essere montato o smontato ed è facilmente trasportabile. I tappeti prodotti su telai orizzontali sono generalmente piuttosto piccoli e la qualità della trama è inferiore a quella dei tappeti realizzati su telaio professionale.
Telai verticali
I telai verticali stabili, tecnicamente più avanzati, sono utilizzati nei villaggi e nelle fabbriche cittadine. I tipi più avanzati di telai verticali sono più comodi, in quanto consentono ai tessitori di mantenere la loro posizione durante l'intero processo di tessitura. Il tipo di telaio verticale Tabriz consente la tessitura di tappeti fino al doppio della lunghezza del telaio, mentre non vi è alcun limite alla lunghezza del tappeto che può essere tessuto su un telaio verticale a rulli. In sostanza, la larghezza del tappeto è limitata dalla lunghezza dei subbi del telaio.
Esistono tre tipi di telaio verticale, che possono essere modificati in vari modi: il telaio fisso di villaggio, il telaio Tabriz o Bunyan e il telaio a raggi.
1. Il telaio fisso di villaggio viene utilizzato principalmente in Iran e consiste in una traversa superiore fissa e una trave mobile (subbio) inferiore, o in tessuto, che si incastra in due parti laterali. La tensione corretta degli orditi si ottiene spostando i cunei nelle fessure. I tessitori lavorano su una tavola regolabile che viene sollevata man mano che il lavoro procede.
2. Il telaio Tabriz, dal nome della città di Tabriz, viene utilizzato nell'Iran nord-occidentale. Gli orditi sono continui e passano dietro al telaio. La tensione di curvatura si ottiene con i cunei. I tessitori siedono su un sedile fisso e quando una parte del tappeto è stata completata, la tensione viene rilasciata e il tappeto viene tirato verso il basso e arrotolato intorno al retro del telaio. Questo processo continua fino al completamento del tappeto, quando gli orditi vengono recisi e il tappeto viene tolto dal telaio.
3. Il telaio a raggi viene utilizzato in grandi fabbriche turche, ma si trova anche in Persia e in India. Consiste di due travi mobili a cui sono attaccati gli orditi. Entrambe le travi sono dotate di cricchetti o dispositivi di bloccaggio. Una volta che una sezione del tappeto è stata completata, questo viene arrotolato sulla traversa inferiore. Su un telaio a rulli, è possibile produrre qualsiasi lunghezza di tappeto. In alcune zone della Turchia molti tappeti sono tessuti in serie sugli stessi fili di ordito e separati l'uno dall'altro tagliando gli orditi dopo che la tessitura è terminata.

### Utensili

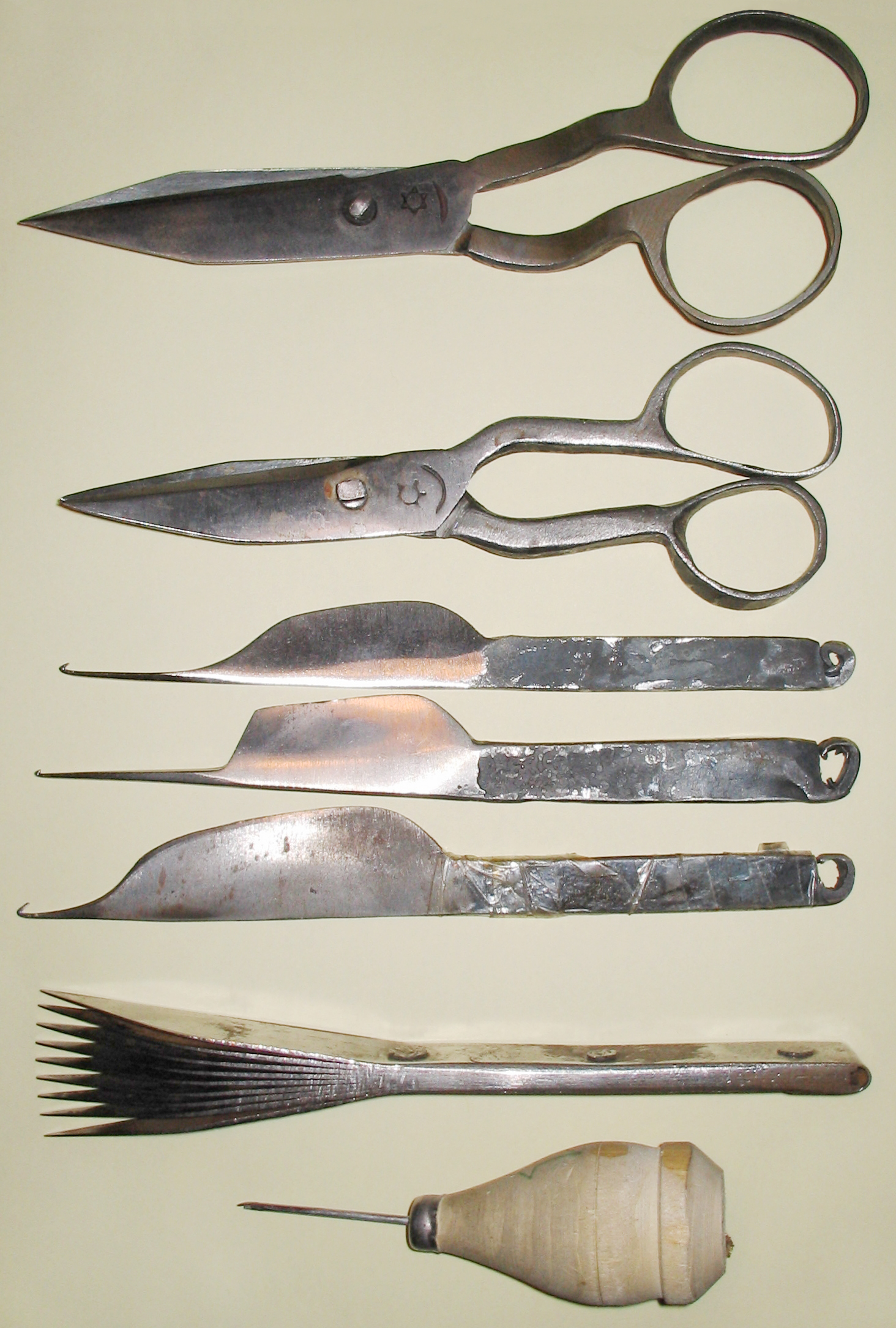
Alcuni tradizionali utensili per la tessitura dei tappeti.

Il tessitore ha bisogno di un certo numero di strumenti essenziali: un coltello per tagliare il filo quando i nodi sono legati, un pesante strumento a pettine con una maniglia per impacchettare le trame e un paio di forbici per tagliare il filo dopo aver tessuto una fila di nodi o un piccolo numero di file. A Tabriz il coltello è combinato con un gancio per legare i nodi, il quale ha la funzione di accelerare il lavoro. A volte viene usato un piccolo pettine d'acciaio per pettinare il filo dopo che ciascuna fila di nodi è stata completata.
Una varietà di strumenti aggiuntivi sono utilizzati per la confezione della trama. Alcune zone di tessitura in Iran, note per la produzione di tappeti molto fini, utilizzano strumenti aggiuntivi. A Kerman, viene usato uno strumento a sciabola orizzontalmente all'interno del telaio. A Bijar, uno strumento simile a un chiodo viene inserito tra gli orditi, e battuto per compattare ulteriormente il tessuto. Bijar è anche famosa per la sua tecnica di telaio a umido, che consiste nel bagnare l'ordito, la trama e il filato con acqua durante il processo di tessitura per compattare la lana e consentire una compressione particolarmente pesante degli orditi e delle trame. Quando il tappeto è completo e asciutto, la lana e il cotone si espandono, il che si traduce in una consistenza molto pesante e rigida. I tappeti Bijar non sono facilmente piegabili senza danneggiare il tessuto.
Un certo numero di strumenti diversi può essere usato per tagliare la lana a seconda di come viene tagliato il tappeto mentre la tessitura progredisce o quando il tappeto è completo. Spesso nei tappeti cinesi il filo viene rifilato dopo il completamento e il taglio è inclinato verso il punto in cui cambia il colore, dando un effetto tridimensionale in rilievo.

### Ordito, trama e filo
L'ordito e la trama costituiscono la struttura del tappeto, mentre il filo serve per realizzare i disegni. Ordito, trama e filo sono costituiti dai seguenti materiali:
| Ordito | Trama  | Filo | Spesso presenti                  |
| ------ | ------ | ---- | -------------------------------- |
| Lana   | Lana   | lana | tappeti di nomadi e di villaggio |
| cotone | cotone | lana | manifatture di città             |
| seta   | seta   | seta | manifatture di città             |
| cotone | cotone | seta | Manifatture di città             |

I tappeti possono essere tessuti con le loro stringhe di curvatura trattenute a diversi livelli, chiamate mute. Questo viene fatto tirando le trame di una muta stretta, separando gli orditi su due livelli diversi, il che lascia un ordito su un livello inferiore. Il termine tecnico è "ordito depresso". Le distorsioni possono essere leggermente abbassate, o più strette, il che causerà una increspatura più o meno pronunciata o "ridimensionamento" sul retro del tappeto. Un tappeto intessuto con deformazione depressa è descritto come "a doppia deformazione". I tappeti di città dell'Iran centrale come Kashan, Esfahan, Qom e Na'in hanno deformazioni profondamente depresse, che rendono il tutto più denso, il tappeto è più pesante di un esemplare a maglie più larghe e poggia più saldamente sul pavimento. I tappeti curdi Bidjar fanno un uso più pronunciato della depressione della curvatura. Spesso il loro pelo viene ulteriormente compattato mediante l'uso di un'asta metallica che viene spinta tra gli orditi e martellata verso il basso, producendo un tessuto denso e rigido.

### Nodi
I tappeti persiani sono principalmente intrecciati con due diversi nodi: il nodo simmetrico turco o "Ghiordes", usato anche in Turchia, nel Caucaso, nel Turkmenistan orientale e in alcune aree turche e curde dell'Iran, e l'asimmetrico "Persian o nodo Senneh", usato anche in India, Turchia, Pakistan, Cina ed Egitto. Il termine "nodo di Senneh" è in qualche modo fuorviante, poiché i tappeti, nella città di Senneh, sono tessuti con nodi simmetrici.
Per legare un nodo simmetrico, il filo viene passato tra due orditi adiacenti, riportati sotto uno, avvolti attorno ad entrambi formando un colletto, quindi tirati attraverso il centro in modo che entrambe le estremità emergano tra gli orditi.
Il nodo asimmetrico è legato avvolgendo il filo attorno a un solo ordito, quindi il filo viene passato dietro l'ordito adiacente in modo da dividere le due estremità del filo. Il nodo persiano può aprirsi a sinistra o a destra.
Il nodo asimmetrico consente di produrre disegni più fluidi, spesso curvilinei, mentre i disegni più audaci e rettilinei possono utilizzare il nodo simmetrico. Come esemplificato dai tappeti Senneh con i loro elaborati disegni intrecciati con nodi simmetrici, la qualità del disegno dipende più dalle capacità del tessitore, che dal tipo di nodo utilizzato.
Un altro nodo usato frequentemente nei tappeti persiani è il nodo Jufti, che è legato intorno a quattro orditi anziché due. Un tappeto di utilità può essere fatto con nodi jufti, che vengono talvolta usati anche in grandi aree monocolore di un tappeto, per esempio sullo sfondo, per risparmiare filo. Tuttavia, poiché i tappeti tessuti interamente o parzialmente con il nodo jufti necessitano solo la metà della quantità di filo di lana rispetto ai tappeti tradizionali, il loro filo è meno resistente all'usura e questi tappeti non durano a lungo.
Un'altra variante del nodo è conosciuta dai primi tappeti spagnoli. Il nodo spagnolo o nodo a singolo ordito è legato a un solo ordito. Alcuni dei frammenti di tappeto scavati da A. Stein a Turfan sembrano essere intrecciati con un singolo nodo. I tessuti a nodo singolo sono anche noti dai tappeti egiziani copti.
Talvolta si verificano nodi irregolari che comprendono orditi mancanti, nodi su tre o quattro orditi, singoli nodi di ordito o nodi che condividono un ordito, sia simmetrici che asimmetrici. Si trovano spesso nei tappeti turkmeni e contribuiscono alla struttura densa e regolare di questi tappeti.
L'annodatura diagonale o contrastante ha nodi nelle file successive che occupano coppie alternate di orditi. Questa funzione consente di passare da un mezzo nodo al successivo e crea linee diagonali con angoli diversi. A volte si trova nei tappeti curdi o turkmeni, in particolare negli Yomuds che sono, per lo più, legati simmetricamente.
L'andamento verticale dei tappeti orientali di solito si inclina in una direzione, mentre i nodi vengono sempre tirati verso il basso prima che il filo di lana venga tagliato e il lavoro riprenda sul nodo successivo, accumulando una fila dopo l'altra di nodi. Quando si passa la mano su un tappeto, si crea una sensazione simile ad accarezzare la pelliccia di un animale. Questo può essere usato per determinare dove il tessitore ha iniziato ad annodare Il filo. I tappeti da preghiera sono spesso intrecciati "capovolti", come risulta evidente quando viene valutata la direzione del pelo. Questo ha sia ragioni tecniche (il tessitore può concentrarsi prima sul disegno, più complesso della nicchia), sia sulle conseguenze pratiche (il pelo si piega nella direzione della prostrazione del fedele).
Conta dei nodi

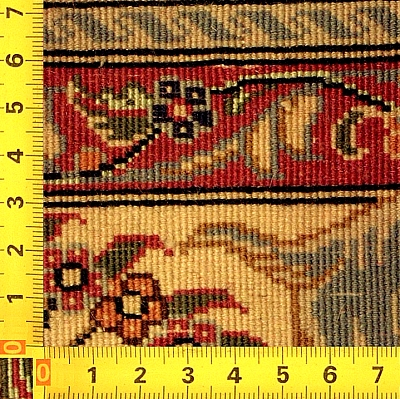
Lato posteriore di un tappeto di Qom con alta densità di nodi.

Il numero di nodi è espresso in nodi per decimetro quadrato. I conteggi dei nodi si eseguono meglio sul retro del tappeto. Se gli orditi non sono troppo depressi, i due anelli di un nodo rimarranno visibili e potranno essere contati. Se una curvatura è profondamente depressa, può essere visibile solo un cappio del nodo, che deve essere considerato quando vengono contati i nodi.
Si ottengono informazioni strutturali quando i nodi orizzontali e verticali vengono contati separatamente. Nei tappeti turkmeni, il rapporto tra nodi orizzontali e verticali è spesso vicino a 1:1. Per raggiungere questo rapporto di nodo è richiesta una notevole competenza tecnica. I tappeti che sono tessuti in questo modo sono molto densi e resistenti.
I conteggi dei nodi danno evidenza della finezza della tessitura e della quantità di lavoro necessaria per completare il tappeto. Tuttavia, il valore artistico e utilitaristico di un tappeto difficilmente dipende dai conteggi dei nodi, ma piuttosto dall'esecuzione del disegno e dei colori. Ad esempio, il tappeto persiano Heriz o alcuni tappeti anatolici possono avere un numero di nodi basso rispetto ai tappeti Qom o Na'in estremamente fini, ma offrono disegni artistici e sono resistenti all'usura.

### Finitura
Terminata la tessitura, il tappeto viene tolto dal telaio ma deve essere fatto un ulteriore lavoro prima che il tappeto sia pronto per l'uso.
Margini e testa
I bordi di un tappeto necessitano di protezione aggiuntiva, in quanto sono esposti a particolari sollecitazioni meccaniche. Gli ultimi orditi su ciascun lato del tappeto sono quasi sempre più spessi degli orditi interni, o raddoppiati. Il bordo può consistere di un solo ordito, o di un fascio di orditi, ed è attaccato ai tappeti da tralci di trama che lo attraversano, definiti "coperto". I bordi sono spesso ulteriormente rinforzati avvolgendoli con lana, pelo di capra, cotone o seta in vari colori e disegni. I bordi così rinforzati sono chiamati cimose o "shirazeh" dalla parola persiana.
Le restanti estremità dei fili di ordito formano le frange che possono essere tratteggiate, intrecciate, tassellate o fissate in qualche altro modo. Soprattutto i tappeti di villaggio anatolico e dei nomadi hanno estremità piatte (kilim), realizzate con trame senza pelo all'inizio e alla fine del processo di tessitura. Ciò fornisce ulteriore protezione contro l'usura e talvolta includono informazioni sul villaggio in cui sono stati tessuti.
Pelo
Il pelo del tappeto viene rasato con coltelli speciali (o accuratamente bruciato) per rimuovere le parti in eccesso e ottenere una superficie liscia. In alcune parti dell'Asia centrale, viene usato un piccolo coltello a forma di falce con il bordo esterno affilato. Coltelli di questa forma sono stati ritrovati da siti dell'età del bronzo in Turkmenistan.). In alcuni tappeti, si ottiene un effetto di sollevato tagliando il pelo in modo non uniforme seguendo i contorni del disegno. Questa caratteristica è spesso visibile nei tappeti cinesi e tibetani.
Lavaggio
La maggior parte dei tappeti viene lavata prima di essere utilizzata o di andare sul mercato. Il lavaggio può essere effettuato solo con acqua e sapone, ma più spesso vengono aggiunte sostanze chimiche per modificare i colori. Vari lavaggi chimici furono inventati a New York, a Londra e in altri centri europei. Il lavaggio spesso includeva candeggina a base di cloro o idrosolfito di sodio. I lavaggi chimici non solo danneggiano le fibre di lana, ma cambiano i colori in misura tale che alcuni tappeti devono essere ridipinti con colori diversi dopo il lavaggio, come è esemplificato dal cosiddetto tappeto "American Sarouk".

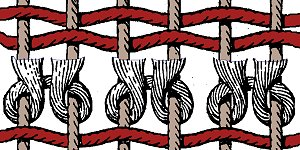
Nodo simmetrico turco
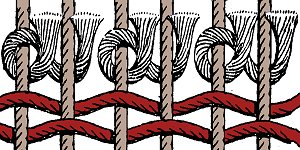
Nodo asimmetrico persiano, aperto a destra
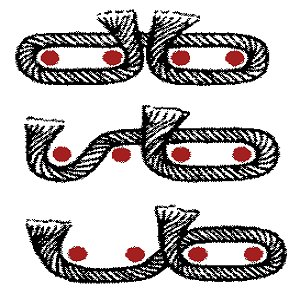
Variante del nodo "Jufti" tessuto intorno a quattro orditi
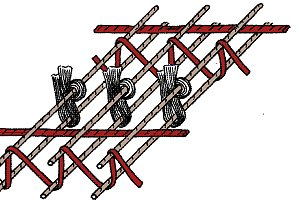
Tessendo con un ordito depresso
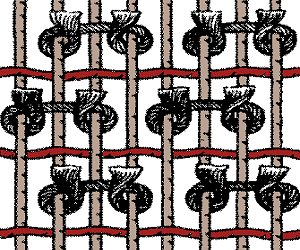
Nodo diagonale
Esecuzione di un nodo asimmetrico, aperto a destra, con un gancio per tappeti simile al tipo Tabriz
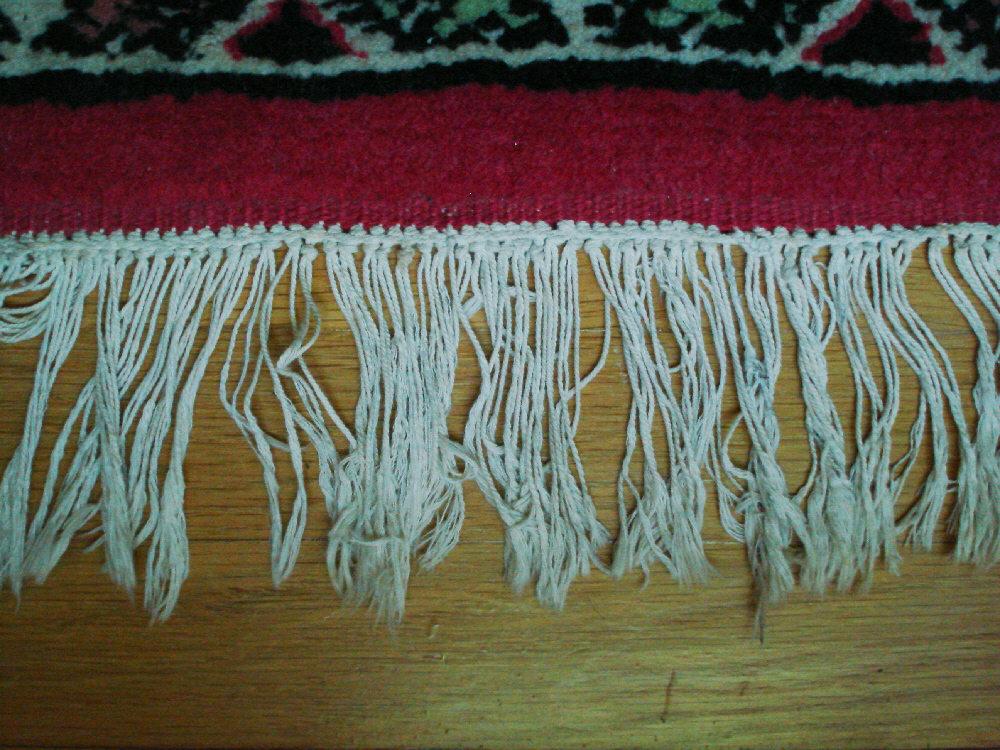
Testa di un Kilim con le frange

## Disegno
I tappeti orientali sono noti per i loro disegni riccamente variati, ma caratteristiche tradizionali comuni identificano il disegno di un tappeto come "orientale". Con l'eccezione del rilievo del pelo ottenuto tagliando lo stesso in modo non uniforme, il disegno del tappeto ha origine da una disposizione bidimensionale di nodi in vari colori. Ogni nodo legato, in un tappeto, può essere considerato come un "pixel" di un'immagine, che è composto dalla disposizione di un nodo dopo l'altro. Più bravo è il tessitore o, come nei tappeti fabbricati a macchina, il disegnatore, più elaborato è il disegno.

### Disegno rettilineo e curvilineo

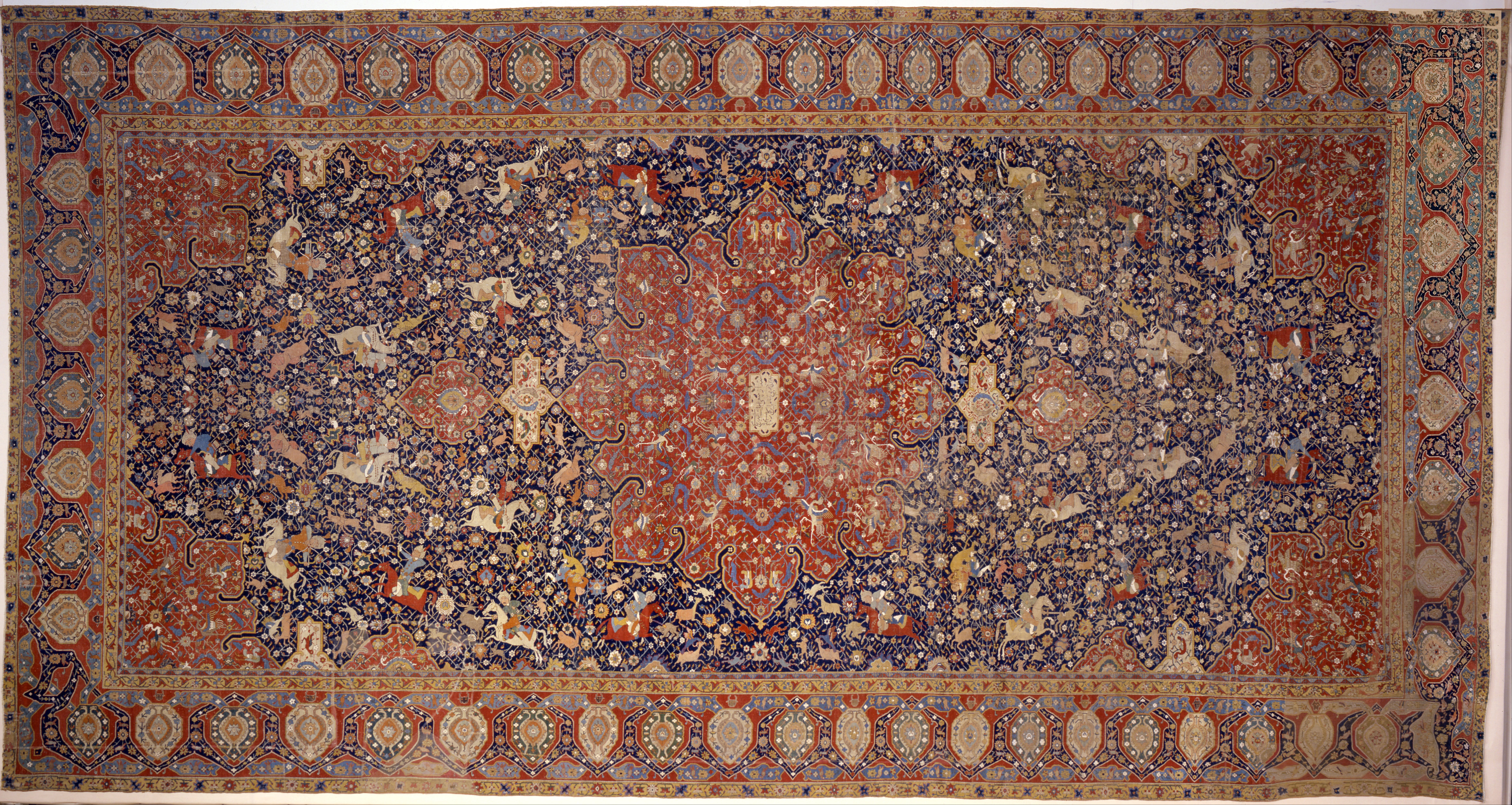
Tappeto persiano del XVI secolo con predominanti disegni curvilinei

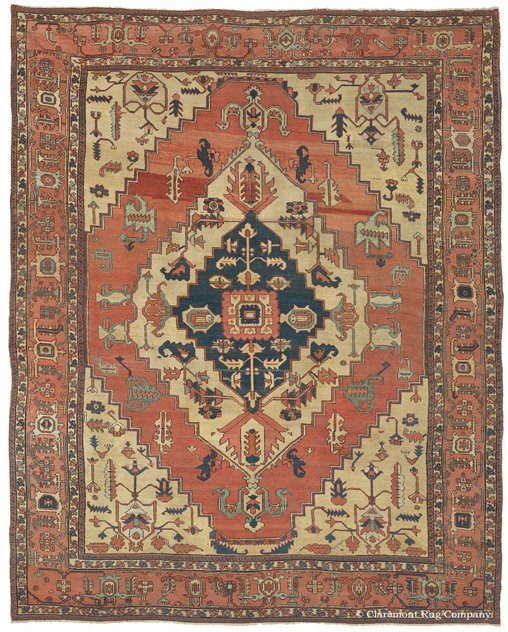
Tappeto Serapi, regione di Heriz, nord-ovest della Persia, circa 1875, con predominanza di disegni rettilinei

Il disegno di un tappeto può essere rettilineo ("geometrico"), o curvilineo ("floreale"). I tappeti curvilinei mostrano le figure floreali in modo realistico. Il disegno è più fluido e la tessitura è spesso più complicata. I modelli rettilinei tendono ad essere più audaci e più spigolosi. I motivi floreali possono essere intessuti in un disegno rettilineo, ma tendono ad essere più astratti o più altamente stilizzati. Il disegno rettilineo è associato alla tessitura nomade o di villaggio, mentre gli intricati disegni curvilinei richiedono una pianificazione preliminare, come avviene nelle grandi fabbriche. I tappeti delle fabbriche sono solitamente tessuti secondo un progetto disegnato da un artista e consegnato al tessitore per essere eseguito sul telaio.

### Disegno dello sfondo, medaglioni e bordi

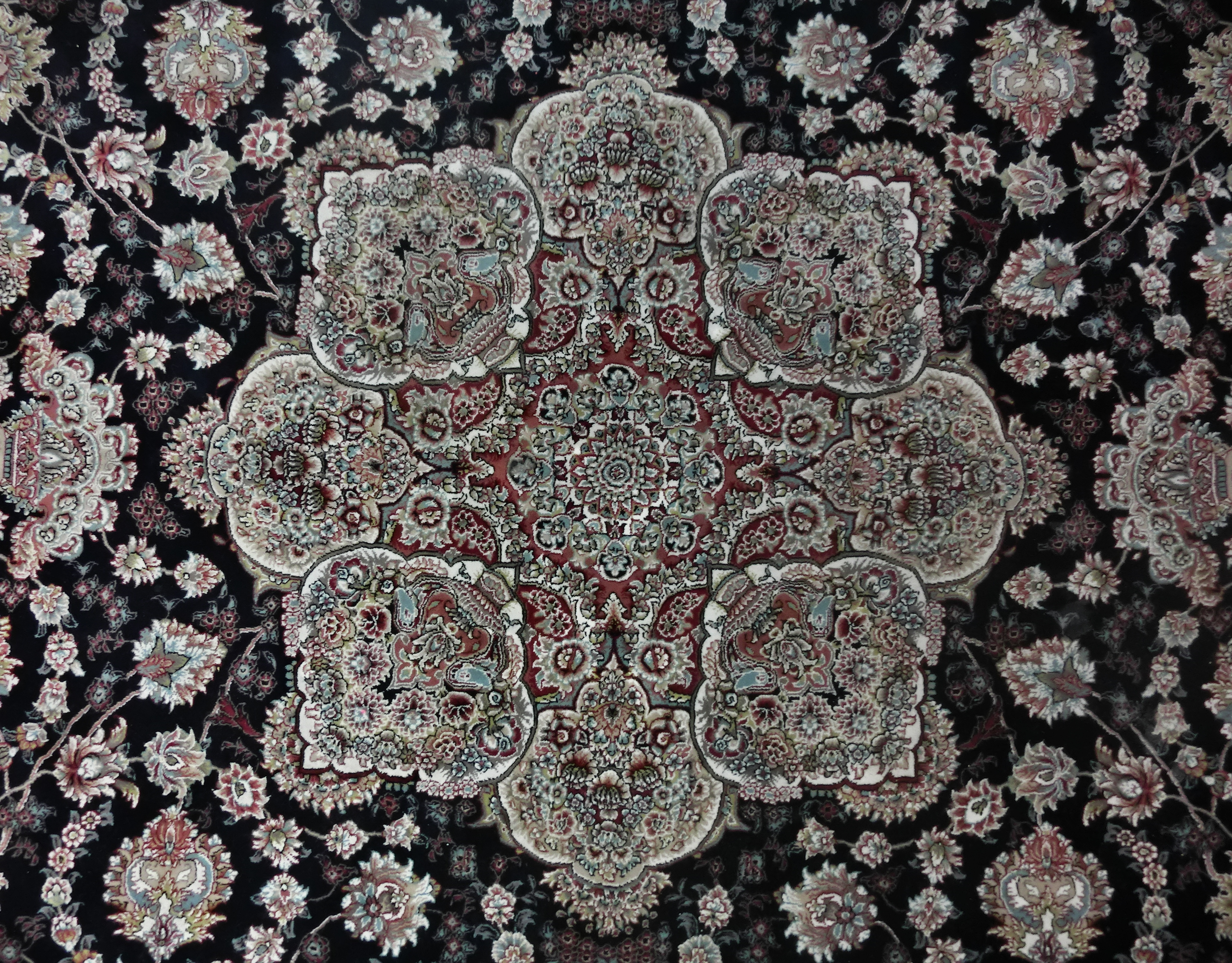
Medaglione Toranj - speciale disegno circolare in un tappeto iraniano

Il disegno del tappeto può essere descritto dal modo in cui sono disposti gli ornamenti all'interno dello stesso. Un disegno di base può dominare l'intero tappeto o la superficie può essere coperta da un motivo di figure ripetute.
Nelle aree con disegni locali tradizionali, come nelle tribù nomadi persiane, il tessitore è in grado di lavorare a memoria, poiché i modelli specifici fanno parte della tradizione familiare o tribale. Questo di solito è sufficiente per progetti meno elaborati, per lo più rettilinei. Per i disegni più elaborati, specialmente curvilinei, i disegni sono realizzati con cura, su carta millimetrata, per adattarsi ai colori appropriati. La progettazione risultante è definita un "fumetto". Il tessitore intreccia un nodo per ogni quadrato sulla carta in scala, che consente una resa accurata anche dei disegni più complessi. I disegni si sono modificati nei secoli attraverso la tessitura. Oggi vengono utilizzati i computer nella realizzazione di disegni in scala per i tessitori.
La superficie del tappeto è organizzata in modi tipici, che in tutta la loro varietà sono comunque riconoscibili come persiani: un singolo disegno di base può coprire l'intera parte centrale. Quando viene raggiunta la fine della stessa, i motivi possono essere tagliati intenzionalmente, creando così l'impressione di continuare oltre i confini del tappeto. Questa tecnica è caratteristica del disegno islamico: nella tradizione islamica, la raffigurazione di animali o umani è proibita anche in un contesto profano, poiché l'Islam non distingue tra vita religiosa e vita profana. Dalla codificazione del Corano di ʿUthmān b. ʿAffān, nel 651 dell'era cristiana/19 dell'era musulmana e dalle riforme di Abd al-Malik ibn Marwan degli Omayyadi, l'arte islamica si è concentrata sulla scrittura e sull'ornamento. Gli sfondi principali dei tappeti persiani sono spesso pieni di ornamenti ridondanti e intrecciati, spesso in forma di spirali elaborate e viticci in un modo chiamato "ripetizione infinita".
Gli elementi di progettazione possono anche essere disposti in modo più elaborato. Un tipico tappeto orientale utilizza un "medaglione", uno schema simmetrico che occupa il centro del tappeto. Parti del medaglione, o simili disegni corrispondenti, sono ripetute ai quattro "angoli". Il disegno persiano "Lechek Torūnj" (medaglione e angolo) è stato sviluppato in Persia per copertine di libri e immagini miniate nel XV secolo. Nel XVI secolo, è stato integrato nei disegni di tappeti. È possibile utilizzare più di un medaglione e questi possono essere disposti a intervalli sul fondo in diverse dimensioni e forme. Il fondo di un tappeto può anche essere suddiviso in diversi compartimenti rettangolari, quadrati o a losanga, che a loro volta possono essere disposti in file o in diagonale.
In contrasto con i tappeti anatolici, il tappeto medio persiano rappresenta lo schema principale, e la ripetizione infinita dello sfondo appare subordinata, creando un'impressione di medaglione "fluttuante" sullo sfondo.
Nella maggior parte dei tappeti persiani, il centro del tappeto è circondato da strisce o bordi. Questi possono variare da uno a più di dieci, ma di solito c'è un "bordo principale" più largo circondato da bordi minori o "guardiani". Il confine principale è spesso pieno di disegni rettilinei o curvilinei complessi ed elaborati. Le strisce di bordo minori mostrano disegni più semplici come le viti serpeggianti. La disposizione tradizionale del bordo persiano è stata altamente conservata nel tempo, ma può anche essere modificata in modo che il centro invada il bordo principale. Questa caratteristica è spesso visibile nei tappeti Kerman della fine del XIX secolo e probabilmente è stata rilevata dai disegni delle tessiture francesi di Aubusson o Savonnerie.
Le articolazioni angolari sono una parte particolarmente impegnativa del disegno di un tappeto. Gli ornamenti devono essere tessuti in modo che il disegno continui senza interruzioni intorno agli angoli tra i bordi orizzontali e verticali. Ciò richiede una pianificazione anticipata sia da un abile tessitore che è in grado di pianificare il progetto dall'inizio, sia da un artista che compone un cartone prima che inizi la tessitura. Se gli ornamenti si articolano correttamente attorno agli angoli, questi sono definiti "risolti" o "riconciliati". Nei tappeti di villaggio o nomadi, che di solito sono tessuti senza un piano di avanzamento dettagliato, gli angoli dei bordi spesso non sono risolti. Il tessitore quindi interrompe il disegno in un determinato stadio, ad esempio quando il bordo orizzontale inferiore è finito, e ricomincia da capo con i bordi verticali. L'analisi della risoluzione d'angolo aiuta a distinguere i tappeti di villaggio rurale, o nomadi, da quelli delle fabbriche.

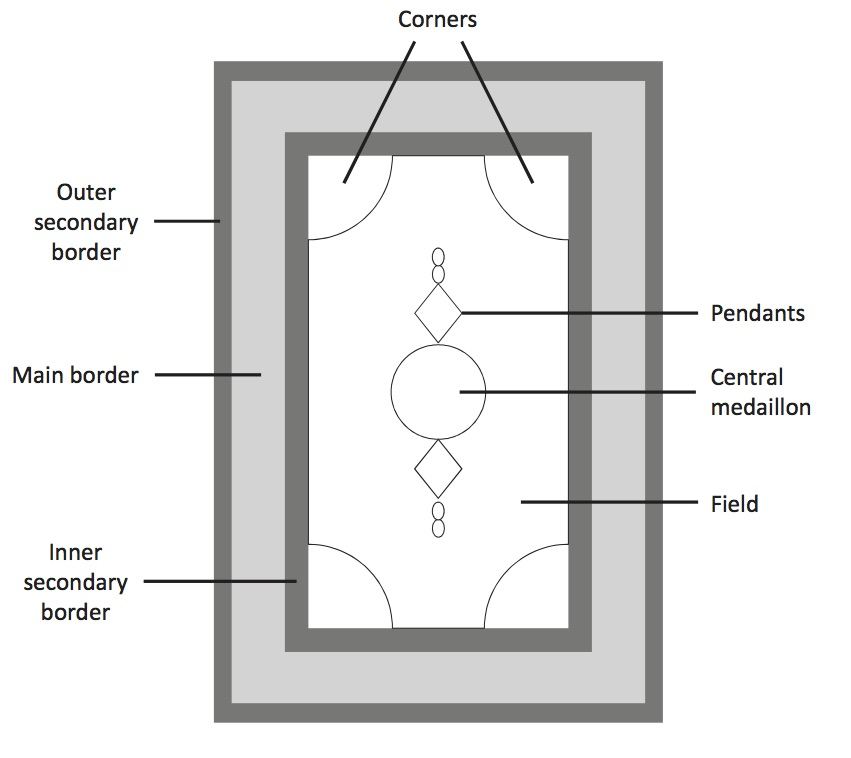
Ornamenti di base di un tappeto orientale
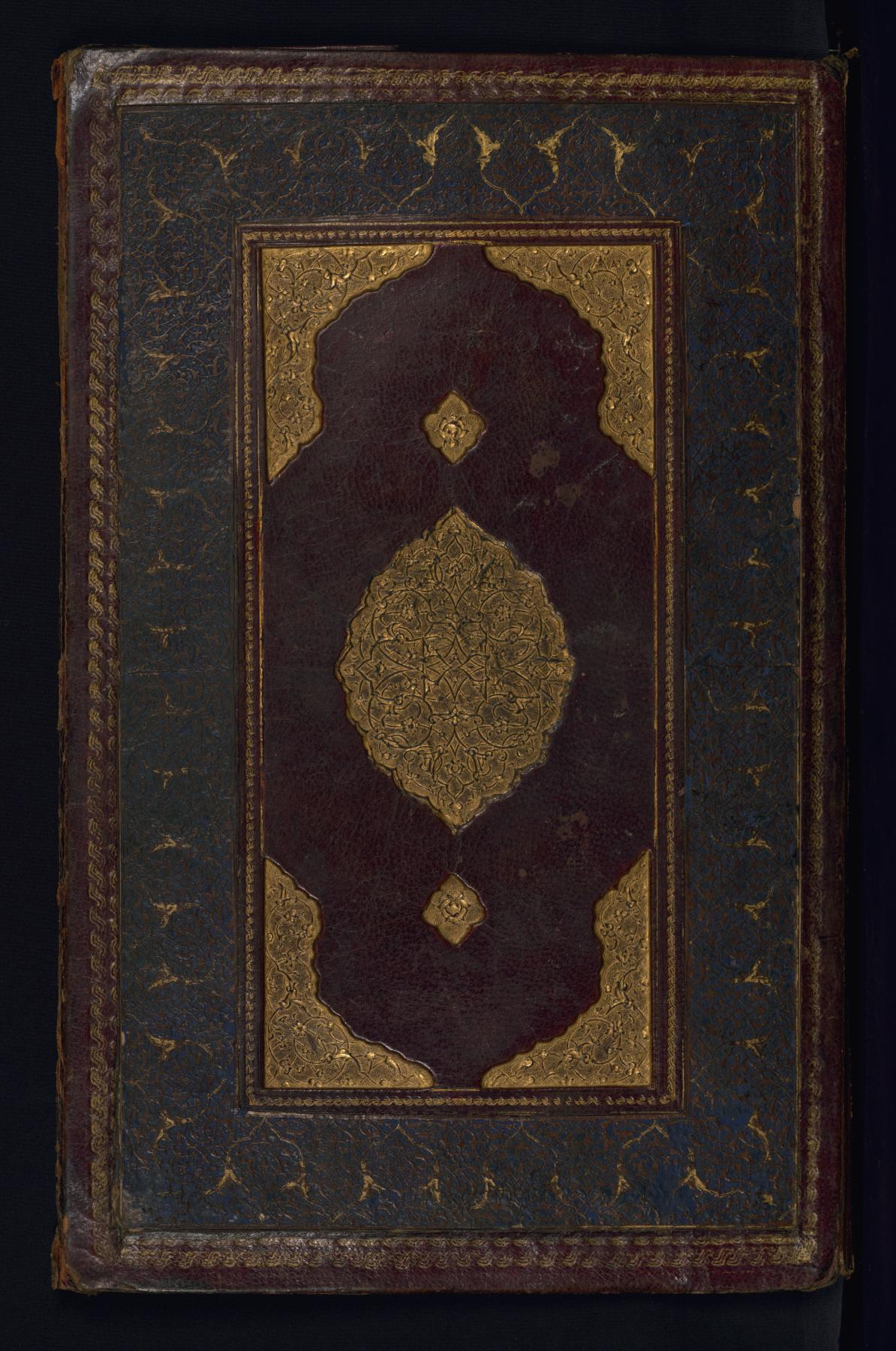
Rilegatura di libri da Opere collette (Kulliyat), X secolo era musulmana/XVI era cristiana, Walters Art Museum
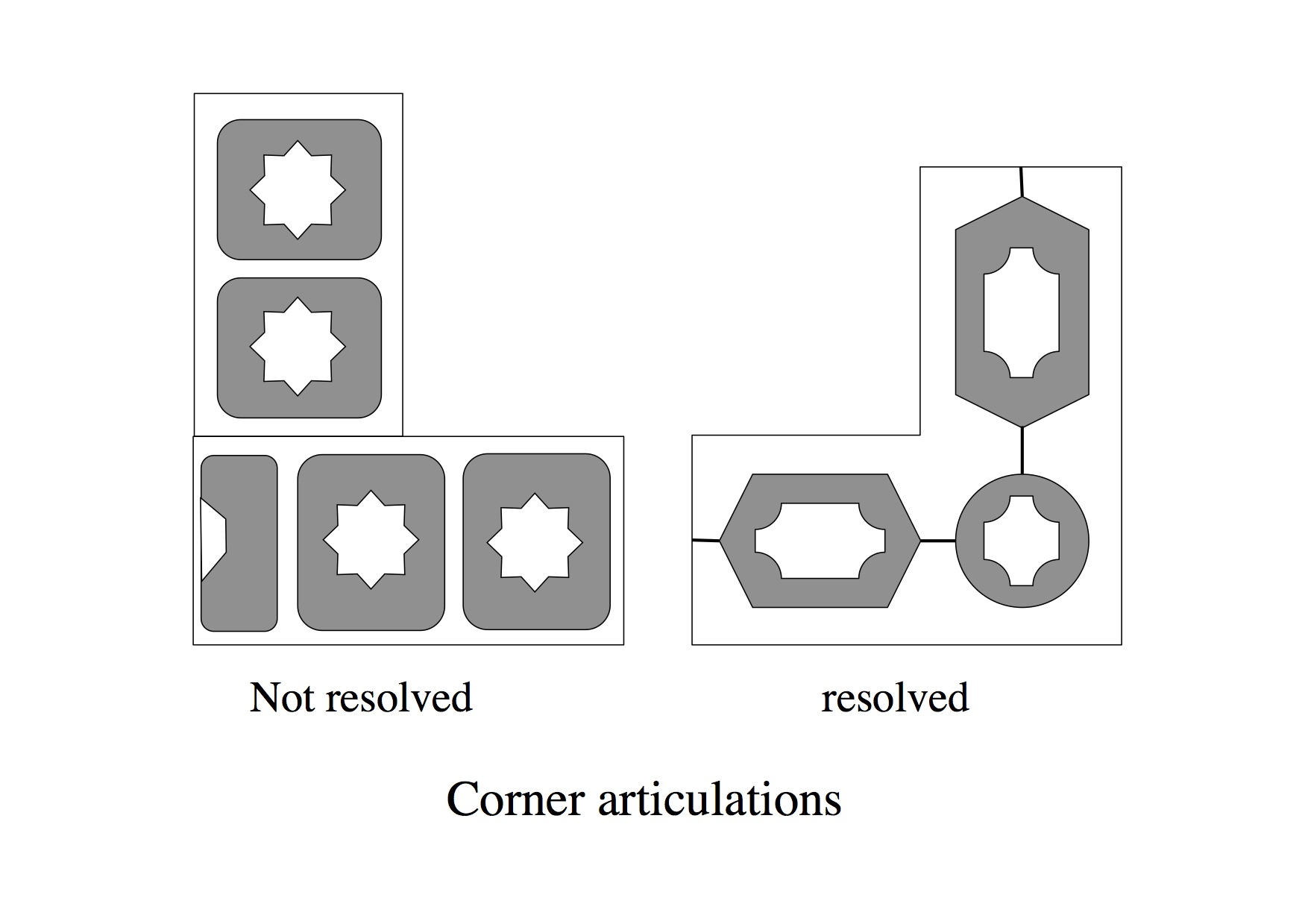
Articolazione di un angolo in un tappeto orientale

### Elementi di disegno più piccoli e compositi
Lo sfondo, o sezioni di esso, può anche essere coperto con elementi più piccoli. L'impressione generale può essere omogenea, sebbene il disegno degli stessi elementi possa essere molto complicato. Tra le figure ripetitive, il boteh è utilizzato in tutta la "cintura del tappeto". Il boteh può essere raffigurato sia in uno stile curvilineo che rettilineo. Il più elaborato boteh si trova nei tappeti intessuti attorno a Kerman. I tappeti di Seraband, Hamadan e Fars a volte mostrano il boteh in uno schema a tutto campo. Altri elementi di disegno includono motivi antichi come l'albero della vita, o elementi floreali e geometrici come, ad esempio, stelle o palmette.
Singoli elementi possono anche essere inseriti in gruppo, formando un disegno più complesso:
- Il disegno Herati consiste in una losanga con figure floreali agli angoli circondata da foglie a forma di lancetta a volte chiamate "pesci". I modelli Herati sono usati in tutta la "cintura del tappeto"; in genere, si trovano nei tappeti di Bijar.
- Il disegno Mina Khani è costituito da fiori disposti in file, interconnessi da linee diamantate (spesso curve) o circolari, spesso su tutto il tappeto. Il disegno di Mina Khani si trova spesso nei tappeti Varamin.
- Il motivo Shah Abbasi è composto da un gruppo di palmette. I disegni Shah Abbasi si trovano spesso nei tappeti Kashan, Esfahan, Mashhad e Na'in.
- Il disegno Bid Majnūn è in realtà una combinazione di salici piangenti, cipressi, pioppi e alberi da frutto in forma rettilinea. La sua origine è stata attribuita alle tribù curde, poiché i primi esempi conosciuti provengono dalla zona di Bijar.
- Il disegno Harshang prende il nome dal suo principale motivo, che è un grande oggetto ovale che ricorda un granchio. Il modello si trova su tutta la "cintura del tappeto", ma ha una certa somiglianza con le palmette del periodo safavide, e gli "artigli" del granchio possono essere arabeschi convenzionalmente in stile rettilineo.
- Il Gol Henai, un piccolo motivo ripetuto, prende il nome dalla pianta dell'henné, anche se non vi assomiglia molto. La pianta assomiglia più al balsamo del giardino, e nella letteratura occidentale a volte è paragonata al fiore dell'ippocastano.

Motivi comuni nei tappeti orientali:

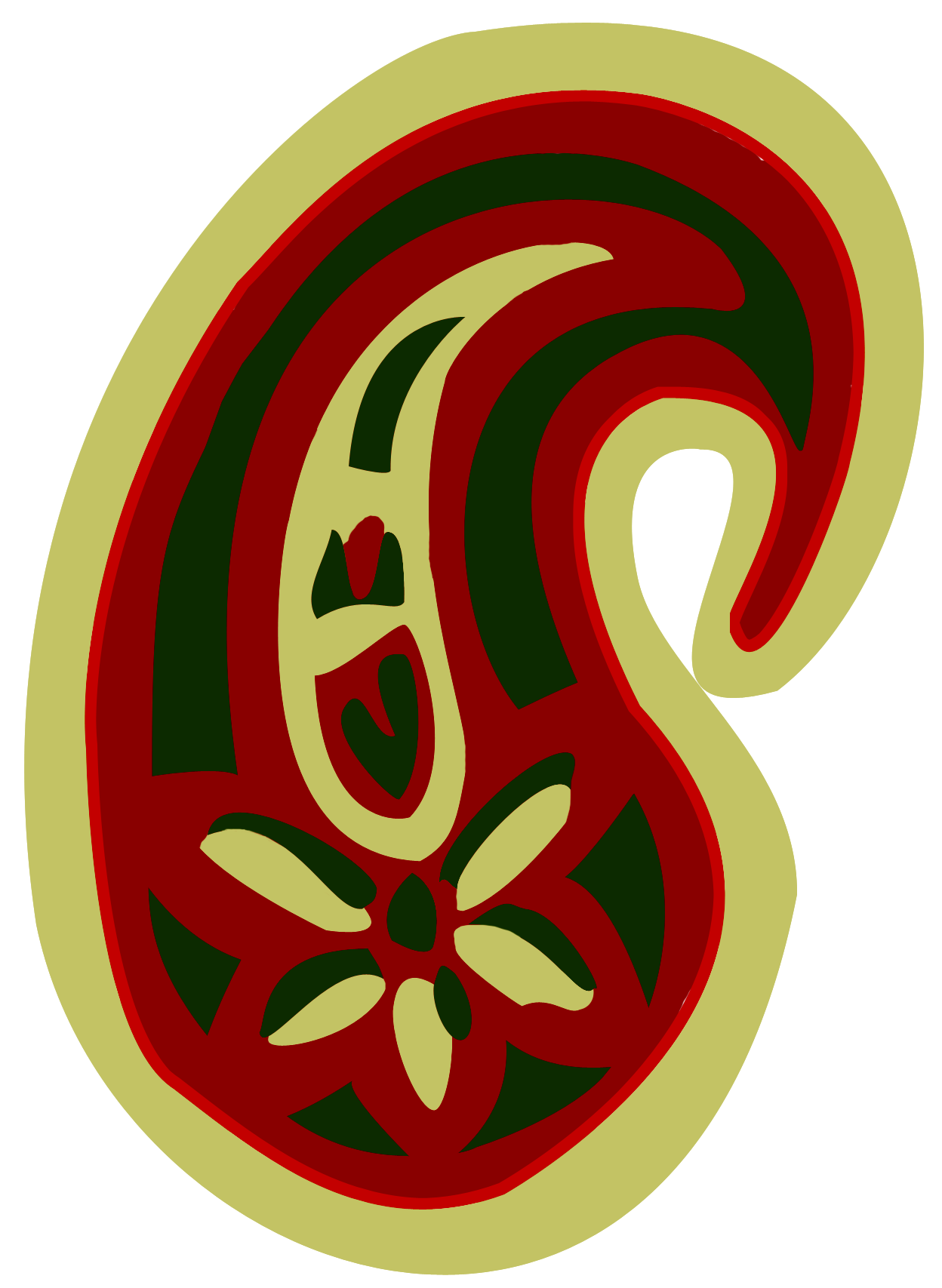
Motivo Boteh
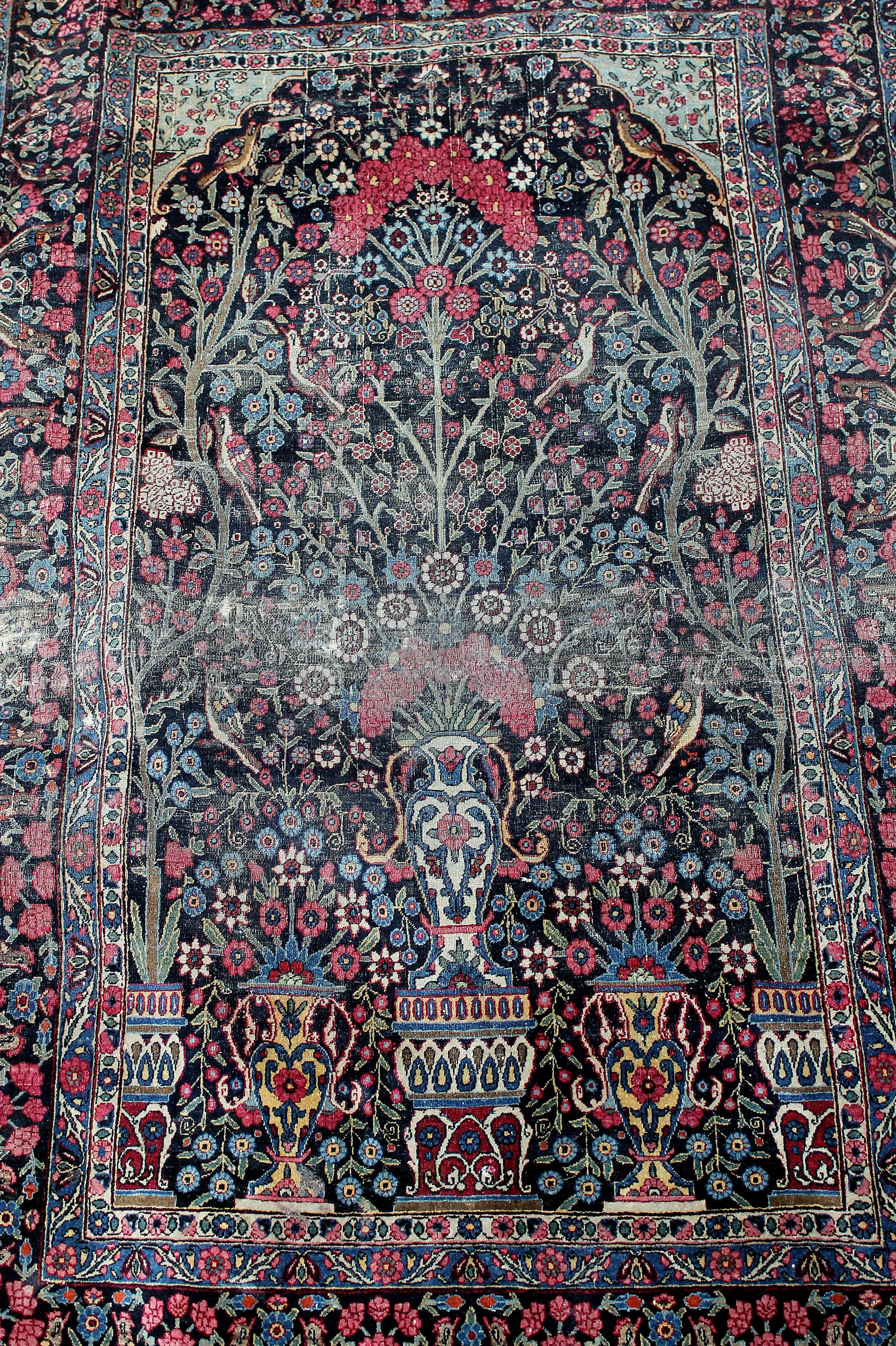
Tappeto pittorico con albero della vita, uccelli, piante, fiori e motivo vaso motifs
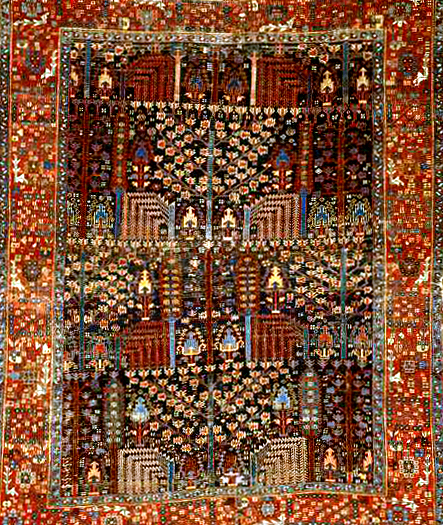
Tappeto Karaja con Bid Majnūn, o disegno “salice piangente”
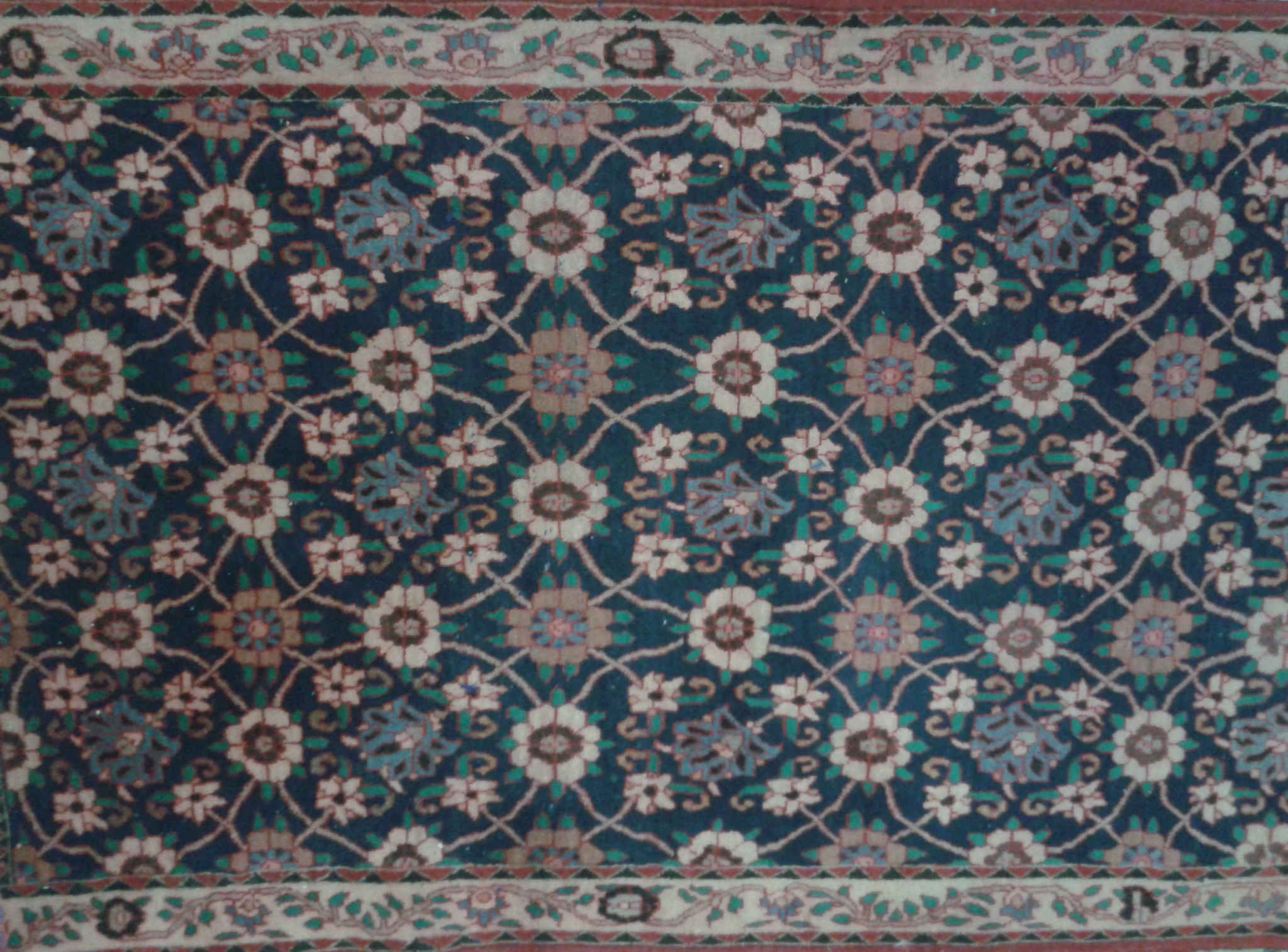
Tappeto di Varamin con motivo Mina Khani
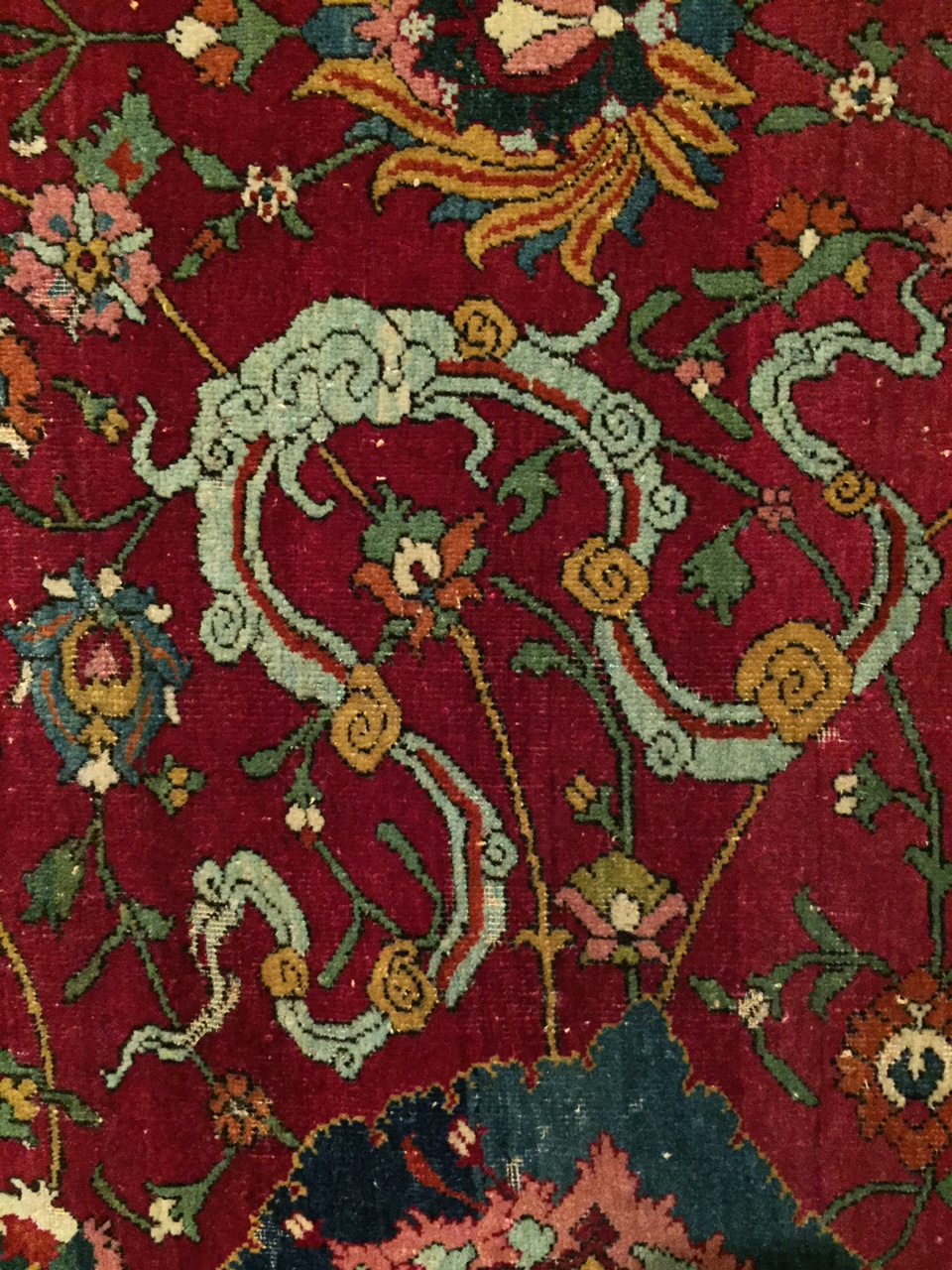
Ornamento nuvole di origine cinese in un tappeto persiano
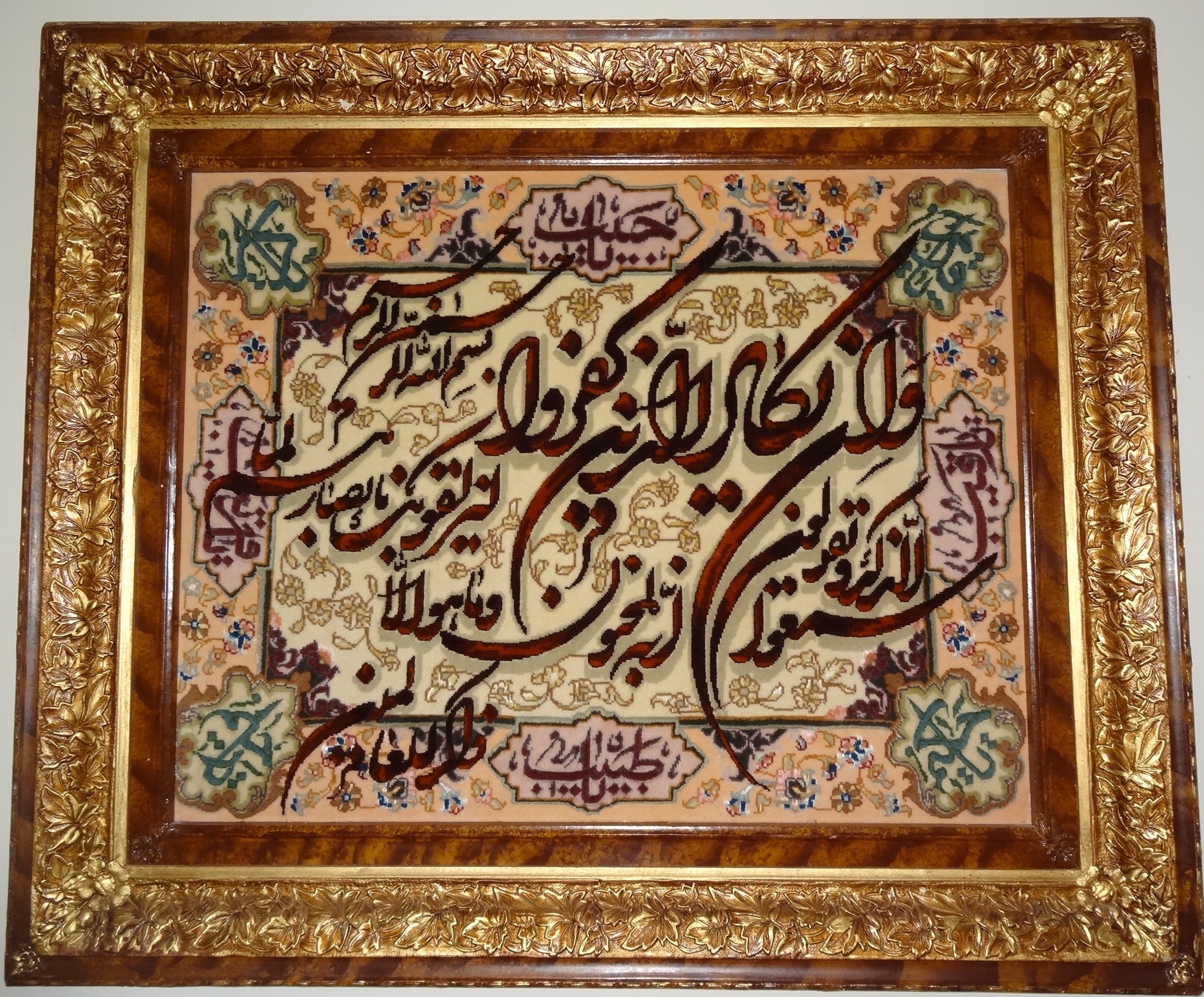
Tappeto pittorico: versi del Corano su un tappeto persiano
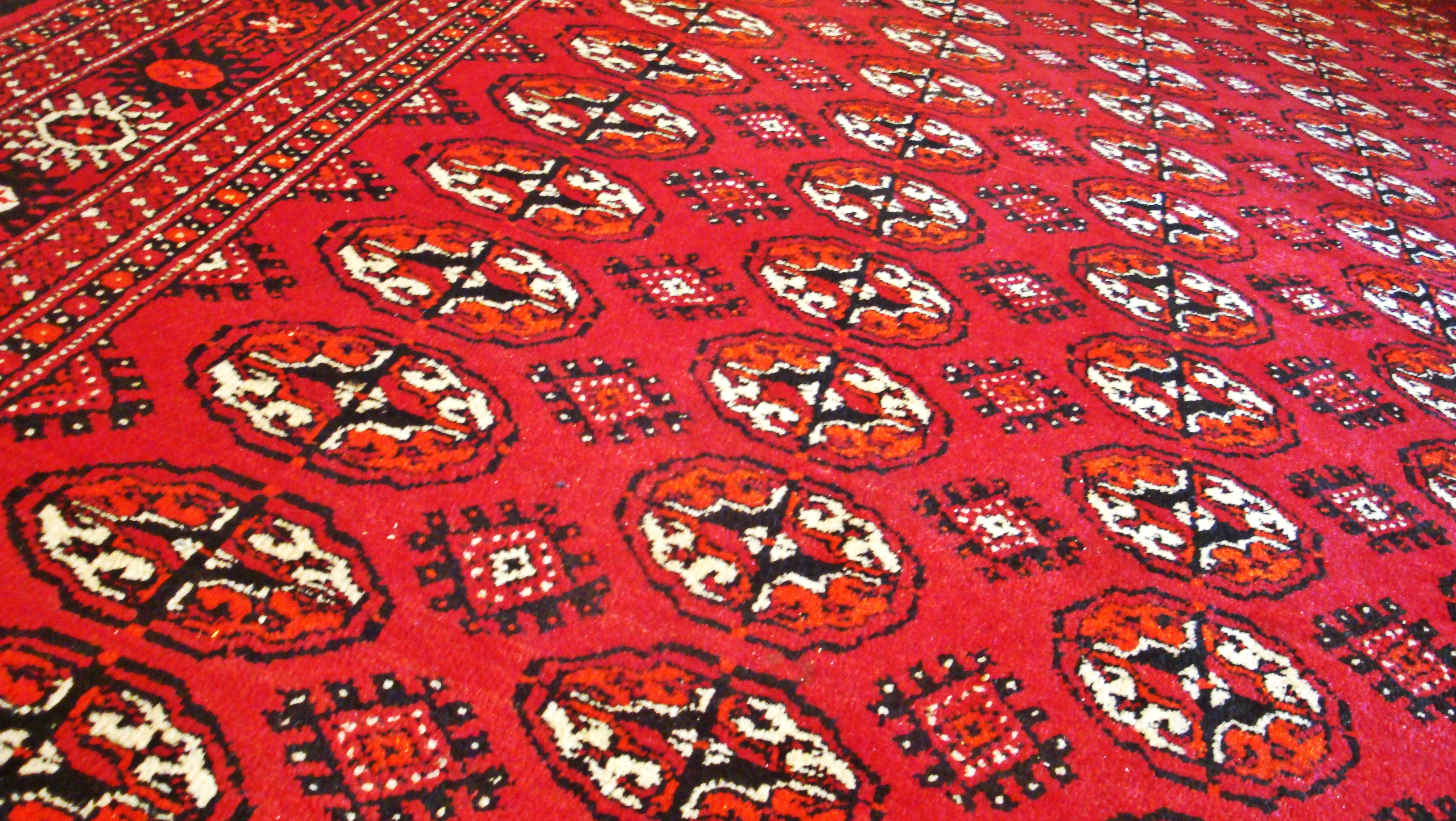
Tappeto russo “Bokhara”, con disegno Gul turkmeno

### Disegni speciali
Un diverso tipo di disegno dello sfondo, in una specifica tradizione di progettazione islamica, viene utilizzato nel tappeto da preghiera. Un tappeto da preghiera è caratterizzato da una nicchia a un'estremità, che rappresenta il miḥrāb, un elemento architettonico della moschea destinato a dirigere i fedeli verso Qibla. I tappeti da preghiera mostrano anche elementi di disegno più piccoli e simbolici come uno o più lampade da moschea, un riferimento ai versetti della luce del Corano, o brocche d'acqua, potenzialmente come promemoria verso le abluzioni rituali. A volte appaiono, sullo sfondo, mani o piedi stilizzati per indicare dove deve stare l'adoratore o per rappresentare la prostrazione della persona che prega.

### "Rivoluzione del disegno" del XV secolo
Nel corso del XV secolo, apparve un cambiamento fondamentale nel disegno dei tappeti. Poiché nessun tappeto è sopravvissuto da quel periodo, la ricerca si è concentrata sulle illustrazioni contenute nei manoscritti miniati e nelle miniature dell'epoca timuride. I primi dipinti dei timuridi raffigurano tappeti colorati con disegni ripetuti di motivi geometrici di uguale scala, disposti in disegni a scacchiera, con ornamenti di confine "cufici" derivati dalla calligrafia islamica. I disegni sono così simili ai tappeti anatolici d'epoca, in particolare al "tappeto Holbein" che non può essere esclusa una fonte comune del disegno. I disegni timuridi possono essere sopravvissuti, nei tappeti persiani e anatolici, sin dall'epoca safavide e del primo periodo ottomano.
Verso la fine del XV secolo, il disegno dei tappeti raffigurati in miniature cambiò radicalmente. Apparvero medaglioni di grande formato e gli ornamenti iniziarono a mostrare elaborati disegni curvilinei. Grandi spirali e viticci, ornamenti floreali, raffigurazioni di fiori e animali, erano spesso specchiati nell'asse lungo o corto del tappeto per ottenere armonia e ritmo. Il precedente disegno di bordo "cufico" fu sostituito da viticci e arabeschi. Il conseguente cambiamento nel disegno del tappeto fu quello che Kurt Erdmann definì la "rivoluzione del disegno dei tappeti".

## Contesti culturali

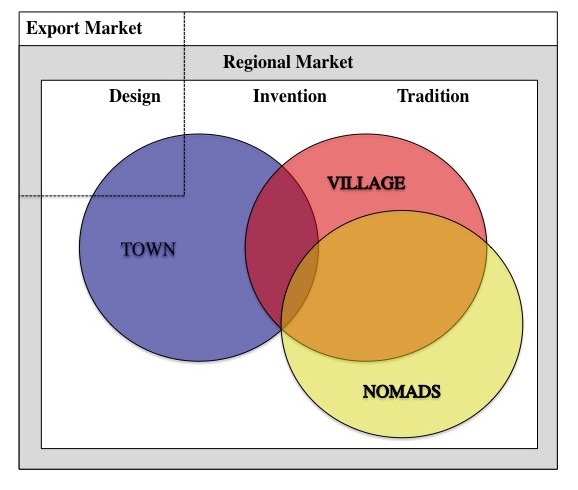
Interazioni culturali nella produzione promozionale dei tappeti

Si possono distinguere quattro "strati sociali" della produzione dei tappeti: questi sono stati tessuti, simultaneamente, nelle tende dei nomadi, nei villaggi rurali, nelle città e nelle fabbriche di corte reale. I tappeti del villaggio rurale e dei nomadi rappresentano tradizioni artistiche indipendenti. Quelli dei tappeti elaborati di corte e di città sono stati integrati nelle tradizioni di villaggio e nomade per mezzo di un processo chiamato stilizzazione. Quando i tappeti vengono tessuti per il mercato, i tessitori adattano la loro produzione per soddisfare le richieste dei clienti e per massimizzare i profitti. Come nel caso dei tappeti orientali, l'adattamento al mercato delle esportazioni ha prodotto effetti devastanti sulla cultura della tessitura dei tappeti, ma ha anche portato a un risveglio, negli ultimi anni, delle antiche tradizioni.

### Tappeti di corte

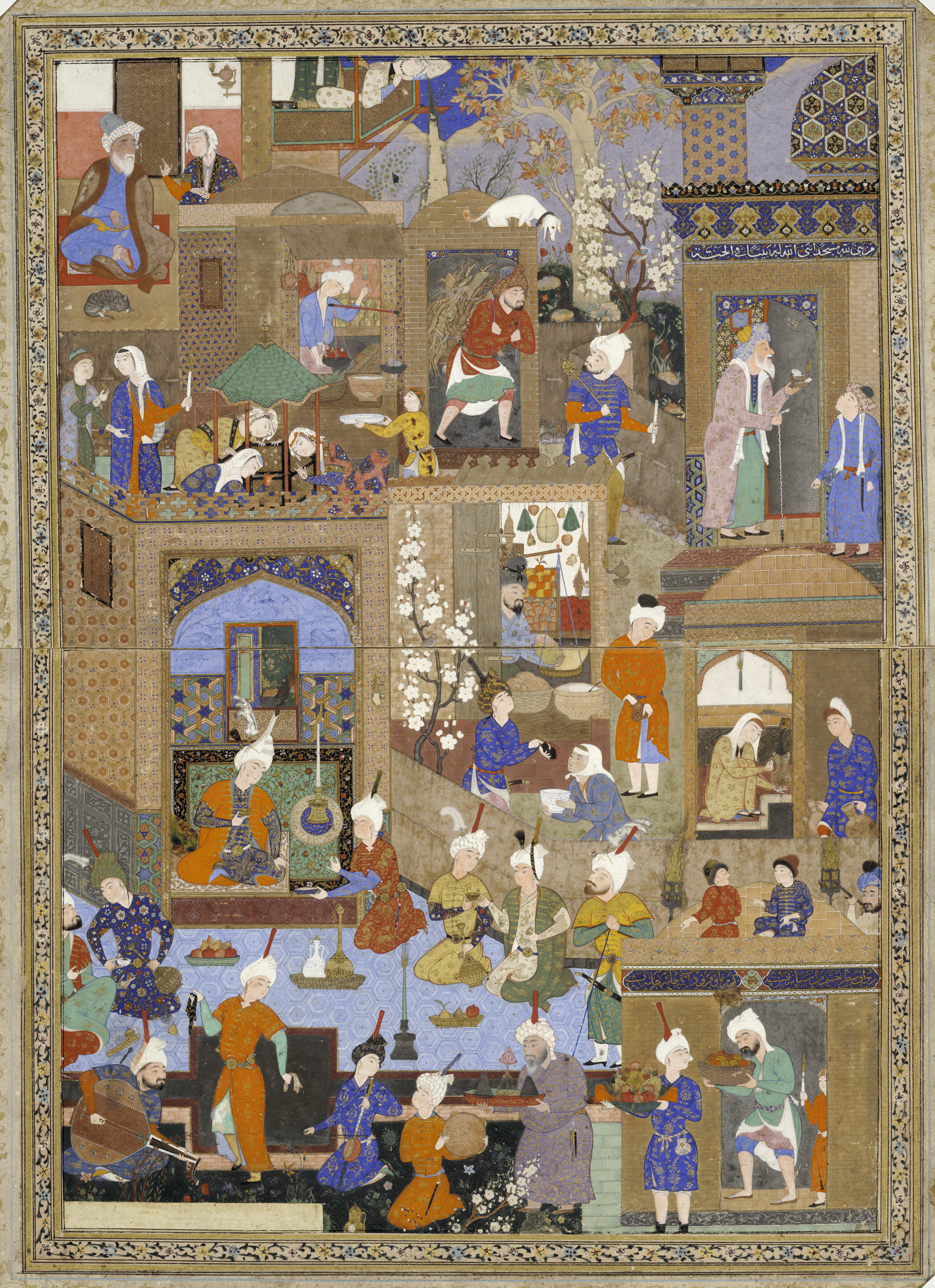
Persian miniature by Mir Sayyid Ali, circa 1540. British Museum, London

I tappeti di rappresentanza per la "corte" erano realizzati in laboratori speciali, spesso fondati e controllati dal sovrano, con l'intenzione di rappresentare il potere e lo stato sociale. L'impero romano d'Oriente e l'Impero sasanide coesistettero per oltre 400 anni. Artisticamente, entrambi svilupparono stili e motivi decorativi simili, come esemplificato dai mosaici e dall'architettura della romana città di Antiochia. Un modello di tappeto anatolico, raffigurato sul dipinto di Jan van Eyck Madonna del canonico van der Paele, è stato considerato di origini tardo-romane e collegato ai primi mosaici islamici da pavimento trovati nel nell'omayyade Palazzo di Hisham.
I tappeti vennero prodotti nelle fabbriche di corte come commissioni speciali o regali (alcuni tappeti includevano degli stemmi europei intrecciati). Il loro elaborato disegno richiedeva una divisione del lavoro tra un artista che creava un progetto su carta (chiamato "cartoon") e un tessitore a cui era demandata l'esecuzione della tessitura sul telaio. Così, artista e tessitore erano due persone diverse. L'apparizione dei tappeti nelle illustrazioni del libro persiano e nelle miniature, così come nei dipinti europei, fornisce materiale per la loro datazione usando l'approccio del "terminus ante quem".

### Tappeti di città, di villaggio e nomadi
Esempi di alto livello, come i tappeti di corte safavidi o ottomani, non sono l'unico fondamento del quadro storico e sociale. La realtà della produzione di tappeti non riflette questa selezione: i tappeti sono stati prodotti simultaneamente da e per i tre diversi livelli sociali. I modelli e gli ornamenti dei tappeti della manifattura di corte sono stati riprodotti da piccoli laboratori (città o villaggio). Questo processo è ben documentato per i tappeti da preghiera ottomani. I disegni prototipici delle corti venivano passati ai laboratori più piccoli, e da una generazione all'altra, subivano un processo chiamato stilizzazione, comprendente serie di piccoli cambiamenti incrementali sia nel disegno complessivo che nei dettagli di piccoli ornamenti. Di conseguenza, il prototipo poteva essere modificato in misura tale da essere a malapena riconoscibile. Una colonna di mihrab può trasformarsi in una fila staccata di ornamenti, un drago cinese può subire stilizzazioni fino a diventare irriconoscibile in un tappeto di draghi caucasici.
Stilizzazione nel disegno del tappeto turco da preghiera

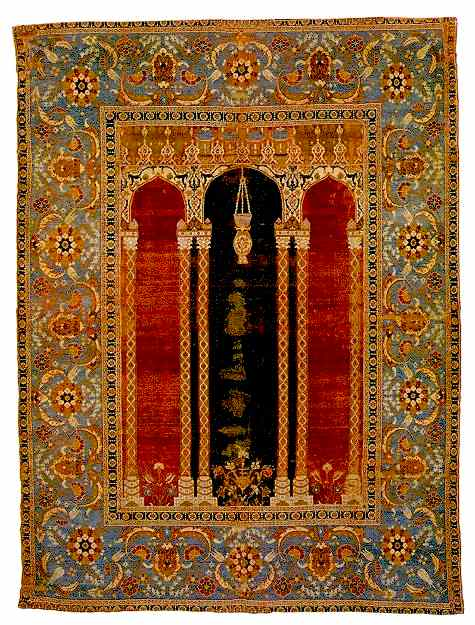
Tappeto da preghiera ottomano di corte, Bursa, tardo XVI secolo (collezione James Ballard, Metropolitan Museum of Art)
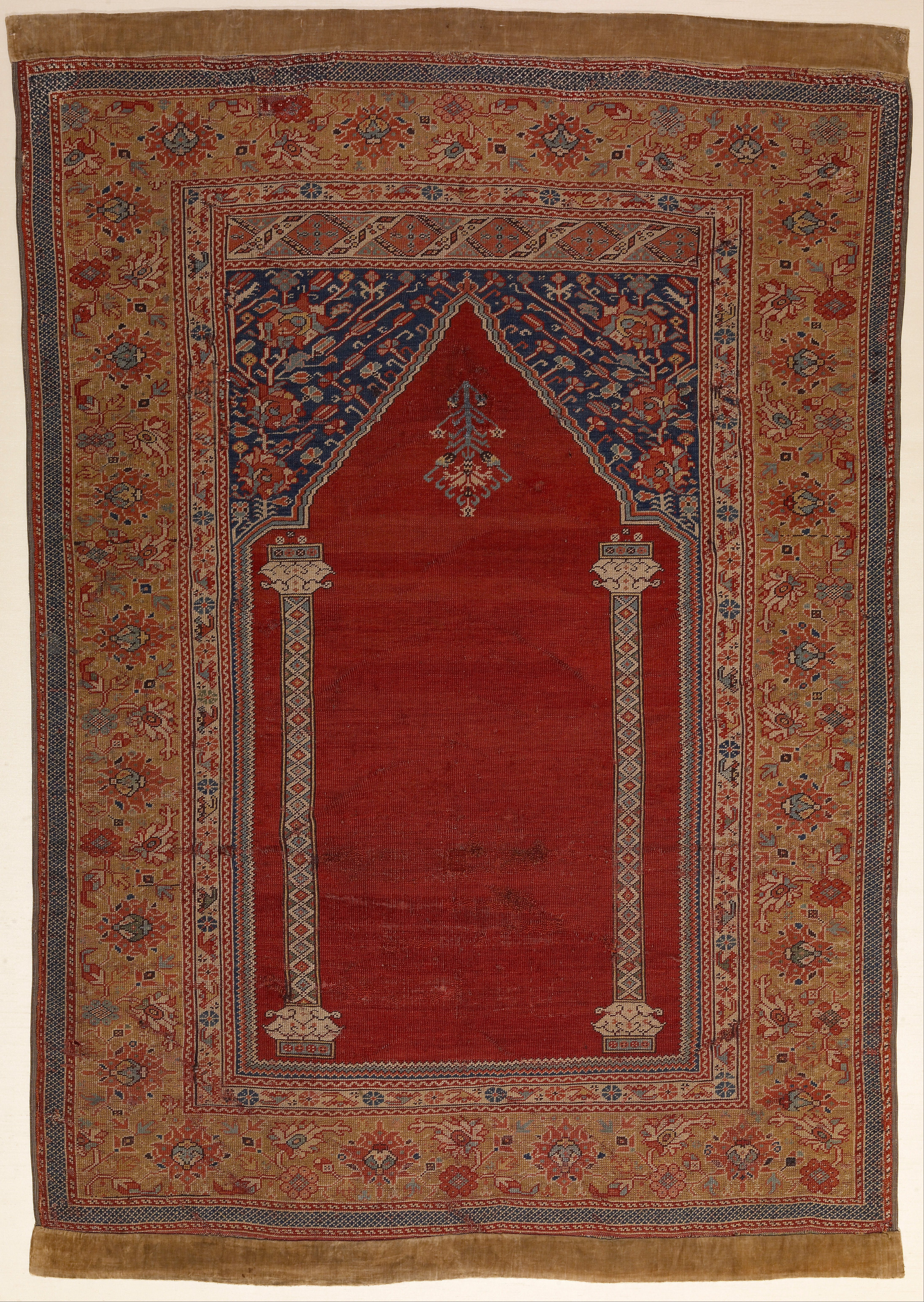
Tappeto turco da preghiera
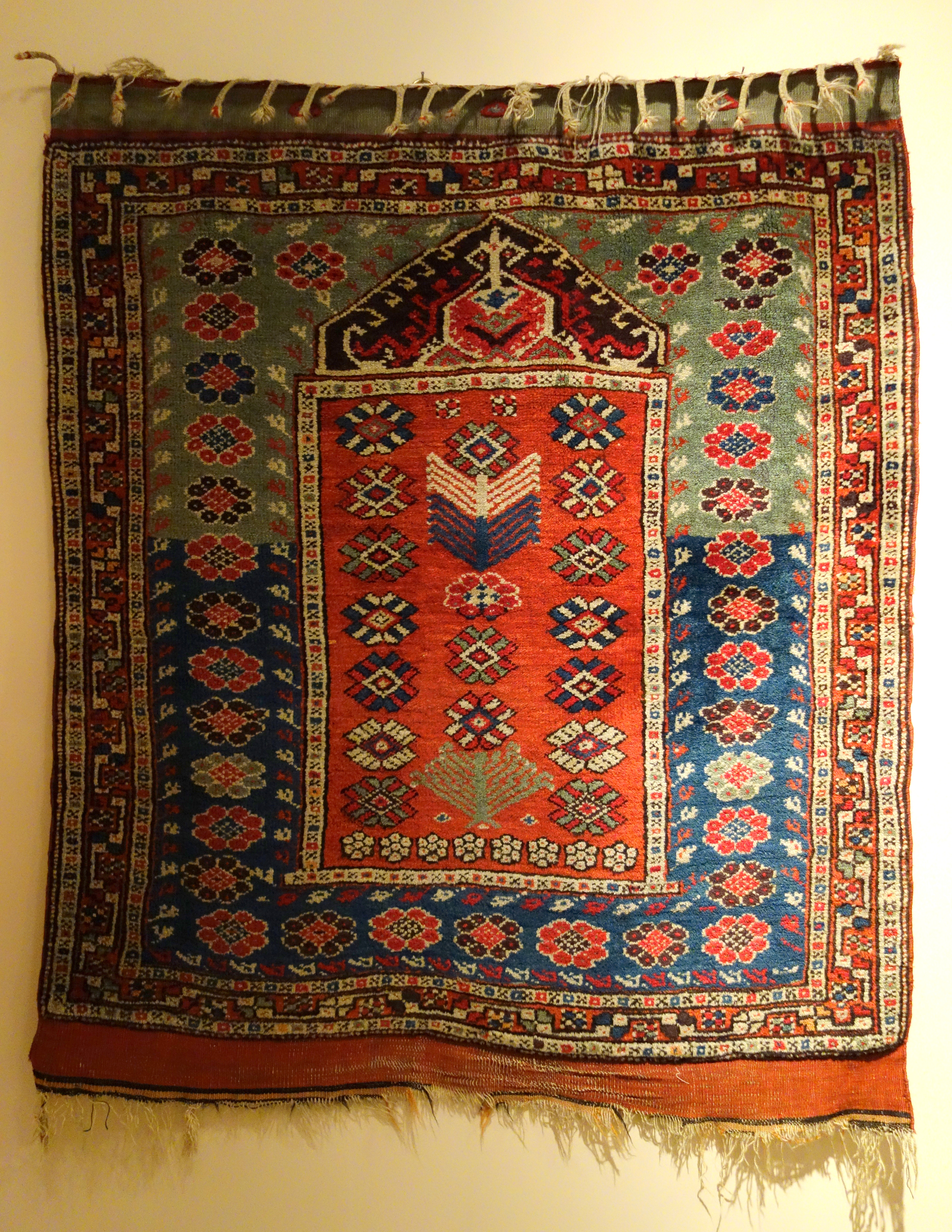
Tappeto Bergama da preghiera, tardo XIX secolo

I tappeti a pelo e piatti erano elementi essenziali in tutte le case rurali e nelle tende dei nomadi. Facevano parte di una tradizione a volte influenzata, ma essenzialmente distinta dai disegni inventati nella produzione di laboratorio. Frequentemente, le moschee acquisivano tappeti rurali come lasciti, che fornivano materiale per gli studi. Nei tappeti rurali veniva usato raramente cotone per orditi e trame, e quasi mai seta, poiché questi materiali dovevano essere acquistati sul mercato.
Con la fine del tradizionale stile di vita nomade, in vaste aree dell'area della "cintura da tappeto", e la conseguente perdita di tradizioni specifiche, divenne difficile identificare un autentico "tappeto nomade". Le tribù conosciute per il loro stile di vita nomade come gli Yörük in Anatolia, o curdi e Qashqai nella Turchia contemporanea e nell'Iran sud-occidentale, acquisirono volontariamente, o con la forza, stili di vita sedentari. La migrazione di popoli e tribù, in pace o in guerra, avvenne spesso nella storia dei popoli turchi e nelle tribù persiane e caucasiche. Alcuni disegni potrebbero essere stati conservati e possono essere identificati come specificamente nomadi o tribali. I tappeti "nomadi" possono essere identificati dal materiale, dalla struttura e dai colori. Ornamenti specifici possono essere fatti risalire, dalla storia, a motivi antichi.
I criteri per riconoscere la produzione nomade sono:
- Materiali insoliti come gli orditi fatti di pelo di capra o di lana di cammello
- Lana di alta qualità con pelo lungo (nomadi anatolici e turchi)
- Tappeto di piccolo formato tessuto con un telaio orizzontale
- Formato irregolare a causa del frequente riassemblaggio del telaio, con conseguente tensione irregolare degli orditi
- Abrash pronunciato (irregolarità nello stesso colore dovute alla tintura del filo in piccoli lotti)
- Inclusione di trame piatte alle estremità.

All'interno del genere della tessitura dei tappeti, i prodotti più autentici del villaggio e dei nomadi erano quelli intessuti per soddisfare i bisogni della comunità e non destinati all'esportazione o al commercio diverso da quello locale. Ciò comprende borse specializzate e copertine di rinforzo (yastik), in Anatolia, che mostrano disegni adattati dalle prime tradizioni di tessitura. Nelle tende turkmene venivano usati grandi sacchi (chuval) per conservare i vestiti e la biancheria per la casa. Altri, più piccoli (torba) e di media taglia (mafrash) e una varietà di sacchetti speciali per conservare il pane o il sale. Di solito erano tessuti su entrambi i lati, sia in tessuto a pelo che piatto, e poi cuciti insieme. Le tende erano adornate da lunghe fasce di tenda intrecciate a tessuti piatti e a pelo, e i tappeti noti come ensi, coprivano l'ingresso della tenda, mentre la porta era decorata con un rivestimento intrecciato. I turkmeni, e anche tribù come i Bakhtiari, nomadi dell'Iran occidentale, o anche i Qashqai, tessevano guarnizioni per animali, come coperte da sella, decorazioni speciali per matrimoni come asmalyk, gualdrappe per cammello, a forma pentagonale, e rivestimenti utilizzati per le decorazioni di nozze. Disegni tribali come il turkmeno Gül possono supportare la valutazione della provenienza.

### Simbolismo e origine dei modelli
May H. Beattie (1908–1997), un illustre studioso nel campo dei tappeti, scrisse, nel 1976:
(May H. Beattie, Carpets of central Persia, 1976, p. 19)
I tappeti orientali di varie provenienze spesso condividono motivi comuni e sono stati fatti vari tentativi per determinare la potenziale origine. I motivi intrecciati dell'arte popolare subiscono cambiamenti attraverso processi dipendenti dalla creatività umana, prove ed errori imprevedibili, ma anche attraverso il processo più attivo di stilizzazione. Quest'ultimo processo è ben documentato, in quanto l'integrazione nel lavoro del villaggio rurale e dei tessitori nomadi, di modelli progettati nelle manifatture cittadine, può essere riscontrata su tappeti che esistono ancora. Nei motivi più arcaici, il processo di migrazione e di evoluzione del modello non può essere documentato, perché l'evidenza materiale non esiste più. Ciò ha portato a varie speculazioni sulle origini e sui "significati" dei modelli, che spesso portano ad affermazioni non comprovate.
Simbolismo preistorico
Nel 1967, l'archeologo britannico James Mellaart dichiarò di aver trovato i più vecchi tappeti piatti di kilim dipinti sui muri degli scavi di Çatalhöyük, datati intorno al 7000 a.C.
I disegni che Mellaart sostenne di aver fatto prima che i dipinti murali scomparissero dopo la loro esposizione agli eventi atmosferici, mostrarono chiare somiglianze con i disegni ottocenteschi dei tessitori turchi. Mellaart interpretò le forme, che evocavano una figura femminile, come prova di un culto della Dea Madre a Çatalhöyük. Un modello ben noto nei kilim anatolici, a volte indicato come "elibelinde" (letteralmente: "mani sui fianchi"), era quindi determinato a rappresentare la Dea Madre stessa. Questa teoria dovette essere abbandonata dopo che le affermazioni di Mellaart furono denunciate come fraudolente, e le sue affermazioni confutate da altri archeologi. Il motivo elibelinde perse il suo significato divino e l'origine preistorica. Oggi è inteso come un disegno di fiori stilizzati di garofano, e il suo sviluppo può essere ricondotto, in linea dettagliata e ininterrotta, ai tappeti della corte ottomana del XVI secolo.
- Varianti del motivo elibelinde

Simboli apotropaici

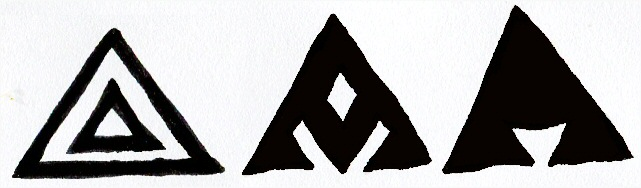
Amuleto (Muska) con motivo kilim, usato contro il malocchio (3 esempi)

Simboli di protezione contro il male si trovano spesso sui tappeti ottomani e poi anatolici. Il nome turco per questi simboli è "nazarlık" (letteralmente: "protezione dal malocchio"). Tra i simboli apotropaici è compreso il motivo cintamani, spesso raffigurato su fondo bianco nei tappeti selenedi, consistente in tre sfere e due strisce ondulate. Serve allo stesso scopo delle iscrizioni protettive come "Possa Dio proteggere", che si trovano intessute nei tappeti. Un altro simbolo, spesso intessuto nei tappeti, è il pendente triangolare talismano, o "muska". Questo simbolo si trova nei tappeti anatolici, persiani, caucasici e centroasiatici.
Simboli tribali
Alcuni tappeti includono simboli che fungono da stemma tribale e talvolta consentono l'identificazione della tribù alla quale appartiene il tessitore. Ciò è particolarmente vero per i tessuti turchesi a pelo, che rappresentano una varietà di diversi modelli poligonali simili a medaglioni chiamati Gul, disposti in file su tutto lo sfondo del tappeto. Mentre l'origine del modello può essere fatta risalire alle rappresentazioni buddiste del fiore di loto, rimane discutibile se il tessitore di un tale simbolo tribale fosse consapevole delle sue origini.
Bordi "cufici"
I primi tappeti anatolici mostrano spesso un disegno geometrico del bordo con due estensioni a forma di punta di freccia in una sequenza di alto-basso-alto. Per la sua somiglianza con le lettere cufiche alif e lām, i confini con questo ornamento sono chiamati bordi "cufici". Le lettere sono pensate per rappresentare la parola "Allah". Un'altra teoria suggerisce che l'ornamento alto-basso-alto derivi dai motivi a palmetta divisa. Il motivo "alif-lām" si trova già sui primi tappeti anatolici dalla moschea Eşrefoğlu a Beyşehir.

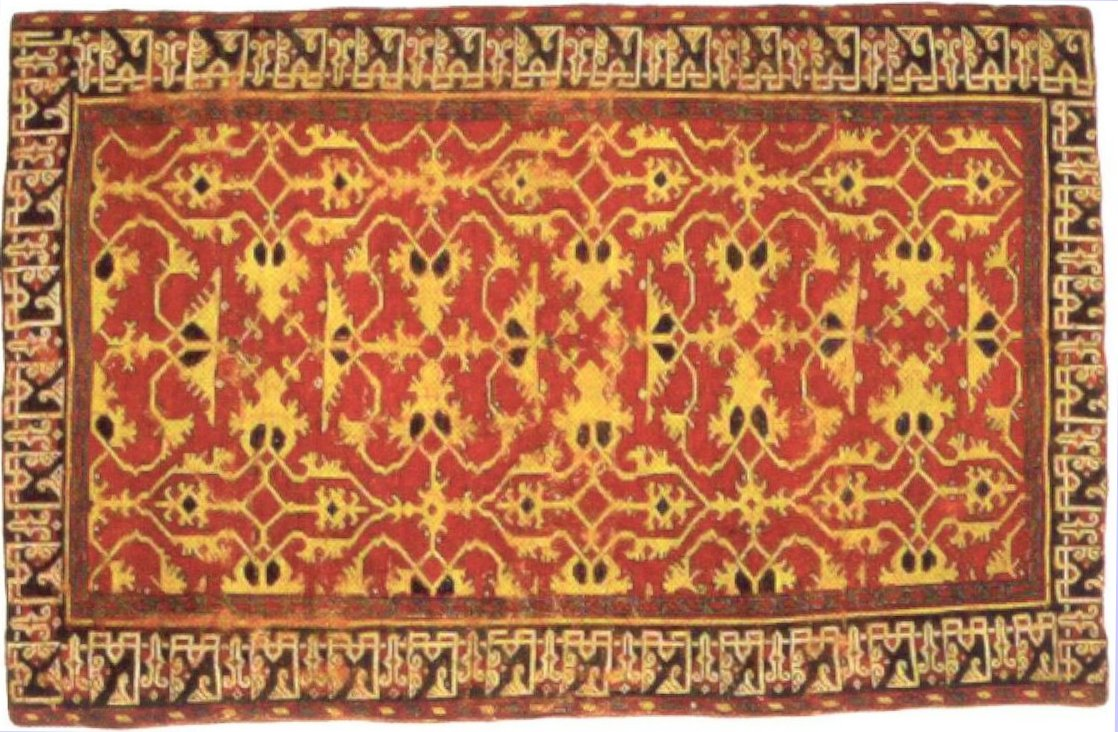
Tappeto Lotto con bordi "cufici", XVI secolo

- Lettera araba "alif":, forma nell'alfabeto arabo ا
- Lettera araba "lām":, forma nell'alfabeto arabo ل

Simbolismo nel tappeto da preghiera

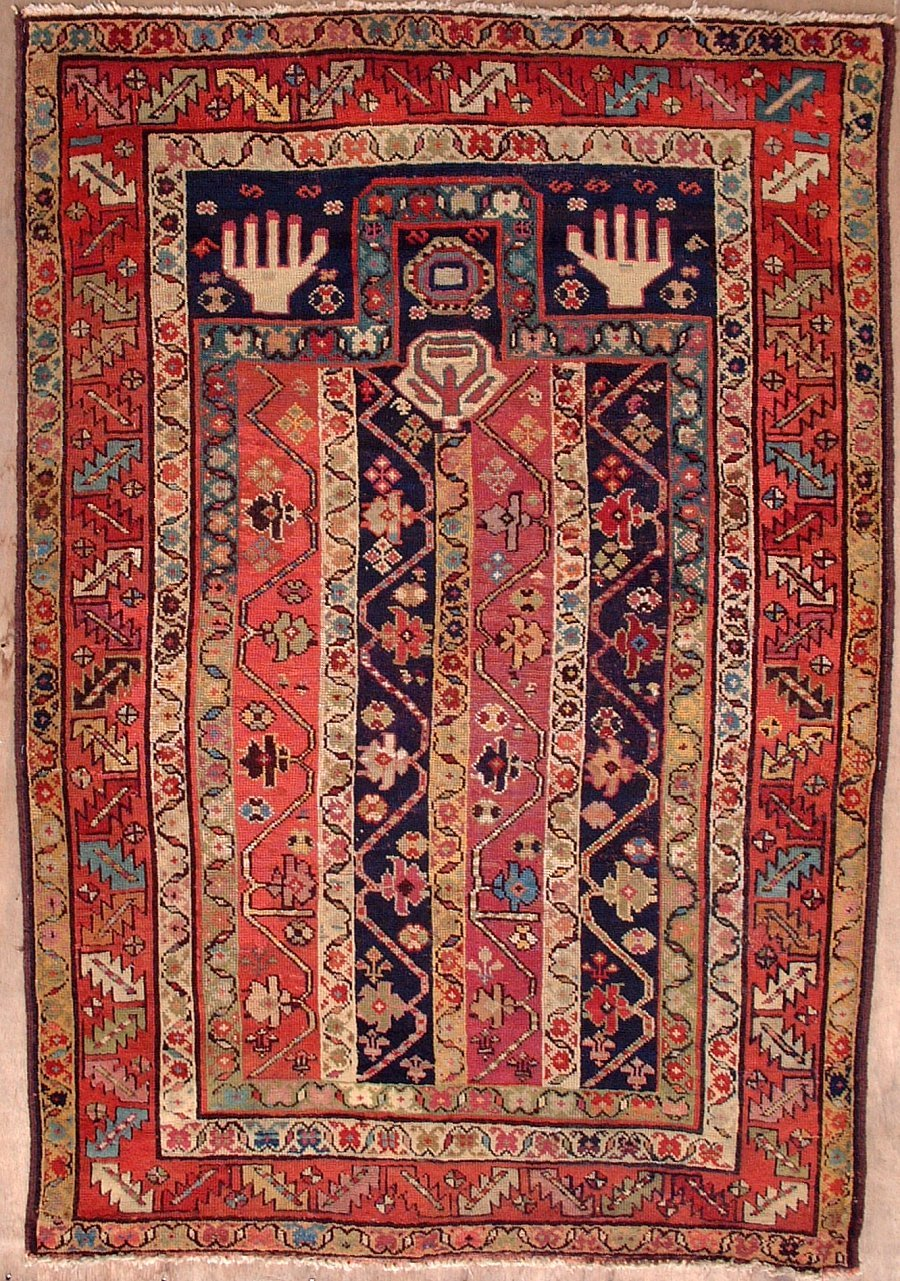
Tappeto da preghiera Shirvan con nicchia rettangolare, raffigurante mani intrecciate e un ornamento che rappresenta la lampada della moschea

Il simbolismo del tappeto da preghiera islamico è più facilmente comprensibile. Un tappeto da preghiera è caratterizzato da una nicchia a un'estremità, che rappresenta il Miḥrāb, esistente in ogni moschea, che indica il punto verso cui dirigere l'adorazione verso La Mecca. Spesso vi sono una o più lampade da moschea pendenti dalla punta dell'arco, un riferimento al versetto della luce presente nel Corano. Altre volte vengono raffigurati un pettine e una brocca, un promemoria per i musulmani affinché si lavino le mani e per gli uomini affinché si pettinino prima di pregare. Le mani stilizzate, intessute nel pelo del tappeto, indicando dove posizionare le mani durante l'esecuzione della preghiera, spesso anche interpretate come l'Hamsa, o "Mano di Fatima", un amuleto protettivo contro il malocchio.
Opere sul simbolismo e libri che includono informazioni più dettagliate sull'origine degli ornamenti e dei motivi nei tappeti orientali:
- E. Moshkova: Carpets of the people of Central Asia of the late nineteenth and twentieth centuries. Tucson, 1996. Russian edition, 1970[77]
- S. Camman: The Symbolism of the cloud collar motif.[78]
- J. Thompson: Essay on "Centralized Designs"[75]
- J. Opie: Tribal Rugs of Southern Persia, Portland, Oregon, 1981[66]
- J. Opie: Tribal rugs, 1992[67]
- W. Denny: How to read Islamic carpets,[2] section "Reading carpet symbolism", p. 109–127

### Effetti culturali sulla commercializzazione
Dall'inizio della commercializzazione dei tappeti orientali, nell'Alto Medioevo, la domanda del mercato occidentale influenzò i produttori di tappeti che producevano per l'esportazione, i quali dovettero adattare la loro produzione per soddisfare le richieste del mercato. Il successo commerciale dei tappeti orientali e il pensiero mercantilistico sorto durante il XVI secolo, portarono i sovrani europei ad avviare e promuovere fabbriche di tappeti nei paesi europei. A partire dalla fine del XIX secolo, le aziende occidentali crearono strutture di tessitura nei paesi produttori di tappeti e commissionarono disegni appositamente elaborati per soddisfare il gusto occidentale.
Esistono tappeti noti per essere stati tessuti nelle manifatture europee già a metà del XVI secolo, imitando la tecnica e, in parte, i disegni dei tappeti orientali. In Svezia, i tappeti tessuti piatti e a pelo (chiamati Rya o rollakan) divennero parte dell'artigianato locale e sono prodotti ancora oggi, per lo più, in disegni moderni. In altri paesi, come la Polonia o la Germania, l'arte della tessitura dei tappeti non durò a lungo. Nel Regno Unito, i tappeti Axminster sono stati prodotti dalla metà del XVIII secolo. In Francia, la Manifattura della Savonnerie iniziò a tessere tappeti dalla metà del XVII secolo, ma in seguito si evolse verso progetti in stile europeo, che a loro volta influenzarono la produzione dei tappeti anatolici durante i "mecidi", o periodo "barocco turco". La società con sede a Manchester, Ziegler & Co., tenne seminari a Tabriz e a Sultanabad (ora Arak) e fornì rivenditori come Liberty & Company e Harvey Nichols. I loro disegni erano modifiche del tradizionale persiano. A. C. Edwards fu il responsabile delle operazioni dei produttori di tappeti orientali in Persia dal 1908 al 1924, e scrisse uno dei più classici libri sul tappeto persiano.

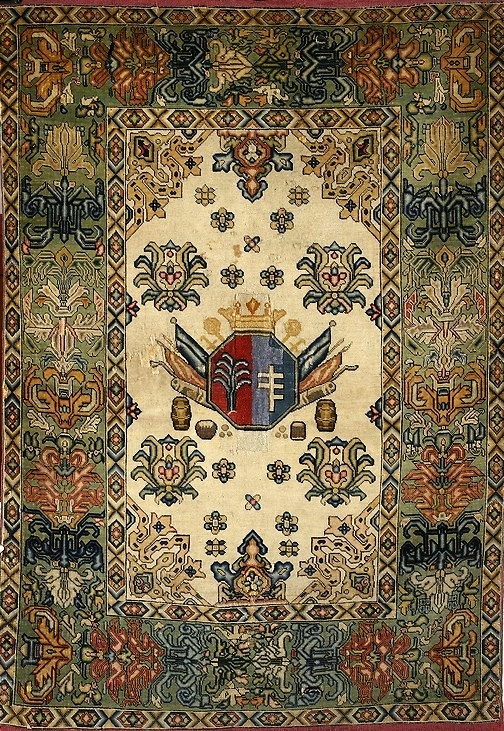
Tappeto polacco, metà del XVIII secolo
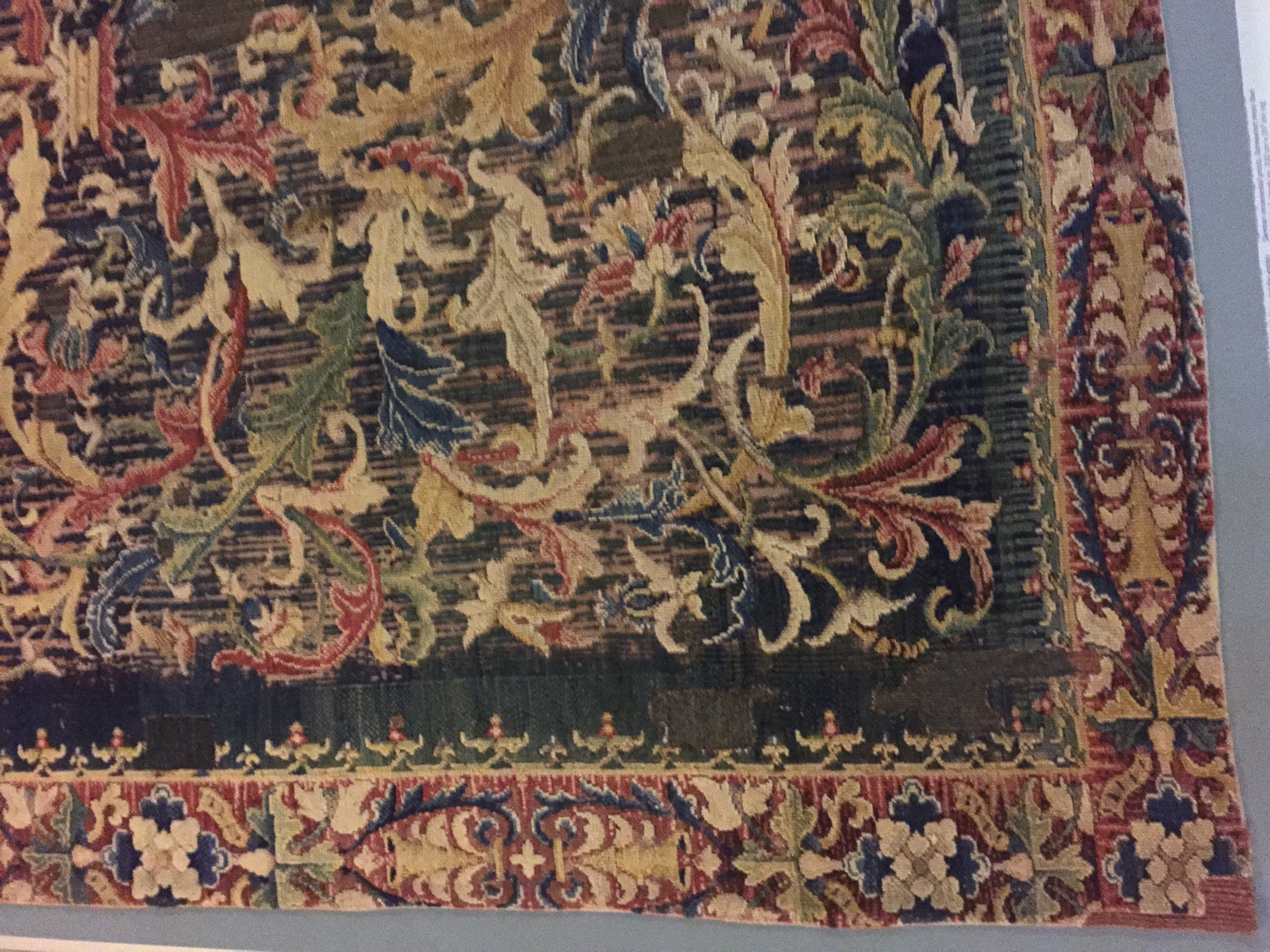
Particolare di un frammento di tappeto tessuto tedesco, ca. 1540, lana, nodi simmetrici, 850-1500 nodi per decimetro quadrato
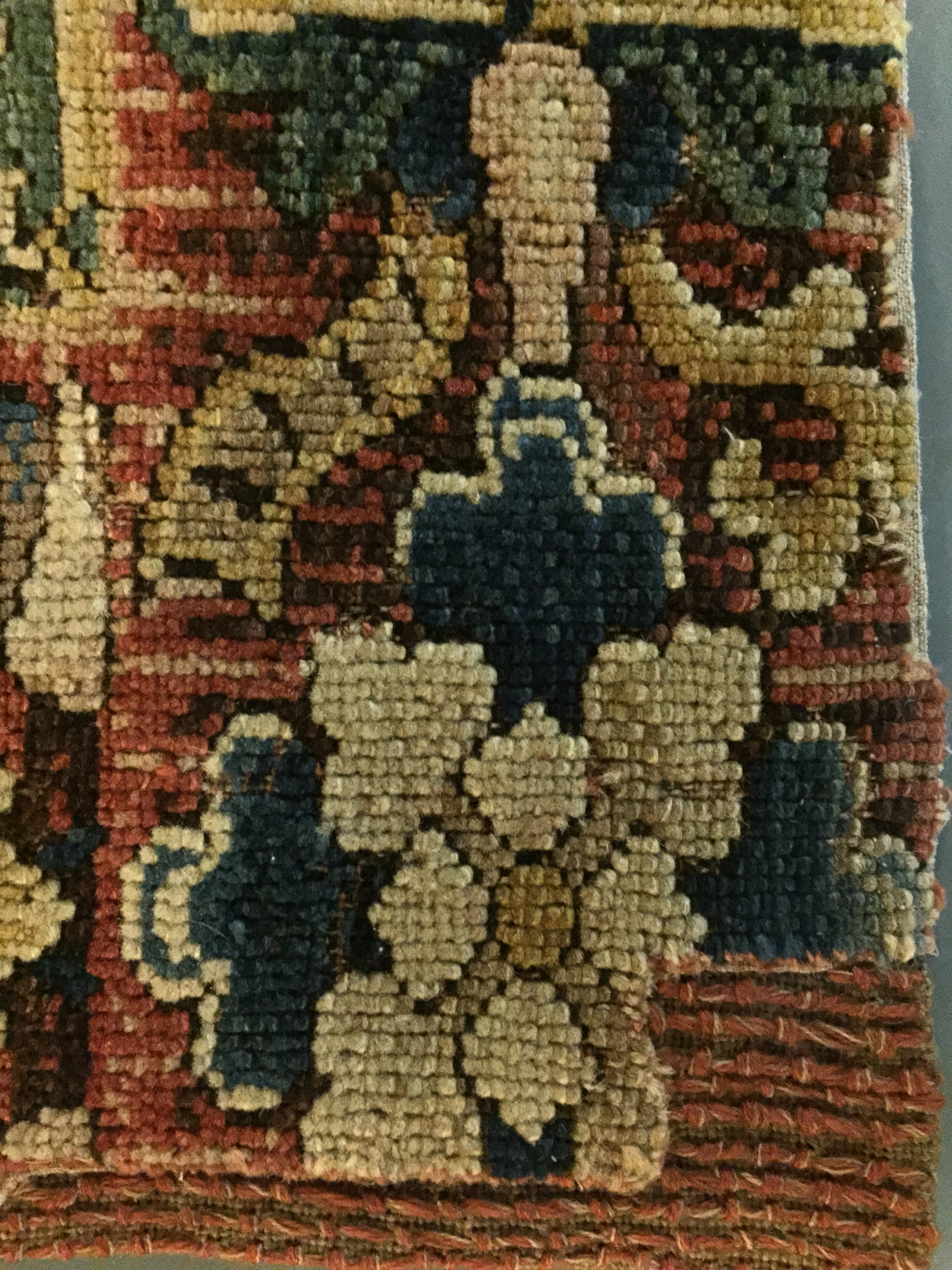
Dettaglio di tappeto tessuto, Germania, ca. 1540
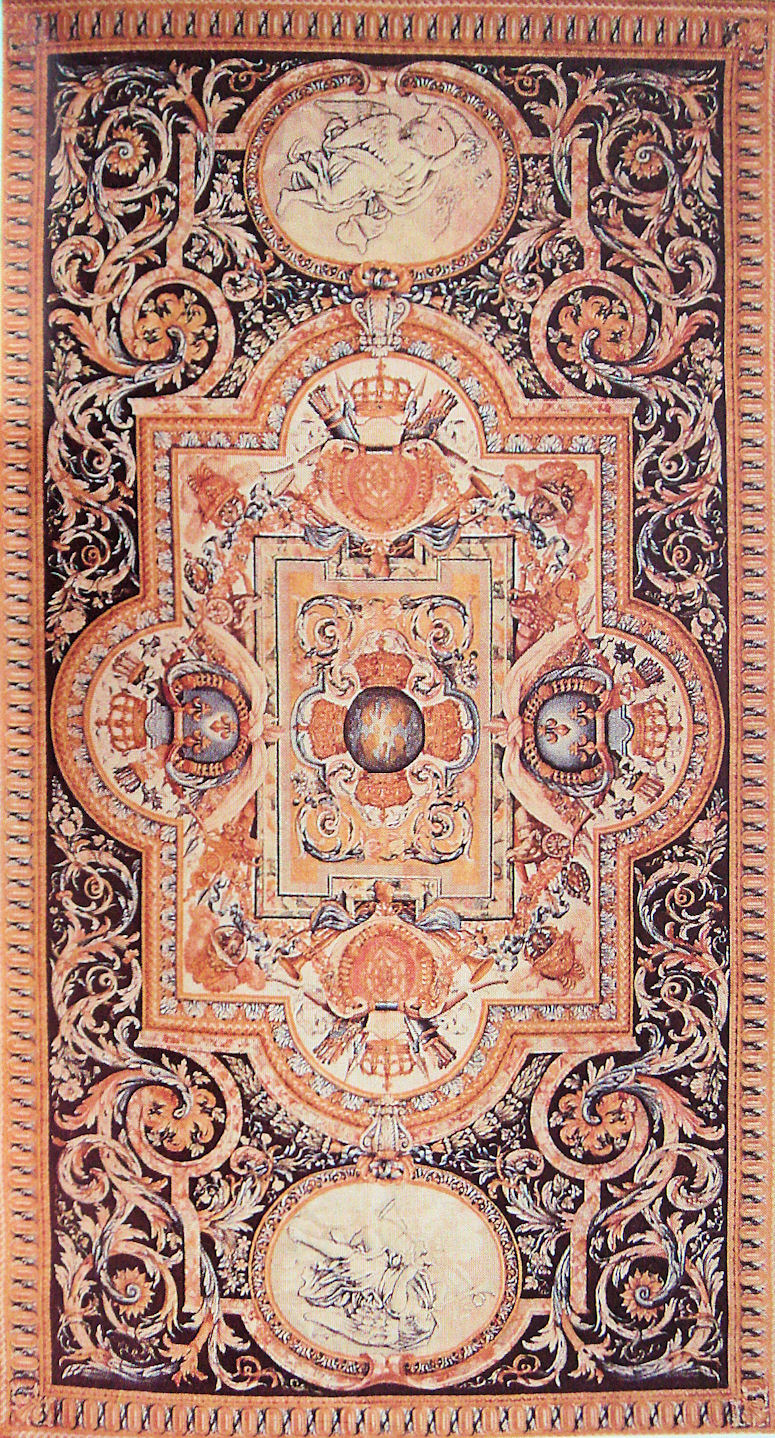
Tappeto francese della manifattura della Savonnerie per la Grand Gallery del Louvre
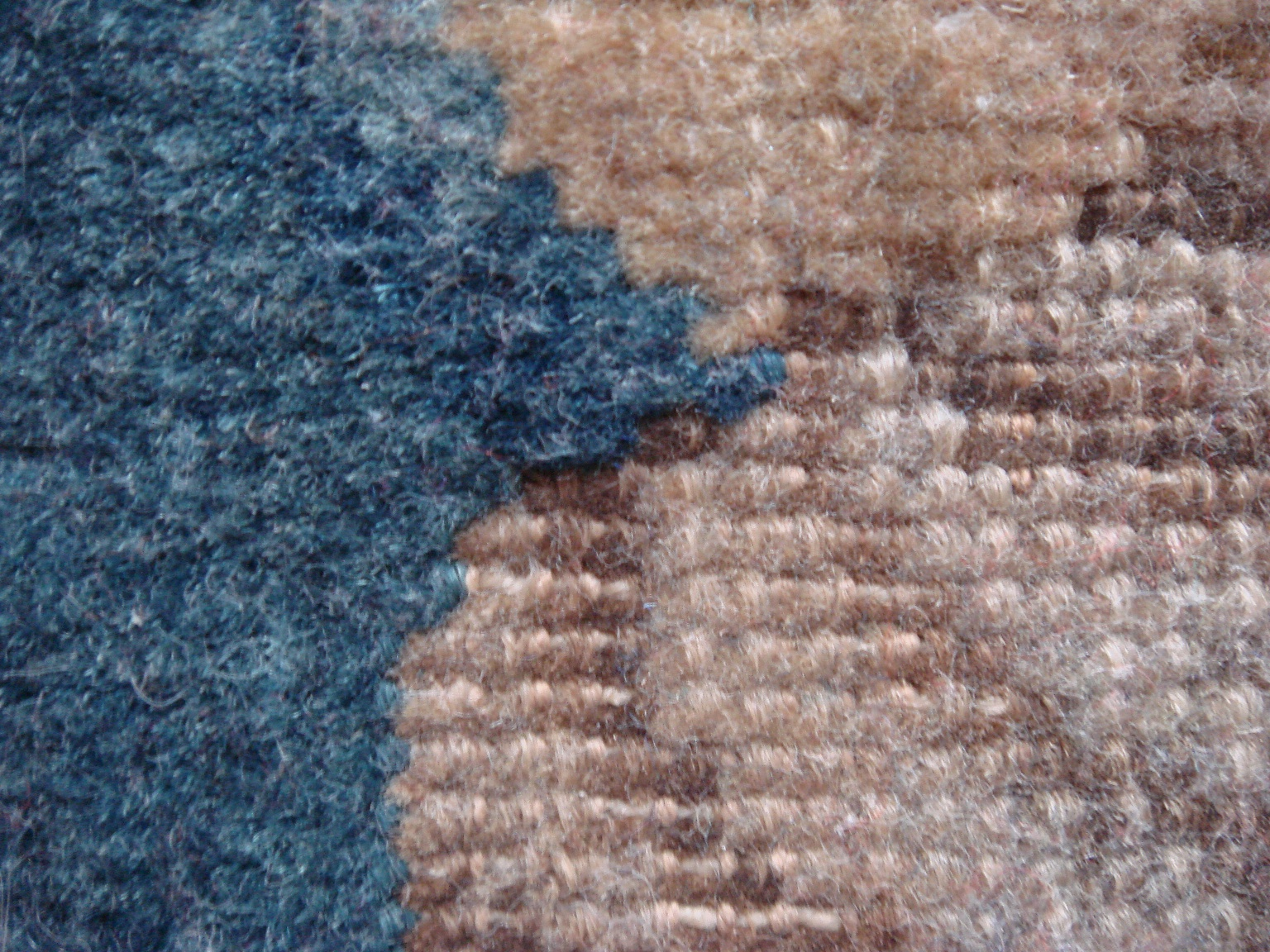
Dettaglio di tappeto della manifattura della Savonnerie

Alla fine del XIX secolo, l'invenzione occidentale dei colori sintetici ebbe un effetto devastante sul modo tradizionale di produrre i tappeti. All'inizio del XX secolo, i tappeti venivano tessuti, in Iran nelle città di Saruq e Arak e nei villaggi circostanti, principalmente per l'esportazione negli Stati Uniti. Mentre la robusta costruzione dei loro robusti tappeti incontrava il favore dei clienti americani, i disegni ed i colori non si adattavano alle richieste. Il disegno tradizionale del tappeto Saruk venne pertanto modificato, andando verso un disegno ripetitivo di motivi floreali separati. I tappeti venivano quindi lavati chimicamente per rimuovere i colori indesiderati e il filo veniva dipinto di nuovo con colori più desiderabili.
Nei paesi d'origine venne ripresa l'antica arte della tessitura dei tappeti, sin dall'inizio degli anni 1980, in Turchia (progetto DOBAG), in Iran, e, con vari progetti sociali, in Afghanistan e tra i profughi tibetani nell'India settentrionale. I tappeti tinti in modo tradizionale furono di nuovo disponibili sul mercato occidentale. Con la fine delle sanzioni degli Stati Uniti contro l'Iran, anche i tappeti persiani poterono essere facilmente acquistabili dai clienti statunitensi.

### Contraffazione
I tappeti orientali hanno sempre attratto l'interesse dei collezionisti e sono stati venduti sempre a prezzi elevati. Ciò è stato anche un incentivo per comportamenti fraudolenti. Le tecniche utilizzate tradizionalmente nel restauro dei tappeti, come la sostituzione dei nodi o la ritessitura di parti di un tappeto, possono anche essere utilizzate per modificare un tappeto in modo da farlo sembrare più antico o più prezioso di quanto non sia in realtà. Vecchi tessuti piatti possono essere scuciti per ottenere fili più lunghi che possono poi essere ricomposti nei tappeti. Queste falsificazioni sono in grado di superare l'analisi della cromatografia e della datazione al radiocarbonio, poiché fanno uso di materiale dell'epoca.
L'artigiano rumeno Teodor Tuduc divenne famoso per i suoi falsi tappeti orientali e le storie che inventò al fine di ottenere credibilità. La qualità dei suoi falsi era tale che alcuni dei suoi tappeti entrarono nelle collezioni dei musei, e "i tappeti Tuduc" divennero oggetto da collezione.

## Tappeti per regione
I tappeti orientali possono essere classificati in base alla loro regione di origine, ognuna delle quali rappresenta diversi filoni di tradizione: tappeto persiano, tappeto pakistano, tappeto arabo, tappeto anatolico, tappeto curdo, tappeto caucasico, tappeti centro-asiatici, tappeti turchi e turcomanni, tappeti cinesi, tappeti tibetani e tappeti indiani.

### Tappeti persiani
Il tappeto persiano è una parte essenziale e distinta della cultura e dell'arte persiana e risale all'antica Persia.
Sono classificati in base all'ambiente sociale in cui sono stati tessuti (nomadi, villaggi, fabbriche di corte e città), ai gruppi etnici (ad esempio curdi, tribù nomadi come Qashqai o Bakhtiari; Afshari, Azeri, Turkmeni) e altri, o alla città o provincia in cui vengono tessuti, come Heris, Hamadan, Senneh, Bijar, Arak (Sultanabad), Mashhad, Esfahan, Kashan, Qom, Na'in e altre. Una classificazione tecnica per i tappeti persiani si basa sul materiale utilizzato per orditi, trame e filo, filatura e cordonatura del filo, tintura, tecnica di tessitura e aspetti di finitura, compresi i nodi e i lati (cimose) e le estremità rinforzati contro l'usura.

### Tappeti anatolici
I tappeti turchi sono prodotti principalmente in Anatolia, comprese le aree limitrofe. La tessitura di tappeti è un'arte tradizionale in Anatolia, risalente ai tempi pre-islamici, e integra diverse tradizioni culturali che riflettono la storia dei popoli turchi. I tappeti turchi costituiscono una parte essenziale della cultura turca.
Tra i tappeti orientali, il tappeto turco si distingue per le caratteristiche particolari dei colori, tinture, disegni, trame e tecniche. Solitamente realizzati in lana e cotone, i tappeti turchi sono legati con il nodo turco, o nodo simmetrico. I primi esempi conosciuti di tappeti turchi risalgono al XIII secolo. Vari tipi di tappeti sono stati tessuti da allora nei laboratori, in strutture tessili più provinciali, nei villaggi, negli insediamenti tribali o dai nomadi. I tappeti sono stati prodotti contemporaneamente in questi diversi livelli della società, con materiali diversi come lana di pecora, cotone e seta. Tessuti con pelo e tappeti piatti (Kilim, Soumak, Cicim, Zili) hanno attratto l'interesse dei collezionisti e degli scienziati.
Dopo un declino iniziato nella seconda metà del XIX secolo, iniziative come quella del DOBAG Carpet Initiative, nel 1982, o della Turkish Cultural Foundation, nel 2000, hanno fatto rivivere l'arte tradizionale della tessitura dei tappeti turchi utilizzando lana filata a mano, tinta naturalmente e con disegni tradizionali.
Il tappeto turco si distingue da quelli di altra provenienza in quanto rende più pronunciato l'uso dei colori primari. I tappeti anatolici occidentali preferiscono i colori rosso e blu, mentre quelli anatolici centrali usano più rosso e giallo, con contrasti netti in bianco. Ad eccezione dei disegni di manifattura di corte e città, i tappeti turchi fanno un uso più pronunciato di motivi geometrici audaci e altamente stilizzati, generalmente in un disegno rettilineo.

### Tappeti mamelucchi egiziani

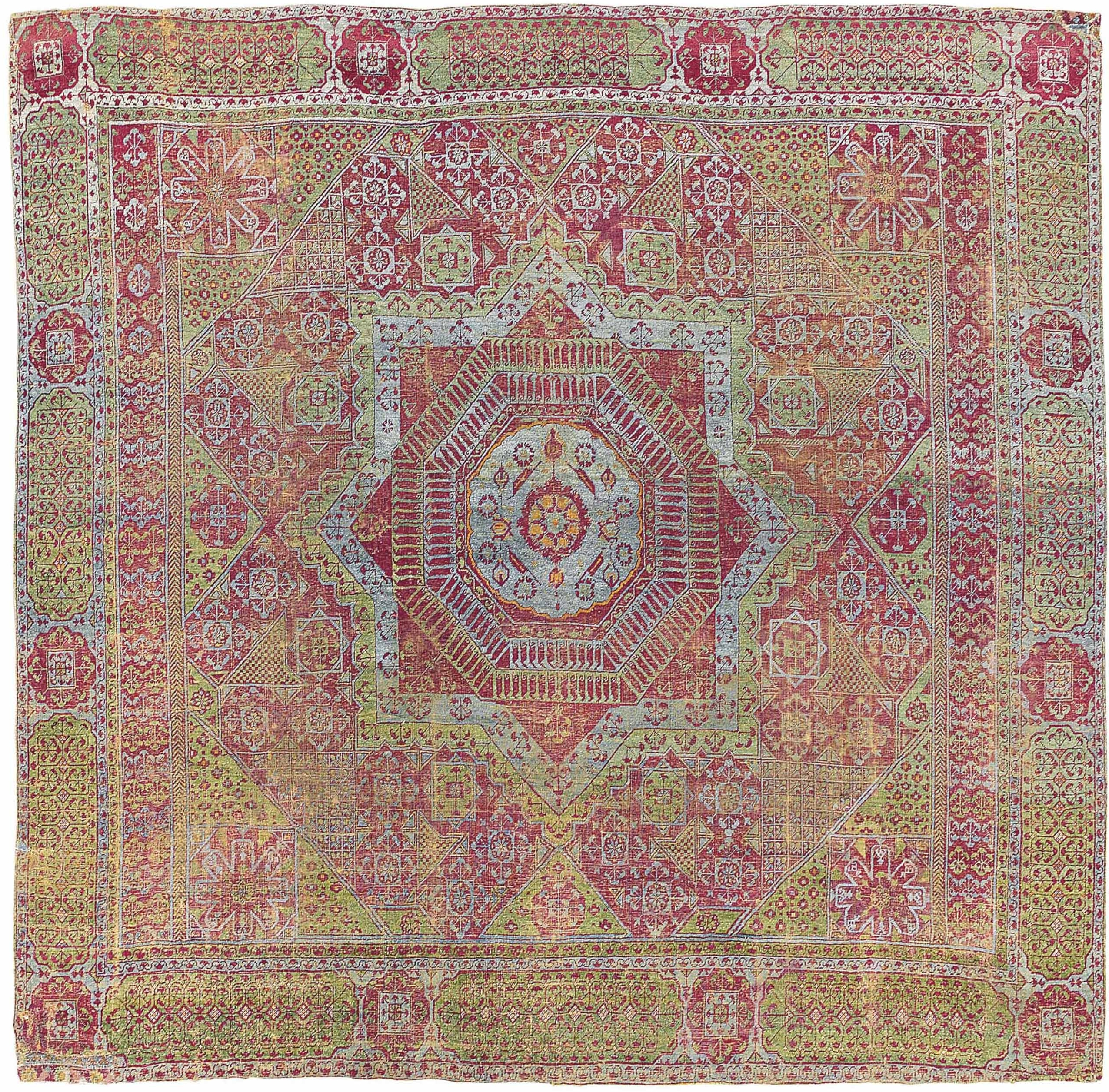
The Baillet-Latour Mamluk Carpet

Sotto il sultanato mamelucco de Il Cairo è stato prodotto un tappeto distintivo in Egitto. Chiamato tappeto "damasceno", nei secoli precedenti, non c'è dubbio che il centro di produzione fosse Il Cairo. In contrasto con quasi tutti gli altri tappeti orientali, i tappeti mamelucchi utilizzavano lana con filatura ad "S" (in senso orario) e a "Z" (in senso antiorario). La loro tavolozza di colori e sfumature era limitata al rosso brillante, al blu pallido e al verde chiaro; blu e giallo erano raramente utilizzati. Il disegno dello sfondo era caratterizzato da medaglioni poligonali, stelle e motivi floreali stilizzati, disposti in modo lineare lungo il loro asse centrale. I bordi contenevano rosette, spesso alternate a cartigli. Come sottolineato da Edmund de Unger, il disegno era simile ad altri prodotti della manifattura mamelucca, come la lavorazione del legno e del metallo, le rilegature di libri, i libri illustrati e i mosaici pavimentali. I tappeti mamelucchi venivano realizzati per la corte e per l'esportazione, Venezia era il mercato più importante per i tappeti mamelucchi in Europa.
Dopo la conquista da parte dell'Impero ottomano, nel 1517, del sultanato mamelucco, due diverse culture si fusero, come si vede dai tappeti mamelucchi tessuti dopo questa data. I tessitori cairoti adottarono un disegno turco ottomano. La produzione di questi tappeti continuò in Egitto, e probabilmente anche in Anatolia, all'inizio del XVII secolo.

### Tappeti caucasici

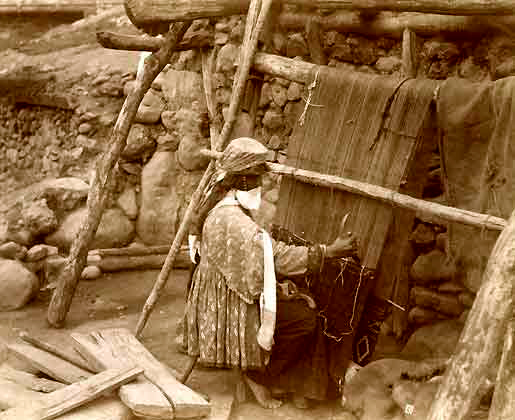
Donna azera tesse un tappeto. Inizi del XX secolo

Le province caucasiche di Karabakh, Moghan, Shirvan, Daghestan e Georgia formavano i territori del nord dell'Impero safavide. Nel trattato di Costantinopoli del 1724 e in quello di Golestan del 1813, le province furono cedute alla Russia. Il dominio russo venne poi ulteriormente esteso a Baku, Genje, al khanato di Derbent e alla regione di Talish. Nel XIX secolo la principale zona di tessitura del Caucaso si trovava nella parte orientale del Transcaucaso, a sud delle montagne, che tagliano diagonalmente la regione, in una zona che oggi comprende l'Azerbaigian. Nel 1990, Richard E. Wright sosteneva che le etnie diverse dai turchi e azeri "praticavano anche la tessitura, alcune delle quali in altre parti del Caucaso, ma erano di minore importanza." Uno studio sulla popolazione russa nel periodo 1886-1897 dimostrò che la distribuzione etnica della popolazione era estremamente complessa nel Caucaso meridionale. Per quanto riguarda tappeti e tappeti antichi, l'identità o l'etnia dei tessitori rimaneva sconosciuta. Eiland & Eiland dichiararono, nel 1998, che "non si dovrebbe dare per scontato che la maggioranza della popolazione in una determinata area fosse anche addetta alla tessitura". Pertanto, sono state avanzate varie teorie sull'origine etnica dei modelli di tappeti e su una varietà di classificazioni, talvolta attribuendo lo stesso tappeto a diversi gruppi etnici. Il dibattito è ancora in corso e rimane irrisolto.
Nel 1728, il gesuita polacco Thaddaeus Krusinski scrisse che, all'inizio del XVII secolo, scià ʿAbbās I il Grande aveva fondato fabbriche di tappeti a Shirvan e Karabakh. I tessitori di tappeti caucasici adottarono le divisioni di sfondo savafidi e motivi floreali, ma cambiarono lo stile secondo le loro antiche tradizioni. Tra i motivi caratteristici c'erano draghi cinesi stilizzati nei cosiddetti "tappeti del drago", scene di combattimento di tigri e cervi, o motivi floreali. Lo stile era molto astratto fino al punto che le forme animali diventavano irriconoscibili, a meno che non fossero paragonate ai precedenti animali safavidi e ai tappeti del "vaso" del XVI secolo raffiguranti gli stessi motivi.
Tra i gruppi più popolari di tappeti caucasici ci sono stella Kazak e “scudo Kazak”.
Una classificazione precisa dei tappeti caucasici è particolarmente difficile, anche rispetto ad altri tipi di tappeti orientali. Praticamente nessuna informazione è disponibile da prima della fine del XIX secolo, quando i tappeti caucasici iniziarono ad essere esportati in grandi quantità. Nell'economia socialista sovietica, la produzione di tappeti venne organizzata in maniera industriale in Armenia, Azerbaigian, Daghestan e Georgia, utilizzando disegni standardizzati basati su motivi tradizionali, forniti su cartoni millimetrati realizzati da artisti specializzati. Nel 1927, venne fondata l'Associazione azera dei tappeti, come divisione dell'Associazione arte azera. Nelle loro fabbriche, la lana e il cotone venivano lavorati e consegnati ai tessitori, che dovevano aderire all'associazione. Lo studioso azero Latif Karimov scrisse che tra il 1961 e il 1963 fu costruita una scuola tecnica dedicata all'insegnamento della tessitura dei tappeti.
Informazioni etnografiche dettagliate sono disponibili da studi di etnologi come Vsevolod Miller e sondaggi sovietici condotti dall'Istituto di antropologia ed etnografia) Tuttavia, durante il lungo periodo di produzione industriale, la connessione tra disegni specifici e le loro origini etniche e geografiche potrebbe essere andata perduta. La ricerca è stata pubblicata principalmente in lingua russa e non è ancora disponibile per gli scienziati di altre lingue. Da una prospettiva occidentale, quando iniziò a svilupparsi l'interesse scientifico sui tappeti orientali, verso la fine del XIX secolo, le regioni caucasiche, facenti parte dell'Unione Sovietica, si chiusero all'Occidente. Pertanto, le informazioni occidentali sulla tessitura dei tappeti nei paesi caucasici non erano così dettagliate come da altre regioni della "cintura del tappeto".
Sono state proposte classificazioni diverse, tuttavia, molti nomi ed etichette sono stati mantenuti semplicemente come termini commerciali e la ricerca futura potrebbe consentire una classificazione più precisa.
Più recentemente, sono state rese pubbliche ricerche d'archivio di precedenti fonti russe e sovietiche, e sono state avviate collaborazioni tra esperti occidentali e azeri. Esse propongono lo studio dei tessuti piani come la principale arte popolare indigena del Caucaso e lavorano su classificazioni più specifiche e dettagliate.
Classificazione di Zollinger, Karimov e Azadi
Zollinger, Kerimov e Azadi propongono una classificazione per i tappeti caucasici tessuti dalla fine del XIX secolo in poi. Essentially, they focus on six provenances:
- Kuba si riferisce a un distretto e alla sua città, situata tra Baku e Derbent, il fiume Samur che costituisce il suo nord e la cresta meridionale del Caucaso suo confine meridionale. Kuba confina con il distretto di Baku a sud-est e con il Mar Caspio a est. I tappeti Kuba sono classificati come tappeti di città, con ornamenti fitti, alta densità di nodi e pelo corto. Gli orditi sono fatti di lana, non tinta di colore avorio scuro. Le trame sono di lana, lana e cotone o cotone. Una delle due trame è spesso profondamente depressa. I nodi sono simmetrici. I tessuti in soumakh di lana scura o cotone blu chiaro sono spesso intrecciati, i soumakh di cotone bianco sono rari. Le frange sono intrecciate, pieghettate o annodate artisticamente. Le cimose sono principalmente rotonde (in tal caso, in lana blu scuro) o larghe 0,3–1 cm. e realizzate in lana blu chiaro, rinforzate su due costole con avvolgimento, in numero di otto, con fili supplementari. I colori sono scuri e i tappeti sembrano difficilmente policromi nonostante il fatto che utilizzino 10-12 colori diversi, perché i loro ornamenti sono piccoli e disposti fittamente sul tappeto. La maggior parte dei tappeti Kuba ha uno sfondo blu scuro. Il rosso o il rosso scuro si trovano raramente e solo a volte l'avorio, il giallo e il verde.
- Shirvan è il nome della città e della provincia, situata sulla costa occidentale del Mar Caspio, a est del fiume Kura, tra la parte meridionale del fiume e la città di Derbent a nord. Kerimov ha distinto sei distretti, che tessono diversi tipi di tappeti. Alcuni tappeti Shirvan sono caratterizzati da un'alta densità di nodi e da un pelo corto. I tappeti più grossolani hanno un pelo più alto. Vengono utilizzati nodi simmetrici, intrecciati con fili d'ordito alternati. La trama è generalmente di lana, in avorio scuro o marrone. Le estremità sono piatte, in cotone leggero o in lana sumakh. Le frange a volte sono annodate artisticamente. Le cimose sono rotonde e larghe 0,5–1 cm, in cotone bianco, con 2-3 costole realizzate con otto fili supplementari. Le cimose di cotone bianco sono le più comuni nei tappeti Shirvan. I tappeti di Shirvan possono avere disegni di città, o di villaggio, ma sono meno densamente decorati rispetto ai tappeti di Kuba, e il disegno è più scadente. Rispetto ai tappeti Kuba, i tappeti Shirvan sono più leggeri e più colorati, con uno sfondo blu scuro. I bordi hanno spesso uno sfondo chiaro che è più scarsamente ornato rispetto al campo centrale. Avorio chiaro, rosso o giallo si trovano raramente. L'avorio è usato principalmente per i tappeti da preghiera.
- Gyanya (Genje) è una grande città, situata a circa 360 km. a ovest di Baku. A differenza del disegno più urbano di Kuba e Shirvan, i tappeti di altre provenienze hanno peli più lunghi. In media, il pelo dei tappeti Gyanya ha un'altezza di 6–15 mm. L'ordito è generalmente più scuro, principalmente in lana, non tinta, scura o marrone chiaro. Si dice che i peli di cammello siano usati anche per gli orditi. Le trame sono comunemente tinte di rosso scuro e marrone scuro. Tre trame vengono spesso colpite dopo ogni fila di nodi, ma gli orditi non vengono depressi. L'estremità superiore è spesso di 2–6 cm. realizzata in arazzo marrone-rosso, rovesciato e cucito. L'estremità inferiore è spesso costituita da tessitura di arazzi di lana rossa, con i fili di ordito non tagliati. Le cimose sono raramente tondeggianti, ma piatte e larghe, principalmente di un rosso bruno scuro, e consistono in tre costole con avvolgimento ad otto fili supplementari. La seconda forma più comune è simile, ma include solo due costole. I tappeti Gyanya sono più generosamente ornati, rispetto ai tessuti Kuba e Shirvan. All'interno di uno spazio più aperto si trovano grandi schemi quadrati, rettangolari, esagonali e ottagonali. I medaglioni (gul) sono spesso agganciati. La tavolozza dei colori è più limitata rispetto ai tappeti Kuba e Shirvan, ma è distribuita su aree più grandi dando così l'impressione generale di essere più colorati.
- Kazak secondo Latimov si riferisce a un distretto e al suo centro città situato tra i confini della Repubblica dell'Azerbaigian, nella Repubblica di Georgia e nella Repubblica di Armenia. La città di Kasak si trova a 460 km. a ovest di Baku. L'ordito dei tappeti Kazak è di lana di pecora, non tinto, piuttosto avorio scuro e a volte in peli di cammello. La trama è di lana o di una miscela di lana e pelo di cammello. A volte i fili di lana e cotone si uniscono solo leggermente per formare il filo dell'ordito. Le trame sono tinte principalmente in rosso chiaro, in blu scuro e distinguono il Kazak dai tappeti del Karabakh. 2-6 trame vengono sparate dopo ogni fila di nodi. Il pelo è di lana, a volte non color cammello, i nodi sono simmetrici, gli orditi non sono depressi. I tappeti Kazak sono intrecciati più grossolanamente, con una pelo alto 1–2 cm. L'estremità superiore è allacciata con una trama di arazzi di lana larga 1–4 cm in colori rossi. L'estremità inferiore è spesso finita come l'estremità superiore, ma gli anelli non curvati appaiono spesso sporgenti dalla parte piatta. Le cimose sono quasi sempre piatte tra 1–2 cm di larghezza, composte da due costole con otto fili supplementari, spesso in colori diversi. Nella maggior parte dei casi, due doppi orditi vengono avvolti tre volte. I tappeti Kazak hanno una gamma di colori limitata a 5-7. In generale, lo sfondo è rosso, meno frequentemente anche avorio, verde, blu o giallo. Il colore del bordo principale è spesso in colori contrastanti ed è difficile da identificare a causa della densa decorazione. I tappeti Kazak intrecciati prima del 1910 hanno colori più intensi e brillanti dei tappeti tessuti dopo quell'anno.
- Karabakh si estende tra i fiumi Kura e Araz fino alle montagne del piccolo Caucaso. I tappeti tessuti nelle diverse regioni dell'area di Karabakh differiscono sostanzialmente l'uno dall'altro. Quelli delle zone più orientali del Karabakh hanno trame di cotone e cimose di cotone o lana blu chiaro. In alcune regioni (Mokan, Talysh, Lenkoran) i tappeti hanno il formato di una passatoia, circa tre volte più lunghi rispetto alla larghezza. Oltre ai tappeti di manifattura, i tappeti Karabakh hanno un pelo alto, fino a 2 cm. Secondo Karimov, alcuni tipi di tappeti come "aquila Kazak", "Kazak con banda nuvole", o "Kasymushak Kazaks", sono stati effettivamente tessuti a Karabakh. Le loro estremità superiori e inferiori sono spesso tessute a filato, piegate verso la parte posteriore e cucite.
- Nakhichevan si trova tra Armenia e Iran. Nessuna informazione era disponibile su questa regione agli autori di questa classificazione.

### Tappeti turkmeni

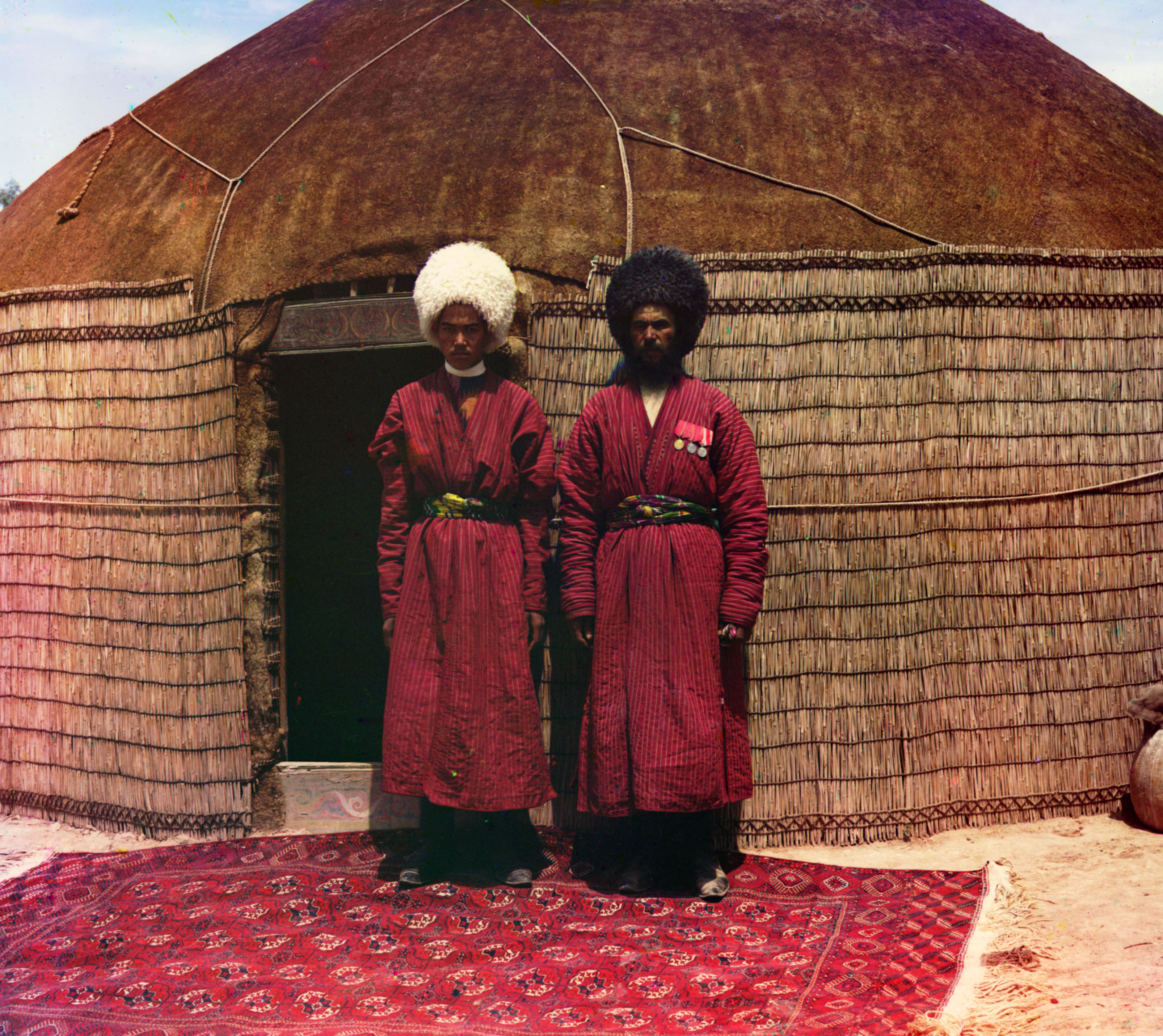
Due uomini turcomanni in piedi su un tappeto principale Halı con Tekke göl, di fronte a una iurta. (1905-1915)

Le tribù turkmene abitavano l'area tra il fiume Amu Darya, il Mar Caspio, il mar d'Aral e verso i confini dell'Iran e dell'Afghanistan moderni. Producevano tappeti e tessuti con pelo di più piccole dimensioni, tra cui i tappeti principali (halı), tessuti per tende (ensi), e altri articoli per la casa come le decorazioni per le tende (khalyk o kapunuk), borse da tenda (torba), borse grandi (chuval), borse più piccole (mafrash), borse da sella (Khordjin), gualdrappe per animali (asmalyk), e teli per tende.
Molte componenti arcaiche delle arti turkmene sono sopravvissute all'inizio del XX secolo. I turkmeni originari erano un'antica etnia di lingua persiana sparsi nelle steppe e nelle oasi dell'Asia cento-occidentale. La loro organizzazione amministrativa-militare nelle tribù, è stata fatta risalire all'influenza degli Unni. L'influenza turca arrivò con l'Impero Eftalite nel VI secolo, e, in misura maggiore, dall'immigrazione degli Oghuz turchi nel IX e X secolo. Gli Oghuz assimilarono la popolazione locale, che si convertì all'Islam. L'invasione mongola del XIII secolo portò alla distruzione delle città e dei sistemi di irrigazione agricola e ridusse il popolo turkmeno ad uno stile di vita nomade che ha mantenuto per tutta la sua storia successiva, vivendo ai confini di stati più potenti come l'Impero persiano, l'Impero corasmio e il Khanato di Bukhara. Meno suscettibili all'assimilazione rispetto ai loro vicini, furono in grado di preservare gran parte della loro cultura tradizionale. Durante il XIX secolo, i turkmeni subirono l'influenza dell'impero russo. Con la fine dell'Unione Sovietica, l'ex repubblica socialista turkmena divenne lo stato indipendente del Turkmenistan.
La storia delle popolazioni turkmene è caratterizzata da migrazioni, alleanze, guerre intertribali e persino dalla violenta estinzione delle popolazioni regionali. La conoscenza della storia di una tribù turkmena e delle sue migrazioni, e le caratteristiche della sua struttura e del suo disegno, spesso consente l'attribuzione di un tappeto o di un articolo casalingo ad una determinata tribù e ad un certo periodo della sua storia. La diversità dei colori e degli ornamenti, così come il loro potenziale significato simbolico, costituiscono il soggetto di un ampio, a volte controverso, corpo di ricerca.
Tipica della tessitura nomade, la lana dei tappeti turkmeni è di alta qualità, con un pelo abbastanza lungo. Per la struttura vengono utilizzate lane di pecora, pelo di capra e cotone. Il filo è fatto di lana e spesso contiene anche seta. Il colore predominante, in quasi tutti i tappeti turkmeni, è il rosso robbia, ottenuto localmente, e consente la tintura in varie tonalità. Le diverse tribù usavano distinte sfumature di rosso. La predominanza del colore rosso nei tappeti turkmeni crea un'impressione monotona, a prima vista, ma gli ornamenti minori sono tessuti in una grande varietà di colori. L'ornamento più importante nei tappeti turkmeni è il Gul, un disegno poligonale a forma di medaglione che è disposto in file su tutto lo sfondo. Gul specifici venivano usati come emblemi tribali in modo araldico. Generalmente, il principale (chiamato “göl”), e il secondario, meno elaborato (chiamato “gül”) sono distinguibili, essendo il “gul” il nome più generico per questi ornamenti dei tappeti. I gul sono stati utilizzati anche, a seconda del tipo di tappeto, per articoli per la casa. I tappeti principali di solito mostrano il göl principale della tribù, mentre le coperture delle porte delle tende e le borse mostrano un gul speciale.
Tra i principali göl presenti nei tappeti turkmeni vi sono:
- Göl Gülli o gushli: Göl lobato che include un ornamento quadrato, da cui sporgono gli ornamenti trilobati su un gambo. Usato da Tekke, Salor ed Ersari e da alcuni tessitori del Saryk. "Gülli" significa "fiore" in turkmeno, "gushli" (da "kush" o "gush") "uccello".
- Göl Tauk-Nuska: Diviso in quattro quarti in colori diagonalmente opposti, ogni quarto mostra due animali stilizzati. Comune in molte tribù, è usato principalmente da Arabachi, Chodor, da alcuni gruppi di Yomud ed Ersari, compreso il Kizil Ayak.
- Göl Tekke: Variante di disegno del göl gülli. Ha una forma rotonda impostata sulle coordinate di un reticolo blu scuro, che divide ciascun gül in quattro sezioni con colori diagonalmente opposti.
- Göl Saryk: Simile al Tekke, ma non disposto su una struttura reticolare. Spesso si trova sui tappeti principali di Saryk, chiamato anche göl Chuval a causa del suo uso su grandi borse (chuval).
- Göl Dyrnak - letteralmente: "göl pettine". Göl romboidale ornato da file di ganci, simili a pettini, con file opposte ai ganci dello stesso colore. Disegno utilizzato dalla tribù Yomud.
- Göl Kepse: Utilizzato principalmente dalla tribù Yomud, ha göl romboidali circondati da merlature bicolori.
- Göl Aquila: Almeno due, se non tre, gruppi di tappeti si distinguono per questa caratteristica di disegno, che non è stata ancora attribuita a nessuna tribù specifica.
- Göl "C": Ottagono all'interno di un ottagono pieno di motivi che ricordano la lettera "C".

I tappeti turkmeni possono essere tessuti con nodi simmetrici e asimmetrici, aperti a sinistra e a destra. Sono frequenti anche i nodi irregolari, inclusi orditi mancanti, nodi su tre o quattro orditi, singoli nodi di ordito o nodi che condividono un ordito, sia simmetrici che asimmetrici. Spesso gli orditi sono profondamente depressi. I fili di lana, di ordito e trama sono bilanciati in modo eccellente. Il rapporto tra nodi orizzontali e verticali è spesso vicino a 1:1. I tappeti tessuti in questo modo sono molto compatti e resistenti.
Si ritiene che la confederazione Salor (costituita principalmente da Salor e Saryk) fosse originariamente originaria della valle dell'Amu Darya e delle oasi del Turkmenistan meridionale, tra cui Merv. Usavano sfumature brillanti di rosso robbia. Il tipico Göl di Salor ha un'ombreggiatura a rosone lobato, divisioni verticali e un riempimento di motivi. I suoi quattro quarti centrali sono tinti in colori diagonalmente opposti. Lo stile della colorazione è etichettato come "centro asiatico". I göl sono disposti sul campo principale del tappeto in un modo che li fa sembrare "galleggiare", creando l'impressione di un movimento diagonale. Un gruppo di tappeti turkmeni con caratteristiche strutturali comuni è stato definito "gruppo S" ed è identificato come tappeti Salor di Mackie e Thompson. I tappeti del "gruppo S" sono annodati asimmetricamente, aperti a sinistra. Gli orditi sono in colore avorio, con orditi alternati profondamente depressi, trame di lana marrone a due veli, di tanto in tanto tinte di rosso. Il loro pelo è meno flessibile di altri tappeti turkmeni e abbastanza lungo. A volte si usa la seta, ma raramente il cotone. Il colore rosso è per la maggior parte robbia, ma si trovavano anche rosso laccae cocciniglia. Gli antichi tappeti Saryk hanno spesso nodi simmetrici.
I tappeti Tekke si distinguono per l'uso del göl Tekke. Sono annodati asimmetricamente, quasi sempre aperti a destra. Gli orditi alternativi sono raramente profondamente depressi. I colori rossi sono più vivaci ma è possibile trovare anche il rosso cocciniglia. Nel XIX secolo sono stati usati i coloranti sintetici. Gli orditi sono spesso di filato color avorio con una grande componente di pelo di capra dello stesso colore. La cimosa è in blu scuro.
I tappeti Yomud hanno una struttura simile, con orditi meno depressi. Il colore del fondo rosso dei tappeti Yomud è più attenuato e vira verso una tonalità marrone. I nodi sono asimmetrici, aperti a sinistra. I tipici göl sono "dyrnak" e "kepse"
Il colore di fondo più comune dei tappeti Chaudor è un marrone castagna violaceo. Il bianco appare più prominente, ma anche blu scuro e chiaro, verde e giallo. Gli orditi sono fatti di lana scura, mentre le trame comprendono cotone bianco. L'annodatura è asimmetrica e aperta a destra, il che aiuta a distinguere i Chaudor dai tappeti Yomud.
Altre tribù che tessono tappeti sono gli Arabatchi, Ersari e Beshiri.
Commercializzazione e ritorno d'interesse
Con l'inizio della commercializzazione, nel XIX secolo, i tappeti vennero prodotti per l'esportazione in Russia e Afghanistan. Conosciuti con il nome commerciale di "tappeti Bokhara", mostrano disegni ispirati ai tappeti turkmeni, ma i colori e la qualità del disegno non corrispondono agli originali. Con la fine dell'Unione Sovietica, nella zona vennero creati stati nazionali. Nell'ambito delle attività generali per far rivivere l'antica tradizione della filatura a mano, della tintura naturale e della tessitura a mano, i progetti a sostegno dei rifugiati provenienti dall'Afghanistan hanno dato inizio alla "rinascita del tappeto”.

### Tappeti indiani e pakistani

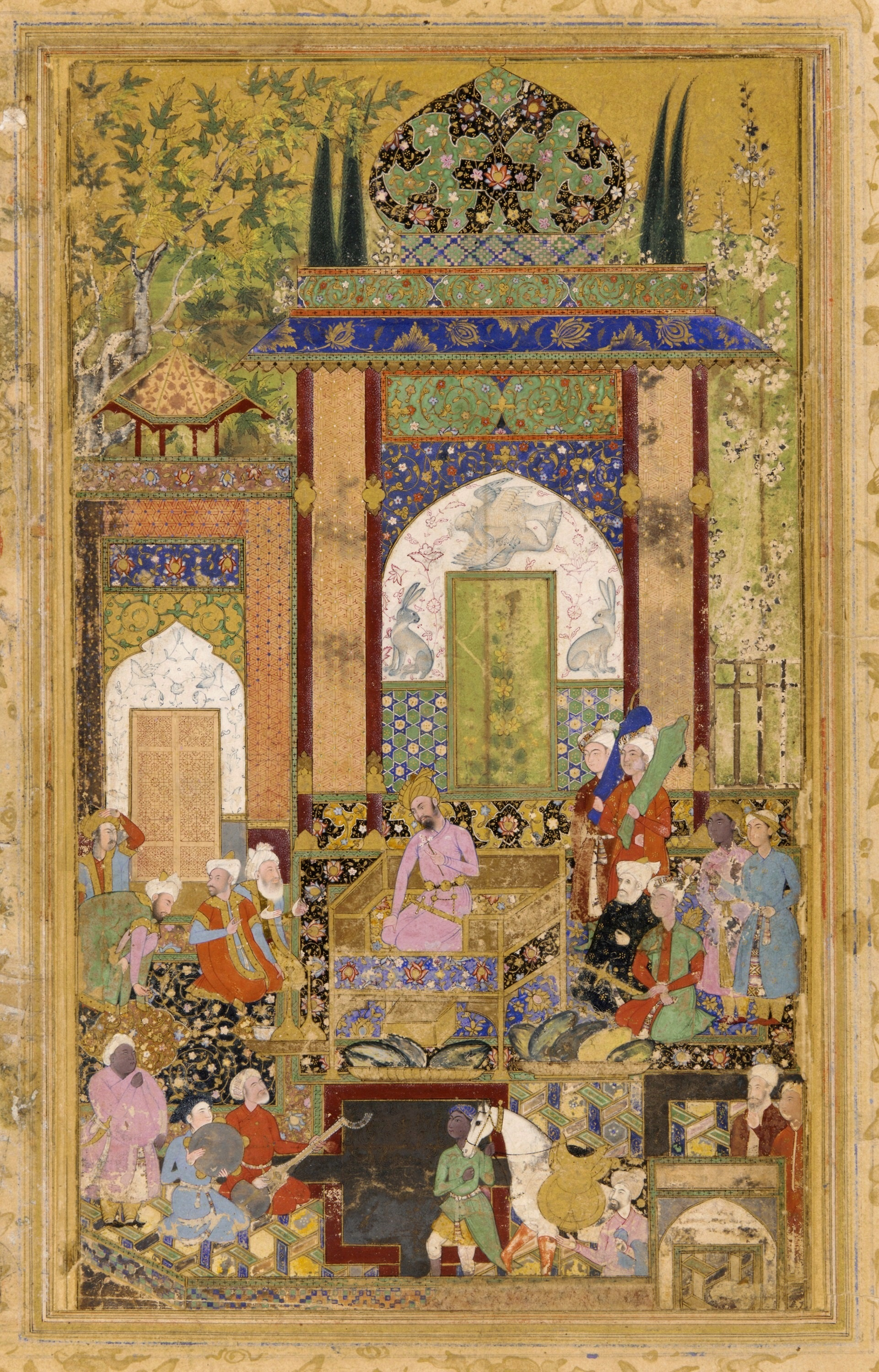
Illustrazione dal Baburnama: Babur riceve un cortigiano. Farrukh Baig, dinastia moghul, 1589

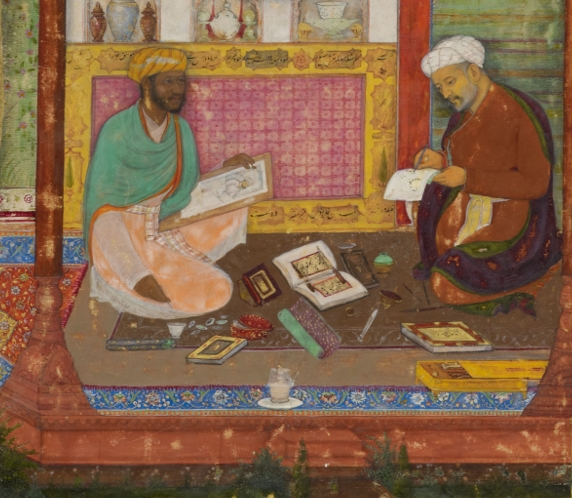
Ritratto colofone da Khamsa di Nizami - BL Or. MS 12208 f. 325v

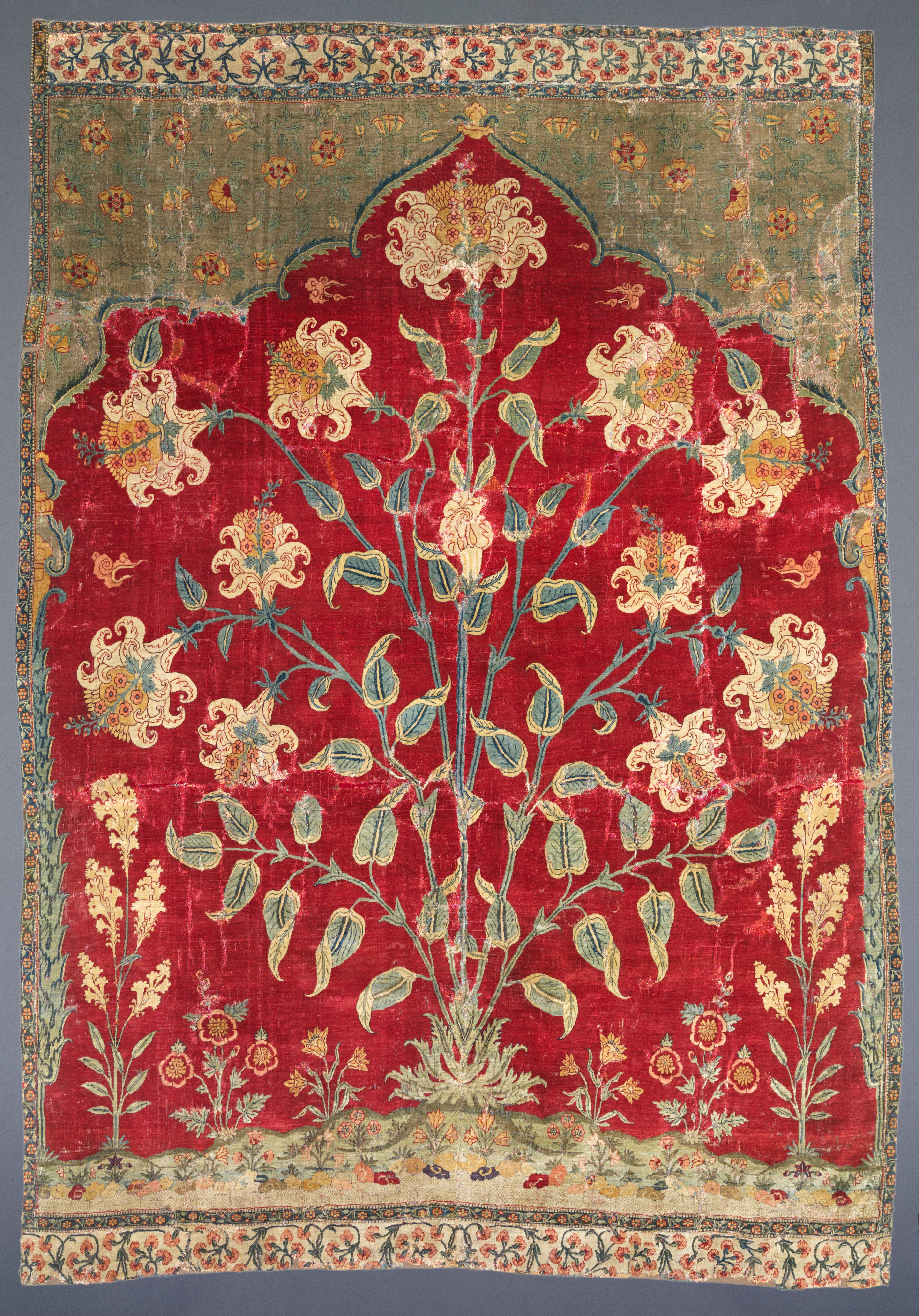
Sconosciuto, India - Frammento di tappeto Saf

I due stati, India e Pakistan, vennero separati nel 1947 nella ripartizione dell'India. La tradizione della tessitura dei tappeti, tuttavia, era comune al subcontinente indiano. Pertanto, i tappeti dei due paesi sono descritti insieme in questa sezione. Se non diversamente indicato, "India" in questa sezione si riferisce al subcontinente indiano.
La tessitura dei tappeti era conosciuta, in India, almeno dal XVI secolo. I modelli originali erano probabilmente persiani, dal momento che i loro disegni appaiono strettamente correlati. Altre influenze provenivano dall'Asia centrale, ma l'India sviluppò presto uno stile tutto suo. I tappeti più elaborati furono tessuti sotto l'Impero moghul tra la fine del XVI secolo e la prima metà del XVIII. Più a sud, i tappeti intessuti nella zona dell'altopiano del Deccan si distinguono per i loro colori e il loro disegno.
I tappeti in lana non sono oggetti domestici essenziali nel clima caldo e umido dell'India. Potrebbero essere stati introdotti da ondate successive di migranti dall'Asia centrale e occidentale. I primi popoli ad invadere l'India dalla steppa eurasiatica furono gli ariani intorno al XIX secolo a.C. Erano nomadi che si dedicavano all'allevamento di animali. Si dice che avrebbero potuto introdurre l'allevamento delle pecore e la produzione di tessuti di lana nell'India nordoccidentale. Nel VI secolo a.C., l'India fu invasa dagli unni bianchi, un'altra cultura nomade della steppa. Nel IV e V secolo a.C., alcune aree erano governate dal persiano Impero achemenide. Fino a che punto questi popoli stessero già tessendo tappeti rimane sconosciuto, poiché non esistono tappeti di questo periodo per supportarne l'ipotesi. I primi riferimenti ai tappeti indiani provengono da scrittori cinesi della dinastia Tang (618-907). Con l'invasione araba di Sindh, nel 712, l'India entrò in contatto con l'Islam. Gli afghani Ghaznavidi e i loro successori, Ghuridi, diffusero ulteriormente l'Islam in India. Il geografo arabo Al-Muqaddasi menzionò i tappeti del Sindh nel 985. La tessitura dei tappeti può essere ricondotta all'inizio dell'Impero moghul agli inizi del XVI secolo, quando l'ultimo successore di Tamerlano, Babur, estese il suo dominio da Kabul, odierno Afghanistan, all'India fondando l'Impero moghul. Il successore di Babur, Humayun, si rifugiò nella corte persiana safavide di Scià Tahmasp I. Sostenuto dall'Impero safavide, Humayun tornò in India. Suo figlio, Akbar il Grande, estese il potere nell'India settentrionale e nell'altopiano del Deccan. Sotto il patronato dei moghul, artigiani indiani adottarono tecniche e disegni persiani.
I dipinti in miniatura della corte di Akbar mostrano che i tappeti erano in uso presso la corte moghul. Durante il XVII secolo, le fonti dimostrano il vasto commercio di tappeti con l'Europa occidentale. I tappeti moghul erano raffigurati nei dipinti di epoca olandese, e un elevato numero di tappeti indiani si trova ancora nelle collezioni europee.
La maggior parte dei tappeti d'epoca moghul mostra motivi floreali, grandi motivi a foglie e fiori, su un fondo rosso. A seconda delle loro somiglianze con, ad esempio, i disegni dei tappeti persiani, essi sono talvolta indicati, in letteratura, come "indo-persiani" o "indo-esfahan". Una vasta collezione di tappeti indiani esisteva a Jaipur, dove furono studiati da T. H. Hendley. Alcuni di questi tappeti sono stati etichettati, indicando la data di acquisto, le dimensioni e il prezzo pagato. La maggior parte dei tappeti di Jaipur aveva una struttura in cotone e, a volte, veniva usata la seta per le trame. Il cotone bianco era usato per dare tono al tessuto. I migliori tappeti erano spesso etichettati come persiani, ma ci sono tappeti con un disegno di animali che sono etichettati come indiani. Il fondo è spesso tinto con lacca, un colorante derivato dagli insetti, che ricorda la tintura della cocciniglia. Una serie di palmette si trova spesso lungo l'asse verticale centrale. Su tappeti più grandi, sono affiancati da palmette orizzontali che puntano alternativamente all'asse centrale e ai bordi esterni. Le figure sussidiarie sono disposte lungo linee sottili di vitigni a scorrimento, solitamente adornate con foglie a forma di lancetta. Sono presenti molte tonalità di blu, verde, giallo, e due diverse tonalità di rosso. Spesso due tonalità dello stesso colore sono posizionate in modo ravvicinato e senza distinzione tra i due colori. Questo elemento è considerato caratteristico dei tappeti indiani moghul.
Il disegno floreale dei tappeti indiani è spesso più naturalistico rispetto alla controparte persiana e di altri popoli. Questa caratteristica è considerata tipica dei tappeti tessuti sotto Jahangir. Un altro disegno tipico è il "millefleur", tessuto principalmente tra il XVII e il XIX secolo. Questi tappeti sono molto intricati, con lana morbida e spesso con orditi di seta che cambiano i loro colori nel senso della larghezza del tappeto, formando strisce verticali "arcobaleno". Il fondo è ricoperto da una miriade di fiori finemente collegati. I tappeti con disegno tappeto da preghiera mostrano elaborate composizioni vaso-e-fiori fiancheggiate da cipressi, un'altra caratteristica dell'arte moghul presente anche negli ornamenti architettonici degli edifici di tale epoca, come il Taj Mahal. La datazione esatta dei tappeti d'epoca moghul è difficile, dal momento che pochi esemplari hanno date in rilievo. I tappeti erano intessuti ad Agra, Lahore e Fatehpur Sikri.
Con il declino dell'Impero moghul, verso la fine del XIX secolo, la tessitura dei tappeti in India diminuì in misura tale che l'amministrazione coloniale dell'Impero anglo-indiano decise di creare fabbriche, a volte nelle carceri, per produrre tappeti per l'esportazione. La tessitura dei tappeti continuò, in India e Pakistan, dopo la loro separazione e indipendenza. Oggi, la produzione di tappeti in India e Pakistan usa spesso disegni stranieri o copie e produce tappeti commerciali di valore prevalentemente utilitaristico.

## Il tappeto orientale e il mondo occidentale
I tappeti orientali erano probabilmente conosciuti in Europa dall'Alto Medioevo. Storie di viaggiatori, annali di corte, inventari e testamenti, ma cosa più importante i dipinti, danno testimonianze di tappeti come beni di lusso. Come tali, sono stati assorbiti nella cultura europea, fornendo un contesto di prestigio e dignità che è ancora inteso oggi. Dalla fine del XIX secolo, l'interesse storico artistico e scientifico per i tappeti orientali si risvegliò e cominciarono a essere considerati veri e propri oggetti d'arte. I tappeti sono stati raccolti nei musei e dai collezionisti e hanno fornito materiale per la ricerca scientifica. Quasi ogni aspetto della produzione, del disegno, dei colori e del significato culturale è stato, ed è tuttora, analizzato e apprezzato.

### Merci di lusso: Dall'Alto medioevo al Rinascimento

Hans Holbein il Giovane - Gli ambasciatori, 1533 (National Gallery), con un "tappeto Holbein" di grandi dimensioni

Agli inizi del XIV secolo, Marco Polo scrisse ne Il Milione sui tappeti anatolici. Altri viaggiatori europei del XIII secolo, che viaggiarono fino alla corte dell'Impero moghul, furono André de Longjumeau, Guglielmo di Rubruck, Giovanni da Pian del Carpine e Benedetto Polacco. Nessuno di loro visitò la Cina tranne Marco Polo. Il mercante marocchino Ibn Battuta viaggiò con l'Orda d'Oro e attraversò la Cina nella prima metà del XIV secolo. L'autore inglese, del XIV secolo, John Mandeville scrisse un resoconto dei suoi viaggi in Oriente. I viaggiatori talvolta menzionano volutamente i tappeti, ma solo i lussuosi tappeti che vedevano nelle corti reali sembrano aver attirato maggiore interesse.
Verso la fine del XII secolo, la Repubblica di Venezia, posizionata strategicamente alla testa dell'Adriatico, divenne un fiorente centro commerciale. Nel 1204, Enrico Dandolo, Doge di Venezia, guidò il contingente veneziano nella Quarta crociata che finì con il Sacco di Costantinopoli e stabilì la predominanza veneziana nel commercio tra l'Europa occidentale e il mondo islamico. Appaiono segnalazioni occasionali su tappeti acquistati a Venezia. In una serie di lettere from Venice dated 18 August - 13 October 1506, il pittore rinascimentale Albrecht Dürer menzionò, tra gli altri beni di lusso, "due graziosi e grandi tappeti" che aveva comprato per un amico. Inizialmente oggetti di rappresentanza e prestigio, i tappeti orientali diventarono accessibili a gruppi sempre più ampi di cittadini europei con la crescente ricchezza e influenza delle famiglie di mercanti. Inventari e testamenti di cittadini veneziani, trovati negli archivi, documentano un'ampia collezione di tappeti.
I tappeti orientali sono raffigurati in un gran numero di dipinti del Rinascimento. Dalla fine del XIX secolo, sono stati fatti dei tentativi per determinare la data in cui vennero tessuti determinati tappeti, identificati con disegni simili a quelli riprodotti nei dipinti. Poiché un tappeto non avrebbe potuto essere tessuto più tardi di quanto non fosse apparso in un dipinto, l'età di un tappeto può essere valutata con il metodo ""ante quem"". Tuttavia, gli scienziati che hanno stabilito il metodo si sono presto resi conto che il loro approccio era parziale, poiché si concentrava su tappeti di rappresentanza. Solo questi erano ritenuti degni di essere riprodotti dagli artisti. I tappeti di villaggio o dei nomadi non erano raffigurati in dipinti che miravano a rappresentare la dignità e il prestigio, e fino alla metà del XX secolo, il loro valore storico e artistico non era apprezzato nel mondo occidentale.

### Collezionisti e scienziati: dal tardo XIX secolo ad oggi
Alla fine del XIX secolo, gli storici dell'arte occidentali svilupparono approcci scientificamente produttivi al tappeto orientale. Nel 1871, Julius Lessing pubblicò il suo libro sul disegno del tappeto orientale. Si affidava più ai dipinti europei che all'esame di veri tappeti, perché i tappeti orientali non erano ancora stati collezionati quando scrisse il suo libro, e pensò che non ne fossero sopravvissuti molti. Tuttavia, l'approccio di Lessing si rivelò molto utile per stabilire una cronologia scientifica della tessitura dei tappeti orientali. Il collezionismo di tappeti orientali, come forma d'arte, ebbe inizio negli anni 1880. Ciò venne confermato da due mostre rivoluzionarie. La prima ebbe luogo a Vienna nel 1891, concentrandosi sui tappeti della collezione imperiale della Casa d'Asburgo, ma includendo anche esemplari provenienti da collezioni private. La seconda fu tenuta a Londra nel 1892. Per la prima volta, venne presentato al pubblico il tappeto Ardabil. Nel 1893, il South Kensington Museum (ora Victoria and Albert Museum, consigliato da William Morris, acquistò il tappeto Ardabil, riconosciuto oggi come uno dei migliori tappeti del mondo. L'alto prezzo che doveva essere pagato richiese una sottoscrizione pubblica di denaro, e i tappeti orientali vennero intesi come oggetti di grande valore da un pubblico più vasto.
Nel 1882, Robinson pubblicò un libro sui tappeti orientali, dove vennero esposti i termini analitici che stavano emergendo sulla cultura delle arti decorative relativamente agli elementi del disegno dei tappeti, riconoscendo medaglioni, trafori floreali, bande di nubi o il cosiddetto "modello di nuvole", e volute sui bordi esterni.
Nel 1891 Alois Riegl pubblicò il suo libro Ancient Oriental Carpets. Per la prima volta, i tappeti orientali vennero analizzati nel loro contesto geografico, culturale e sociologico, segnando così la prima volta in cui i tappeti orientali venivano riconosciuti come un'arte a sé stante. Dopo un primo saggio, nel 1892, lo storico dell'arte Wilhelm von Bode pubblicò il suo libro, Vorderasiatische Knüpfteppiche ancor oggi considerato un testo di riferimento. La donazione di Wilhelm von Bode della sua collezione di tappeti al Museo di Berlino nel 1904-1905 fu la base del Museo islamico di Berlino, oggi Museo di Pergamo. Con Wilhelm von Bode come suo primo direttore, i suoi successori Friedrich Sarre, Ernst Kühnel e Kurt Erdmann crearono e fondarono la "Scuola di Berlino" di storia dell'arte islamica. Svilupparono il metodo "ante quem" per la datazione basata sui dipinti del Rinascimento, riconobbero i "quattro strati sociali" della produzione dei tappeti (nomade, villaggio, città e produzione di corte) con i loro diversi approcci al disegno e alla stilizzazione, e stabilirono il metodo di analisi strutturale per determinare il quadro storico delle tradizioni di tessitura di tappeti all'interno del mondo islamico, visto da una prospettiva occidentale.
La mostra londinese del 1892, in particolare l'esposizione del tappeto Ardabil, portò ad un crescente interesse nel collezionare tappeti orientali da parte di collezionisti privati, che, soprattutto negli Stati Uniti, iniziarono anche ad esporre pubblicamente le loro collezioni. Più tardi, i collezionisti privati donarono le loro collezioni ai musei. Collezionisti statunitensi e filantropi (Charles Yerkes, John Pierpont Morgan, Joseph L. Williams, James F. Ballard, Benjamin Altman, John Davison Rockefeller Jr., George H. Myers e Joseph V. McMullan) donarono, o lasciarono in eredità, le loro collezioni al Metropolitan Museum of Art di New York. James F. Ballard donò sia al Metropolitan Museum of Art, sia al St. Louis Art Museum. George Hewitt Myers donò la sua collezione privata per costituire il Textile Museum, a Washington.
La prima grande esposizione di tappeti orientali negli Stati Uniti si tenne a Chicago nel 1893. Altre mostre vennero poi organizzate dal Detroit Institute of Arts, nel 1922, la Ballard Exhibition all'Art Club of Chicago, nel 1922, e ancora all'Art Club di Chicago nel 1926, culminando nella Fiera mondiale di New York del 1926.
Molti dei venditori che allestirono gli stand in queste mostre aprirono poi gallerie nelle principali città statunitensi. A New York, la maggior parte di questi negozi erano gestiti da immigrati armeni e concentrati nella zona bassa e mediana di Manhattan. All'inizio del secolo, i negozi più famosi appartenevano a Dikran Kelekian, Hagop Kevorkian, S. Kent Costikyan e H. Michaelyan. Nel 1932, un gruppo di collezionisti e appassionati di tappeti, tra cui Arthur Dilley, Joseph McMullan e Maurice Dimand, allora curatore del Metropolitan Museum of Art, fondarono lo Hajji Baba Club. Con le loro mostre e pubblicazioni, contribuirono, sin da allora, alla conoscenza e all'apprezzamento dei tappeti orientali.

## Collezioni importanti
- Il Museo Mevlana a Konya, espone gli antichi tappeti trovati in Anatolia nell moschee di Alâeddin a Konya e di Eşrefoğlu a Beyşehir, in provincia di Konya
- Il Museo di arte turca e islamica di Istanbul, insieme al Museo Vakıflar detiene, presumibilmente, la più grande collezione di tappeti anatolici del mondo.
- Vakıflar Halı Museum, Istanbul[133]
- Museo del tappeto dell'Iran, Teheran[134]
- Museo d'arte islamica, Doha
- Collezione Al-Sabah nel museo Dar al-Athar al-Islamiyyah, Kuwait.[25][135]
- Museo del Tappeto dell'Azerbaigian, Baku
- Metropolitan Museum of Art, New York (Collezioni J. McMullan e J.F. Ballard )
- Museo tessile di Washington, Washington D.C., riaperto nel 2015[136]
- Museo d'arte di Saint Louis, collezione J.F. Ballard
- Museo d'arte di San Francisco[107]
- Museum für angewandte Kunst, Vienna, mostra dei tappeti riaperta nel 2014[137][138]
- Museo di Pergamo, Berlino,[20]
- Museo d'arte applicata, Budapest
- Museo nazionale Brukenthal, Sibiu, Romania. Tappeti ottomani anatolici ("Transilvania")[139]
- Victoria and Albert Museum, Londra (tappeto Ardabil)
- Musée du Louvre, Parigi
- Musée des Arts Décoratifs, Parigi
- Musée des Tissus et des Arts Décoratifs, Lione
- Museo Poldi Pezzoli, Milano (tappeto Hunting)[140]
- Miho Museum, Giappone (tappeto con animali "Sanguszko")

## Galleria d'immagini
Tappeti anatolici

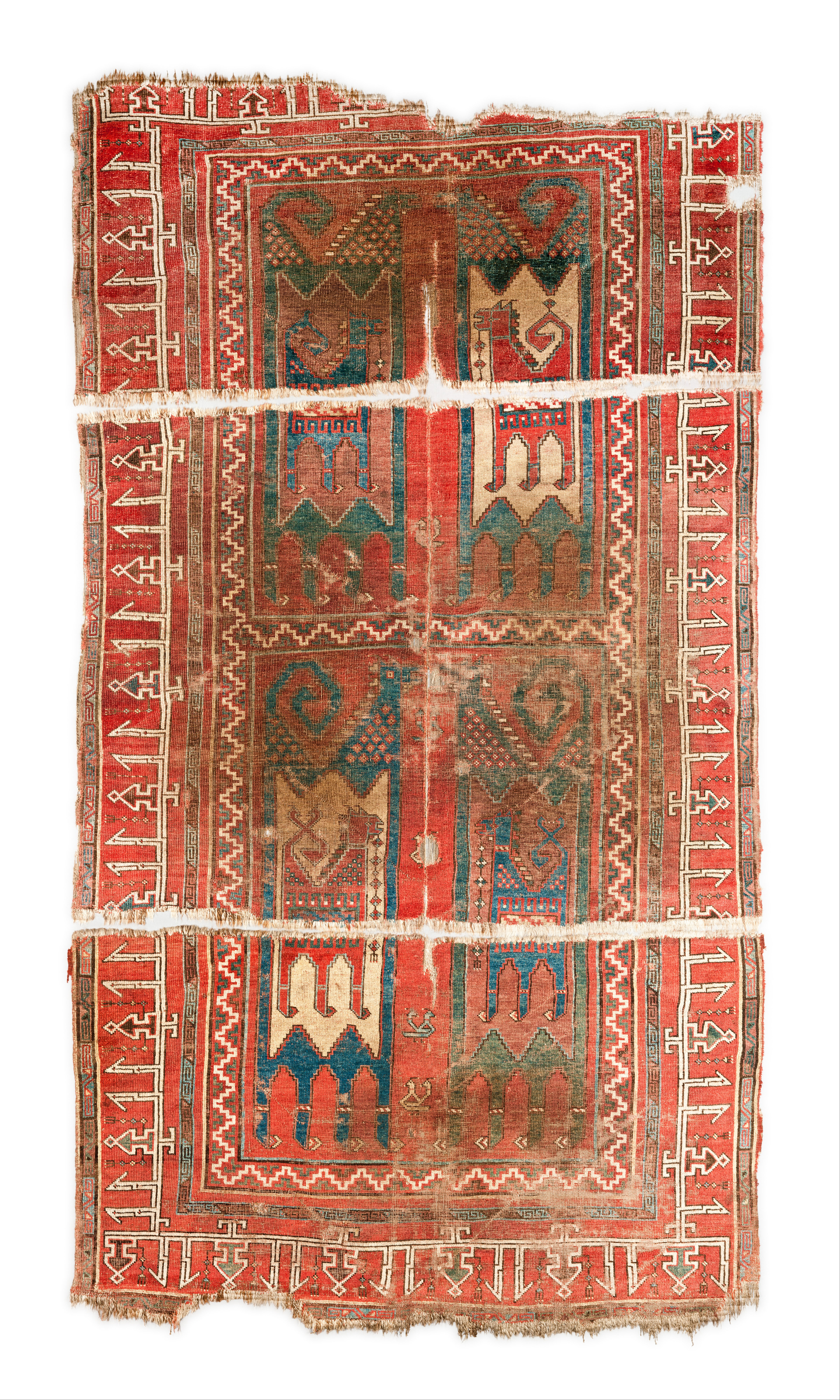
Tappeto con animali, Turchia, datato all'XI-XIII secolo, Museum of Islamic Art, Doha
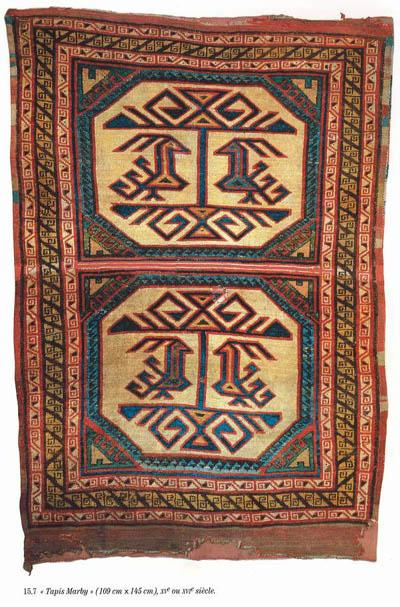
Tappeto con animali, circa 1500, trovato nella chiesa di Marby, Jämtland, Svezia. Lana, 160 x 112 cm., Swedish History Museum, Stoccolma
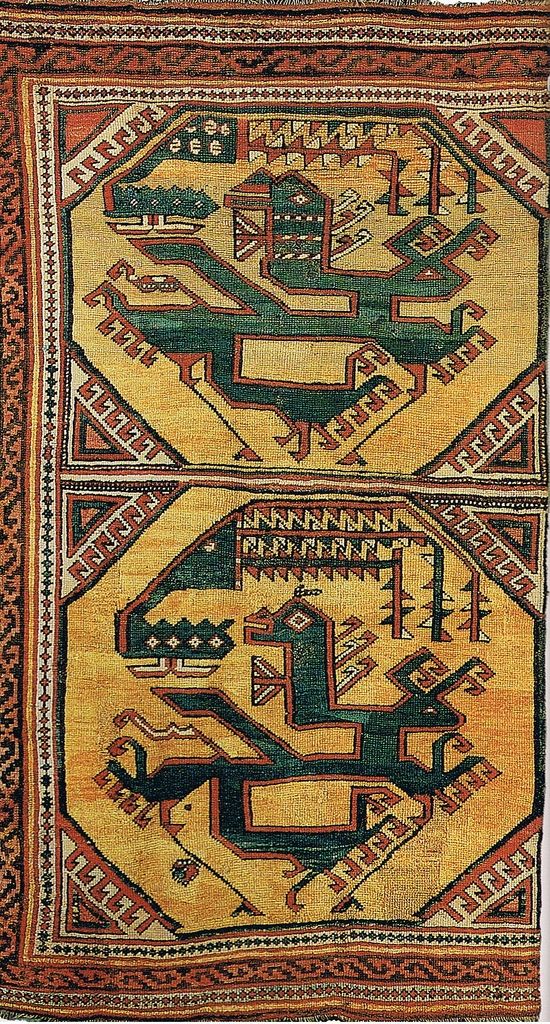
Tappeto con fenice e dragoni, 164 x 91 cm., Anatolia, circa 1500, Pergamon Museum, Berlino, Inv. No. I.4
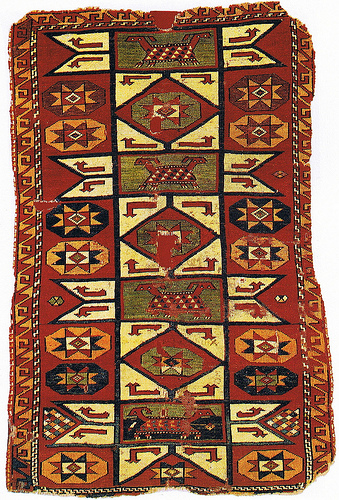
Tappeto anatolico con animali, 1500 o prima, la, nodi simmetrici. Pergamon Museum, Berlino, Inv. No. KGM 1885, 984
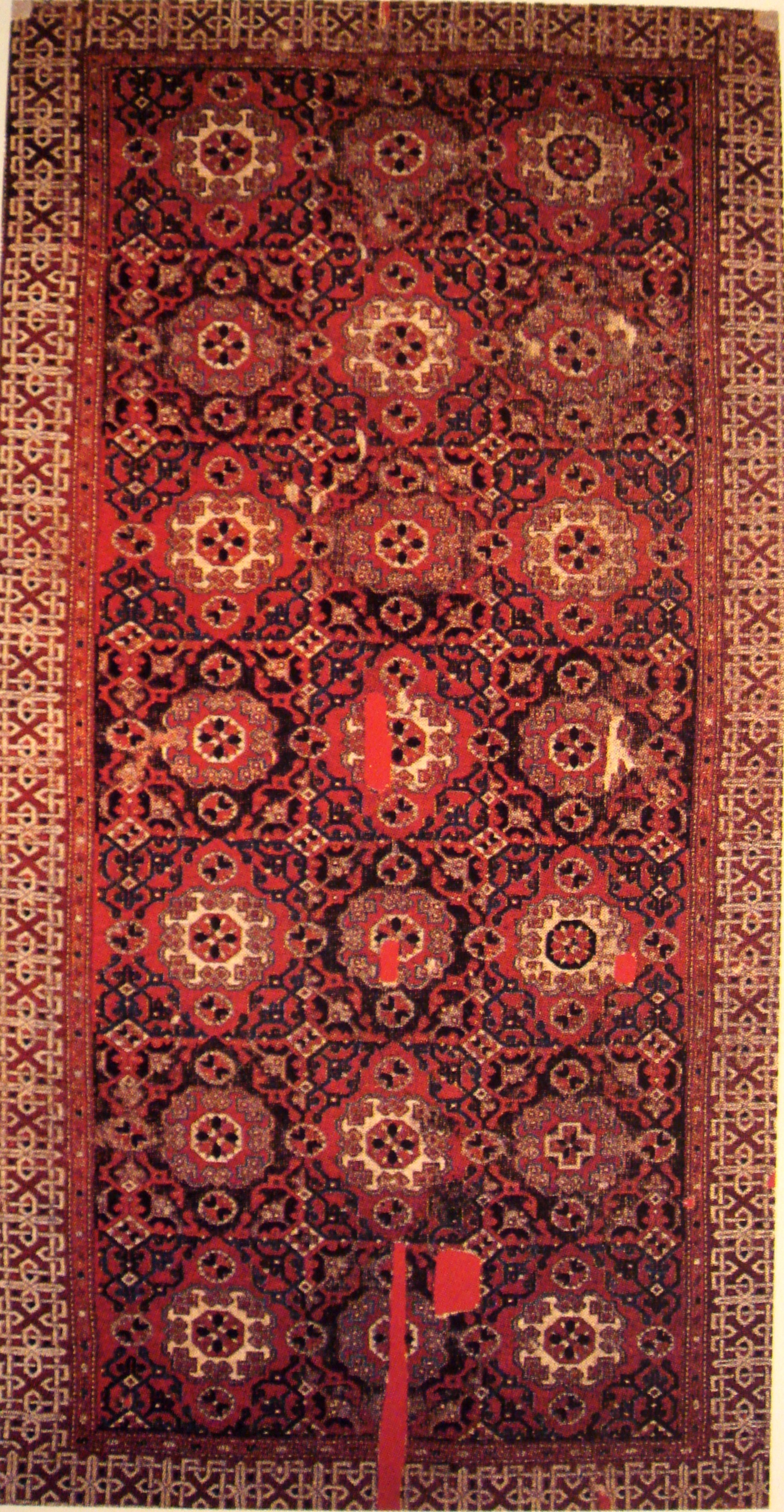
Tappeto Holbein tito I a piccoli disegni, ovest dell'Anatolia, XVI secolo.
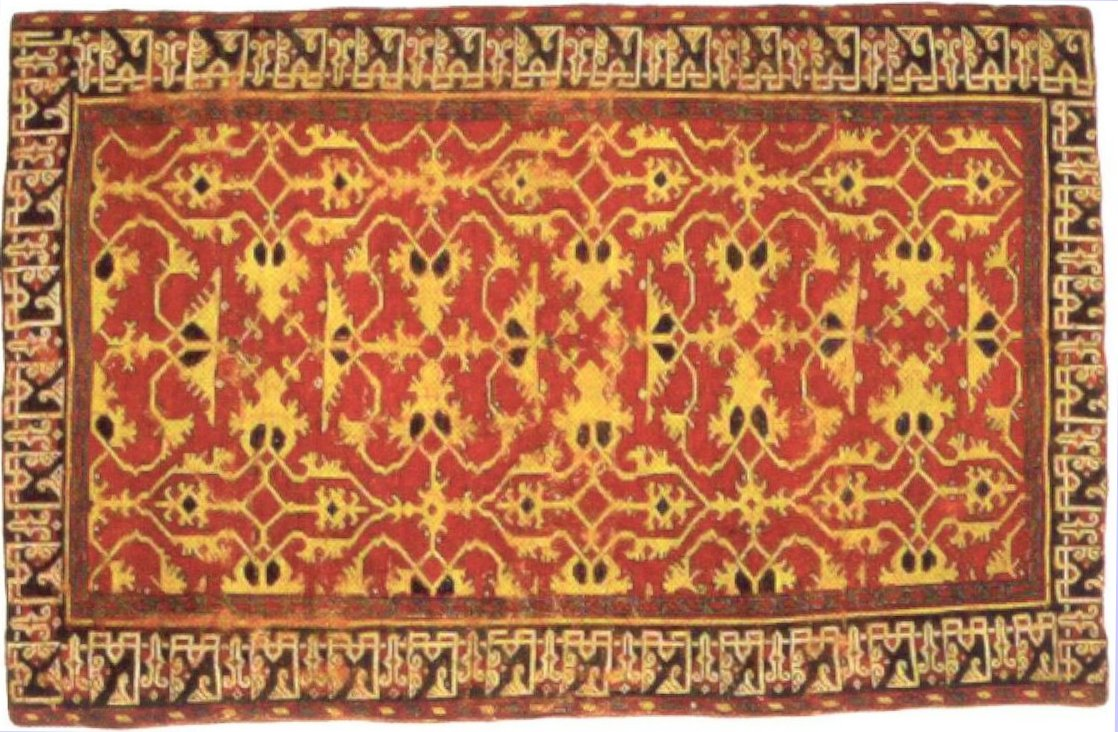
Ovest dell'Anatolia, tappeto Lotto, XVI secolo, Saint Louis Art Museum.
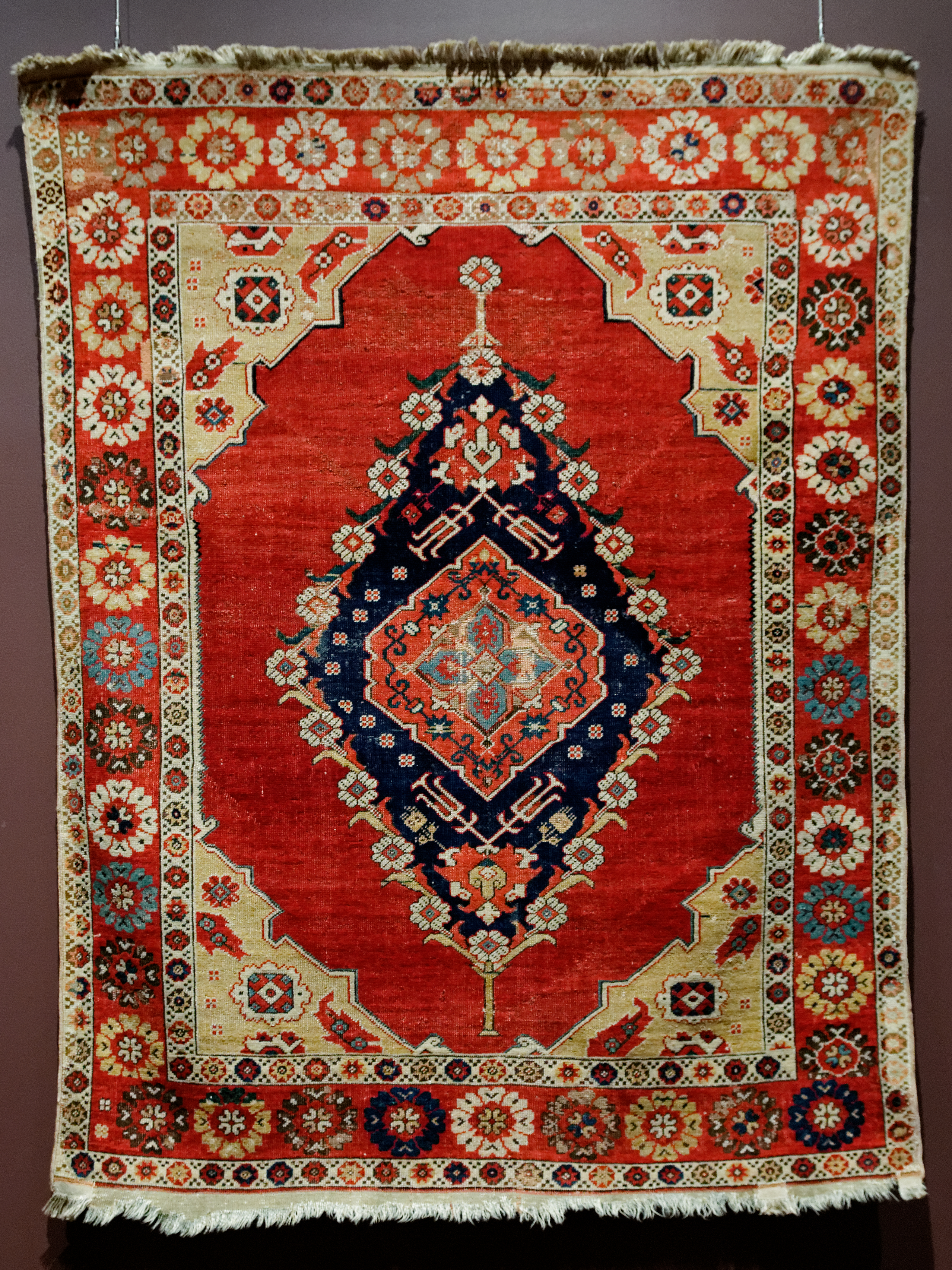
Tappeto transilvanico a "doppia nicchia", Metropolitan Museum of Art, New York
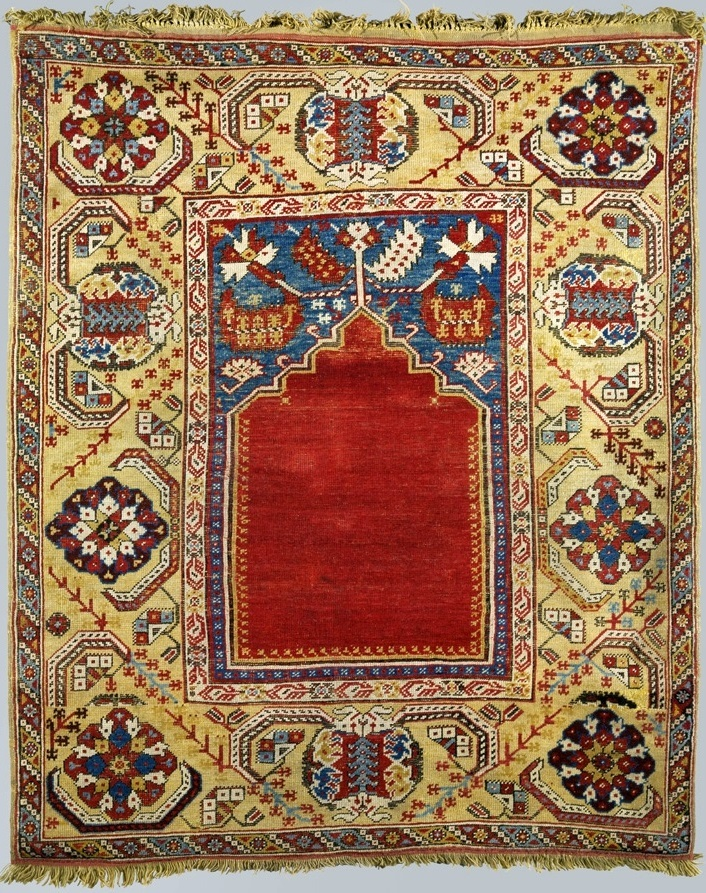
Tappeto da preghiera turco del XVIII secolo, sud-ovest della Turchia (regione di Milas); Museo nazionale, Varsavia

Tappeti persiani

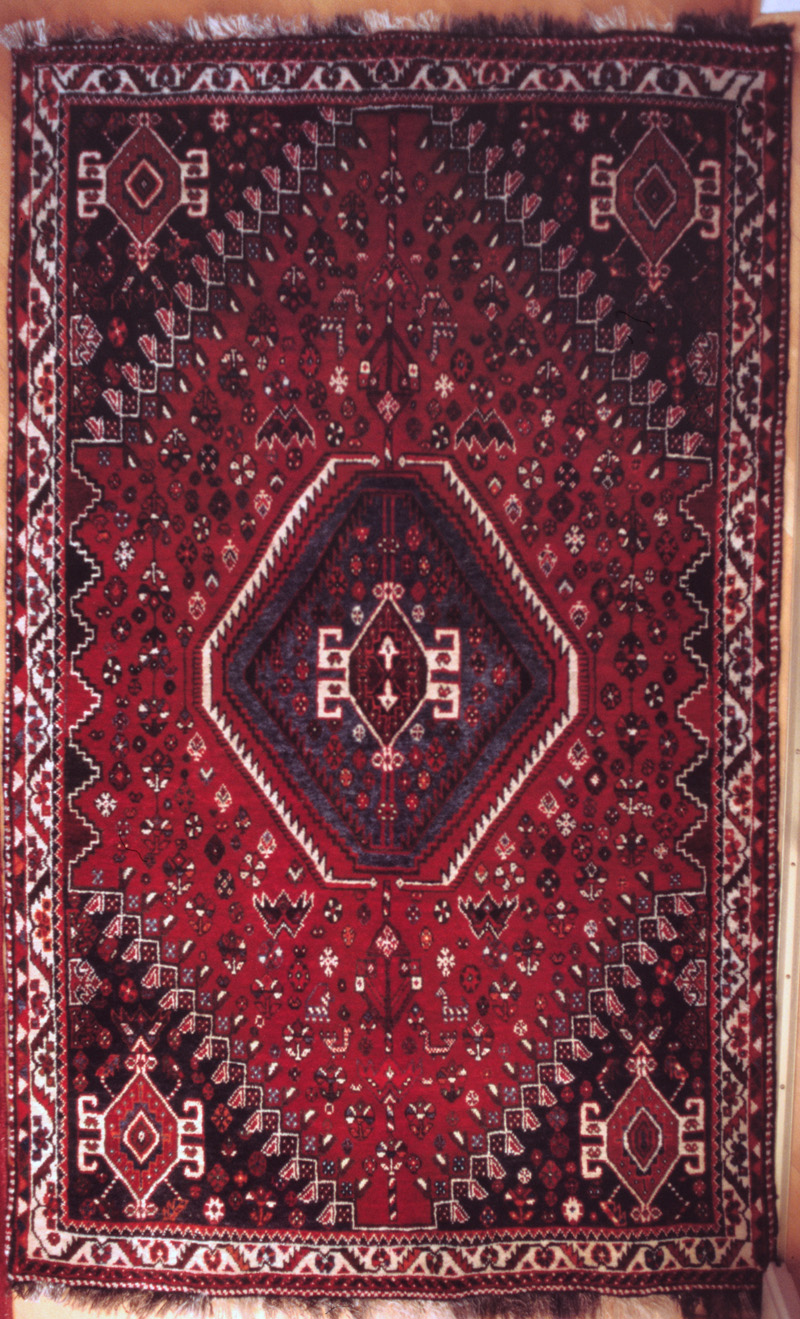
Tappeto di nomadi Ghashghai
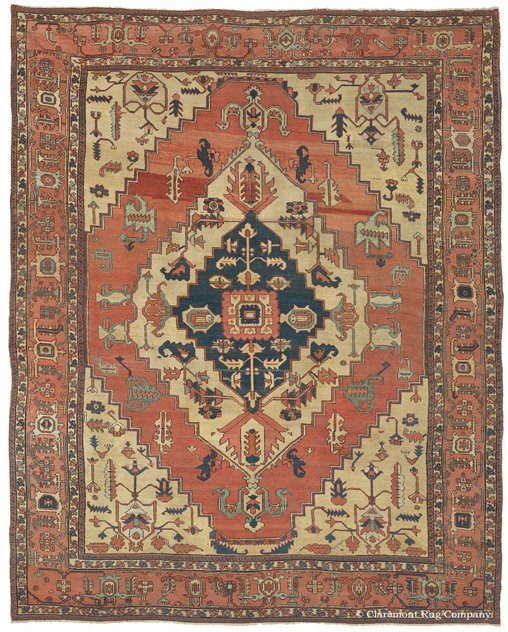
Antico tappeto Serapi, regione di Heriz, nord-ovest della Persia, 300 x 380 cm., circa 1875
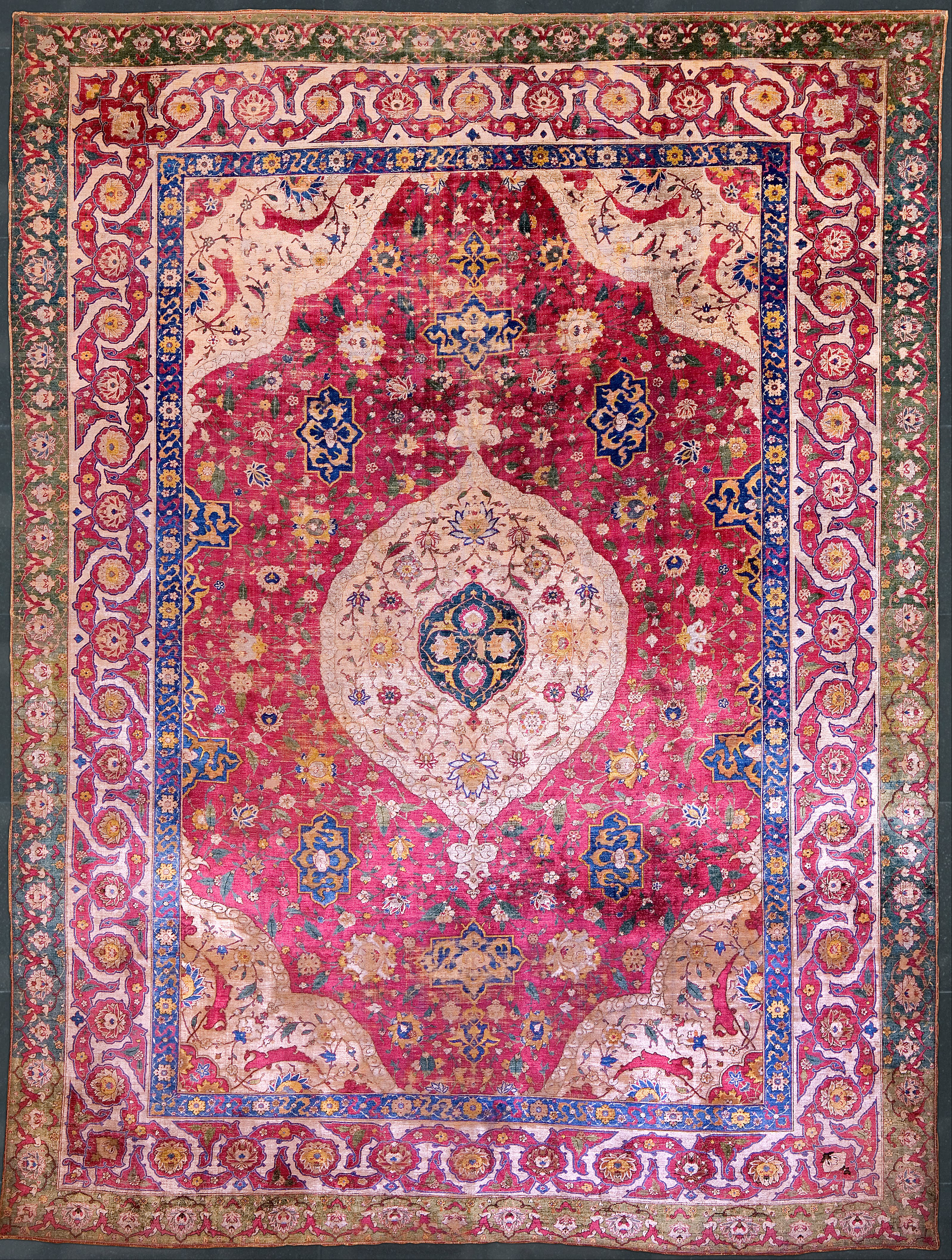
Il piccolo tappeto a medaglione di seta Rothschild, metà del XVI secolo, Museum of Islamic Art, Doha
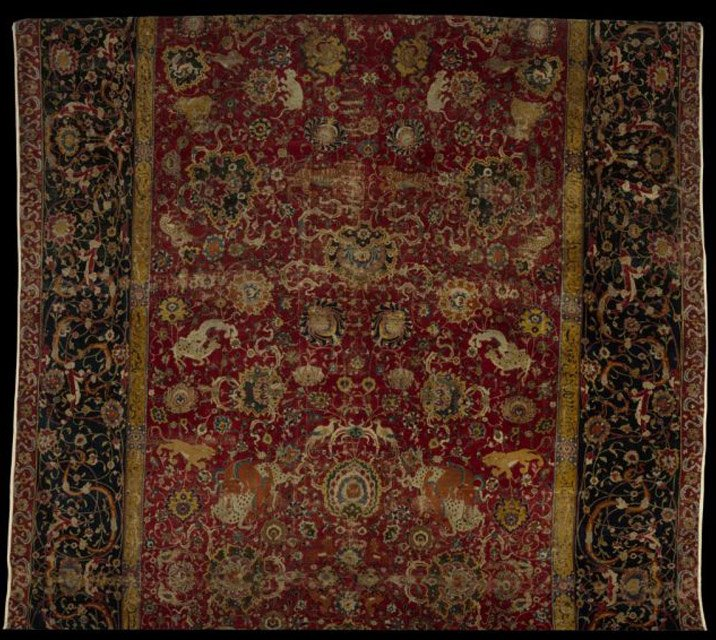
Tappeto dell'imperatore (dettaglio), seconda metà del XVI secolo, Iran. Seta (ordito e trama), lana (filo); nodi asimmetrici, 759.5 x339 cm. Metropolitan Museum of Art, New York
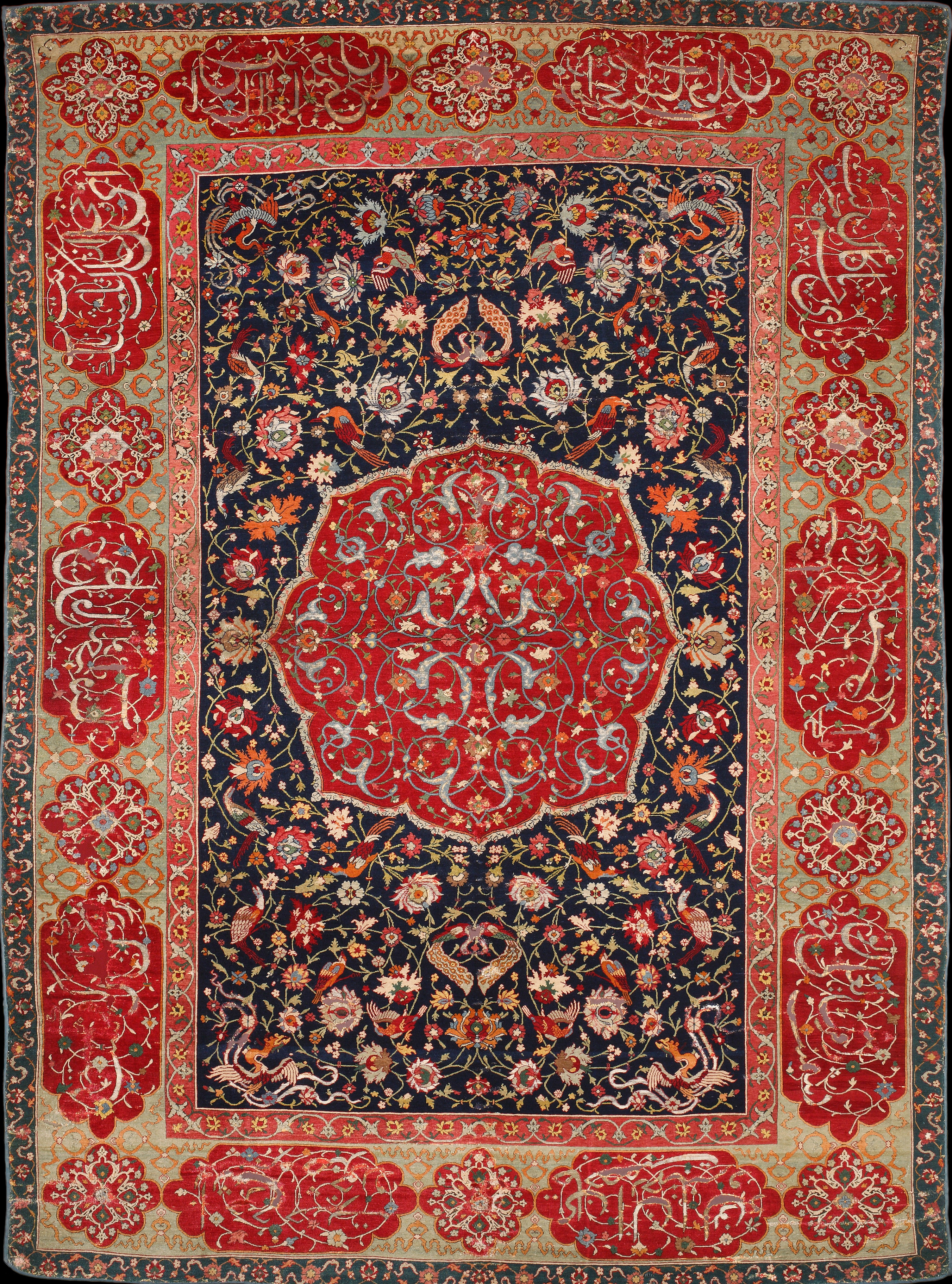
Cosiddetto tappeto Salting, lana, seta e metalli preziosi. Circa 1600.
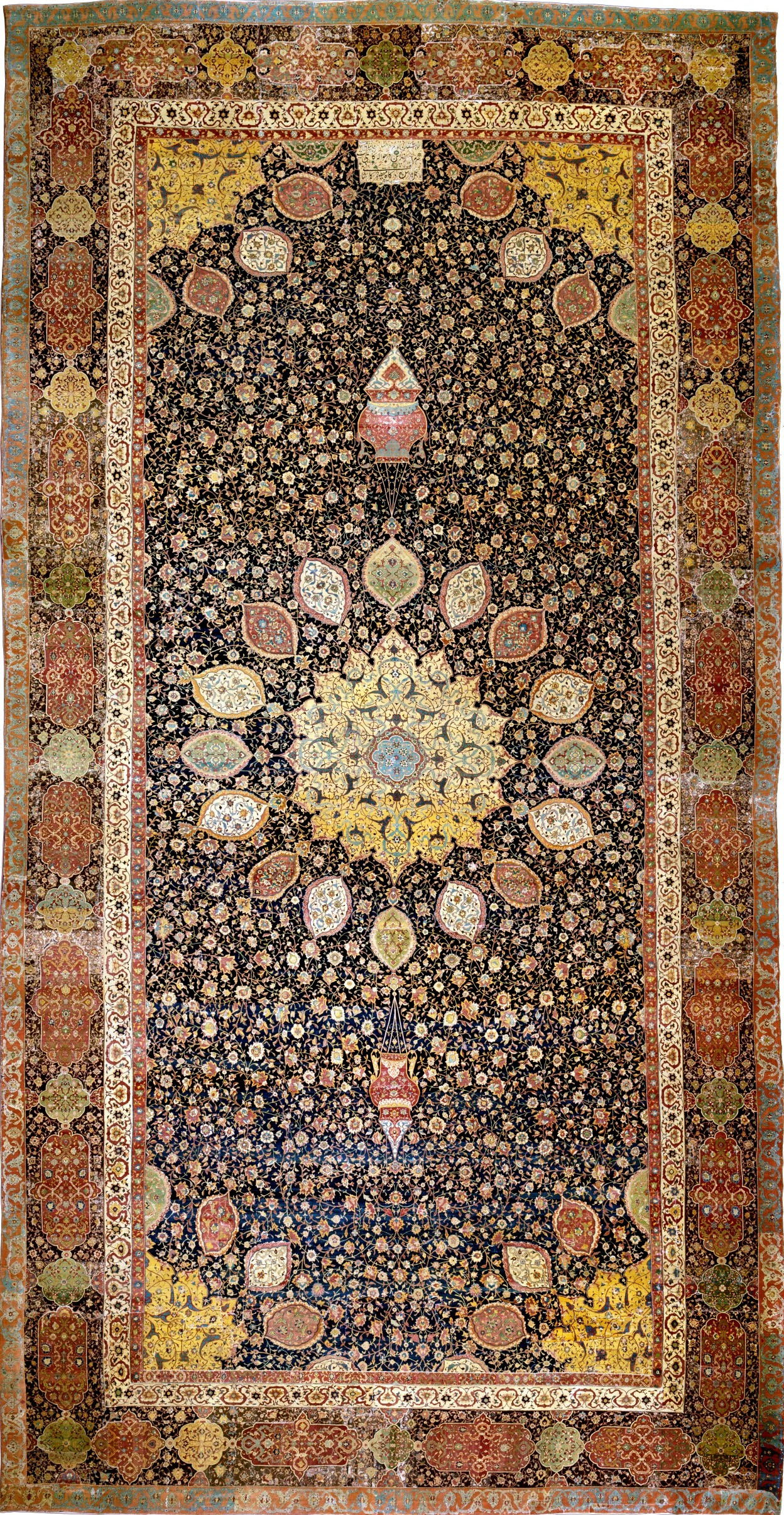
Tappeto Ardabil, Persia, metà del XVI secolo. V&A Museum no. 272-1893. © Victoria and Albert Museum, Londra
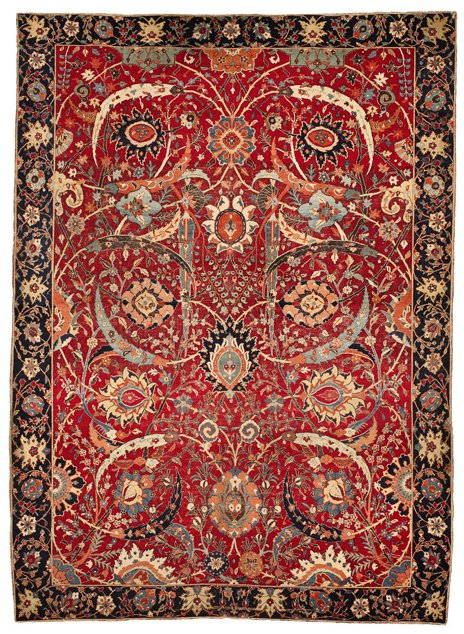
Il Clark Sickle-Leaf, tappeto con viti e palmette, probabilmente Kerman, XVII secolo

Tappeti caucasici

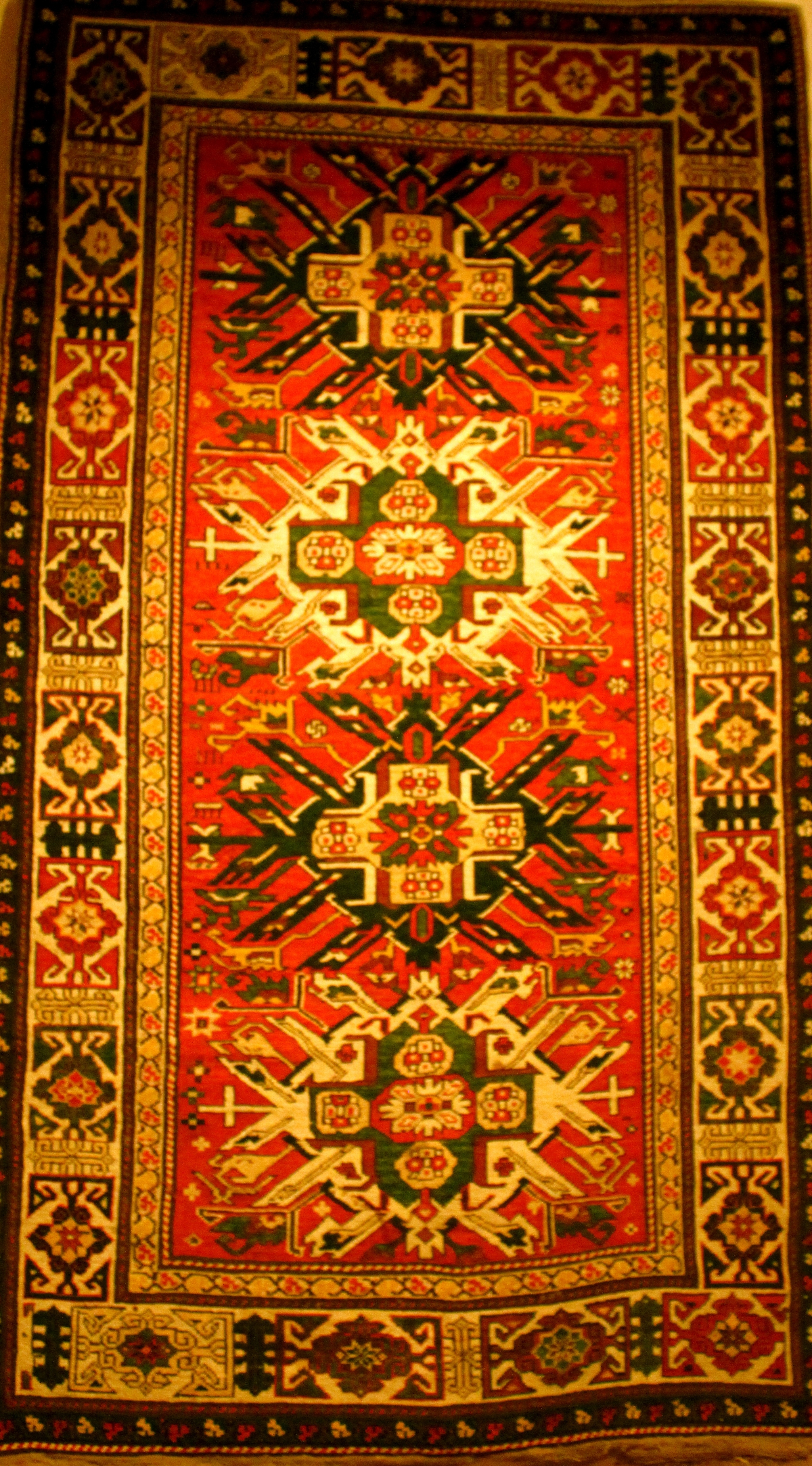
Tappeto Gövhər (Gohar), Karabakh Azerbaigian, XVII secolo
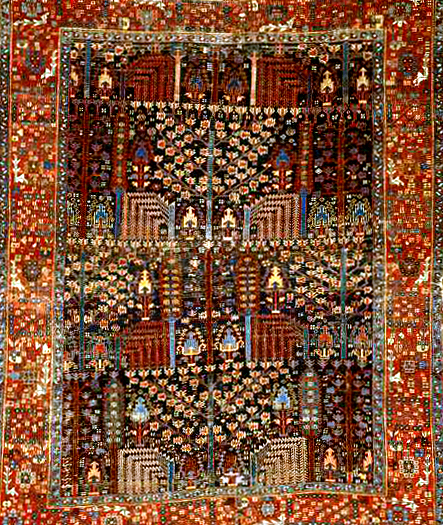
Tappeto Karaja
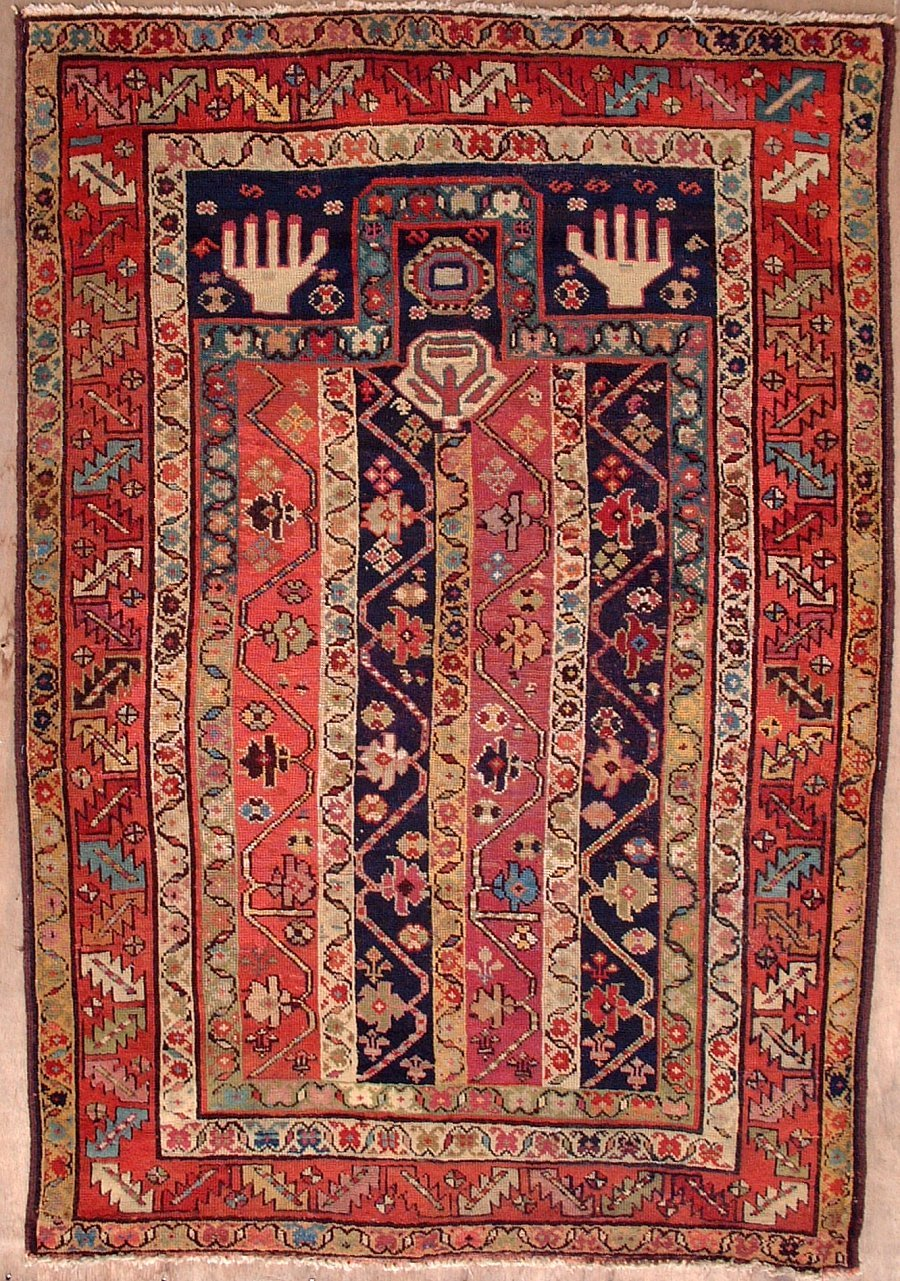
Tappeto da preghiera Shirvan
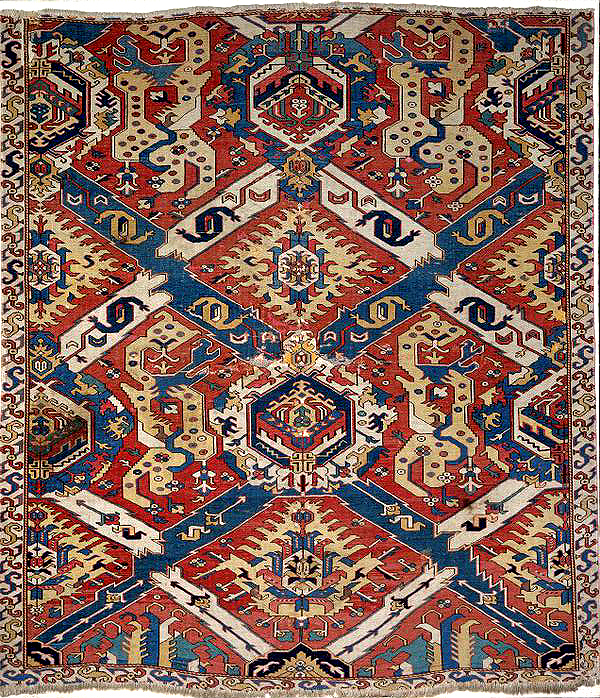
Tappeto dragone con svastiche, XVII secolo. Shirvan o Karabakh, odierno Azerbaigian.
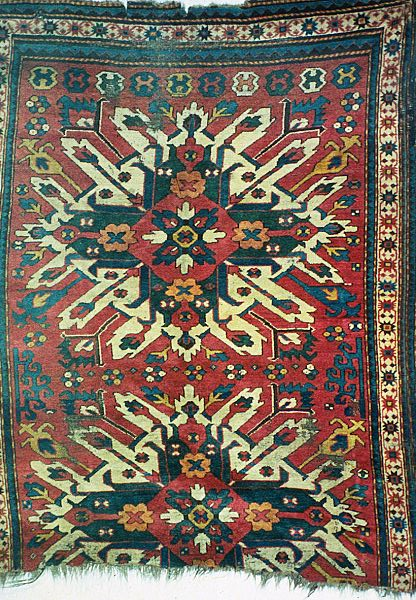
Tappeto armeno "aquila" o "sole tra le nuvole"
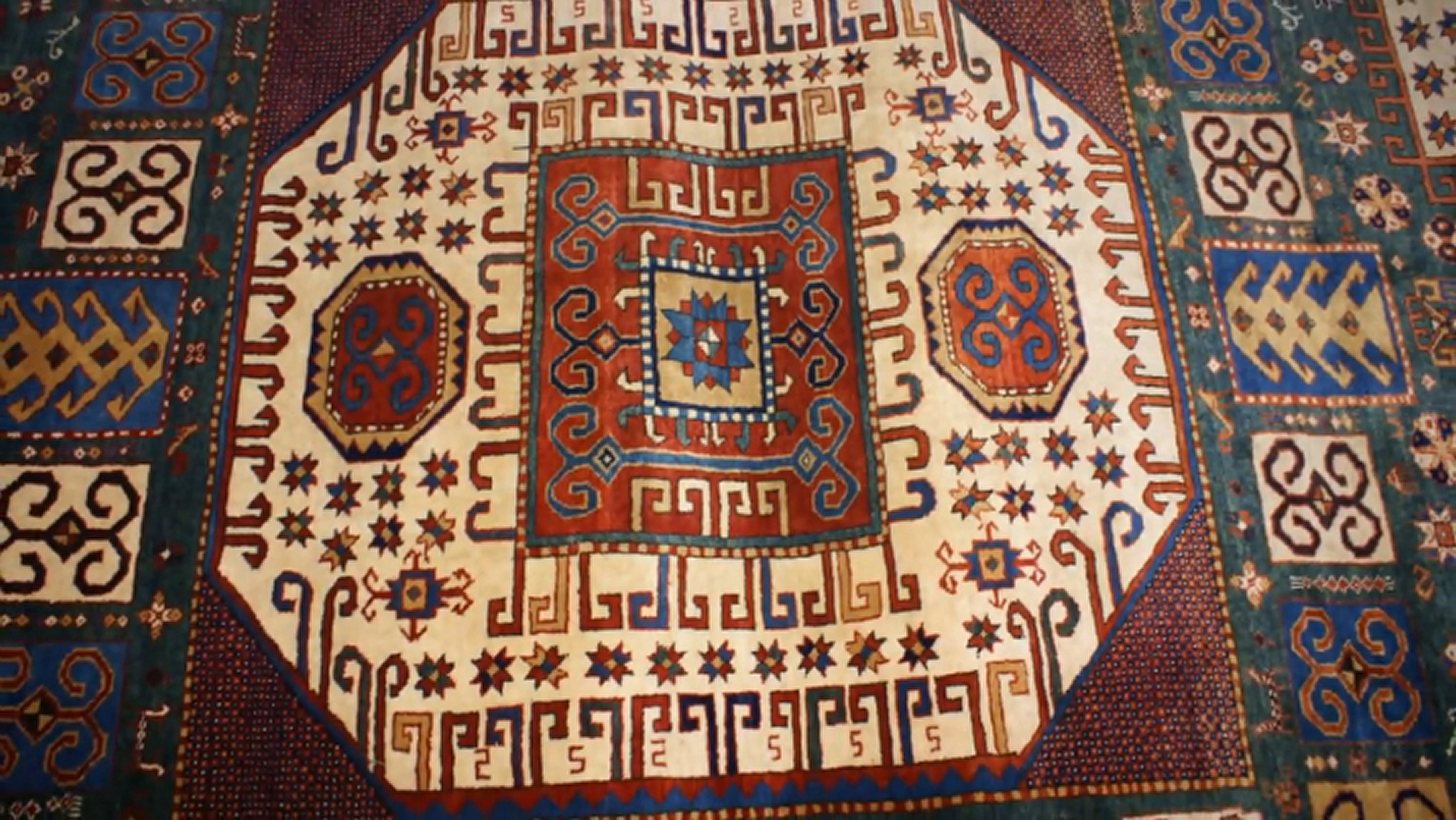
Tappeto tradizionale a pelo di Shirvan

Tappeti turkmeni

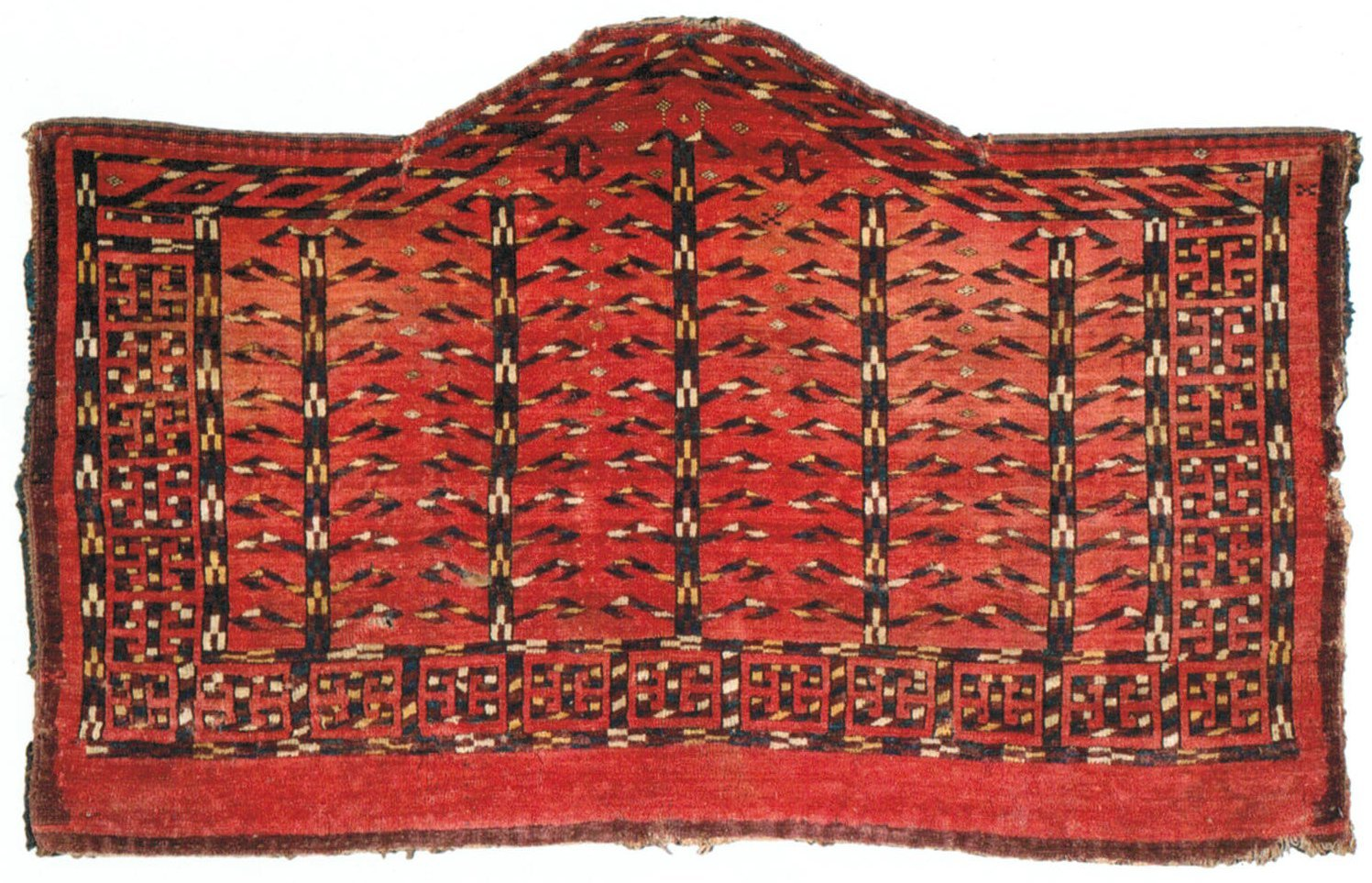
Gualdrappa per cammello "Cinque alberi" Yomud  (Asmalyk), Turkmenistan, XVIII-XIX secolo, 75 x 124 cm
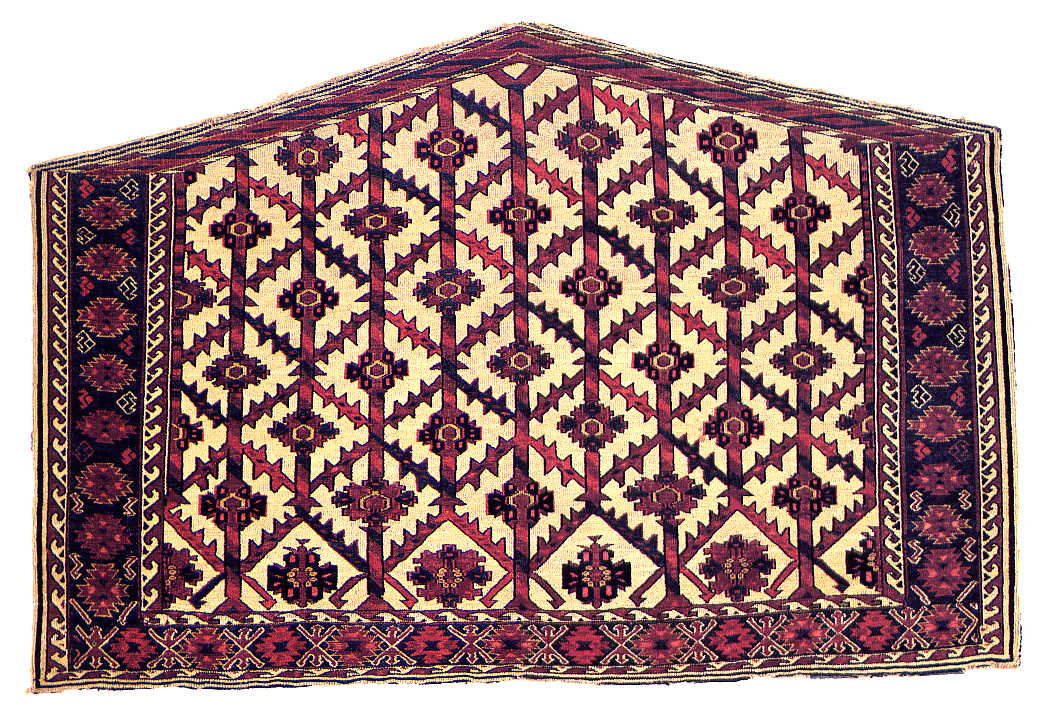
Yomud asmalyk
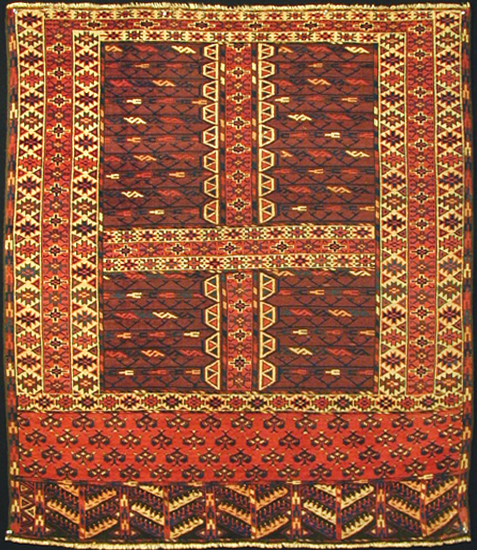
Copri porta di tenda Yomud (ensi)
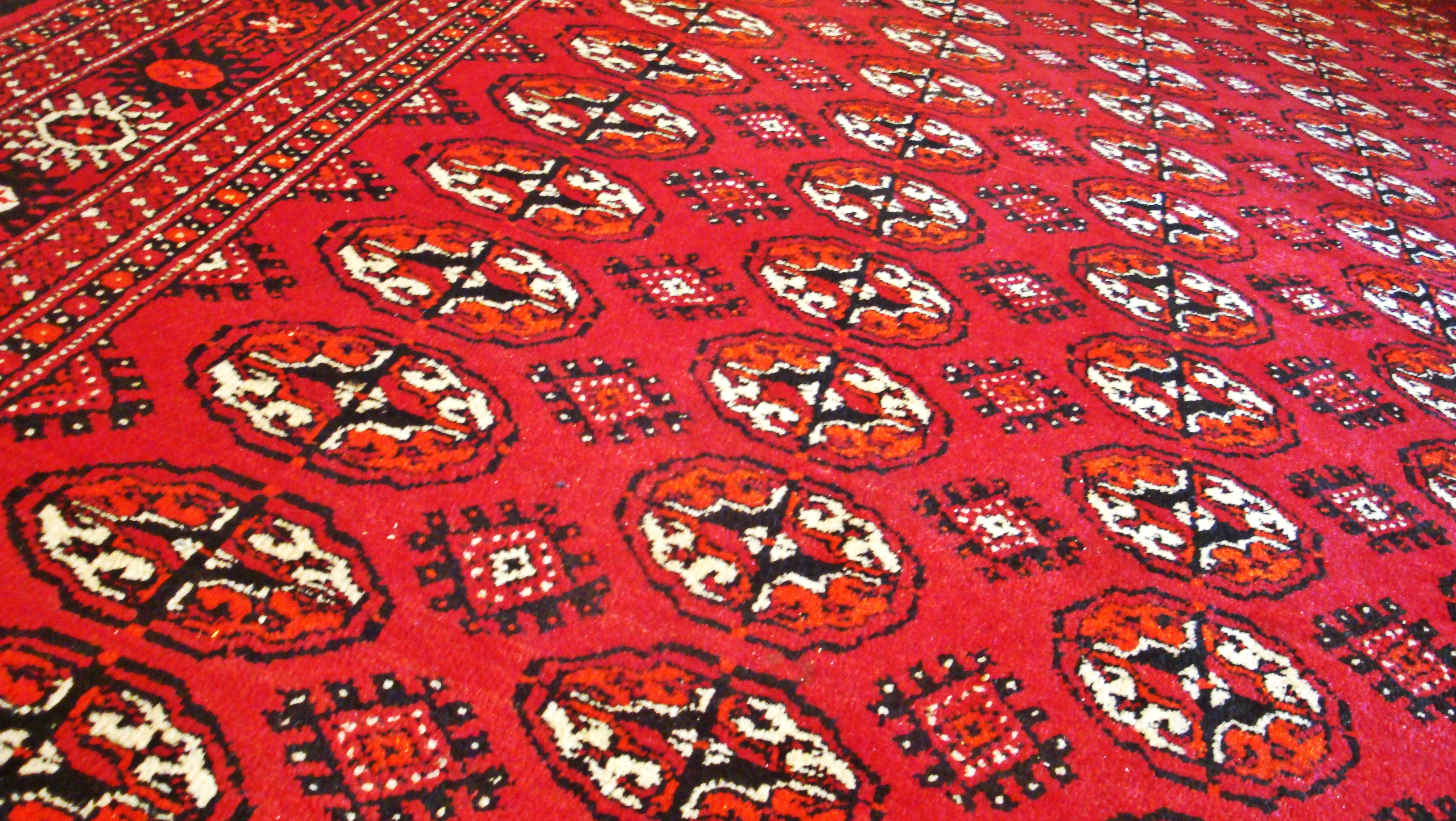
Tappeto russo "Bokhara", grande misura (Halı), con disegni turkmeni
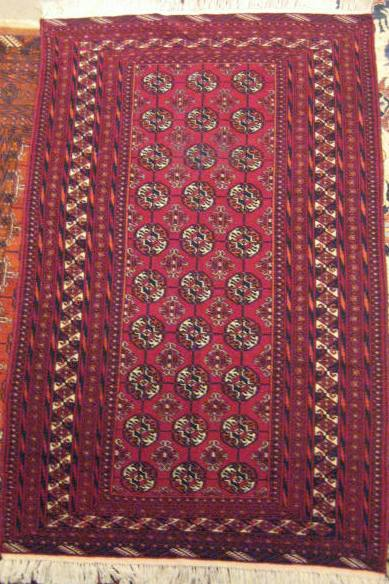
Tappeto russo "Bokhara", grande misura (Halı), con disegni turkmeni

Tappeti indiani

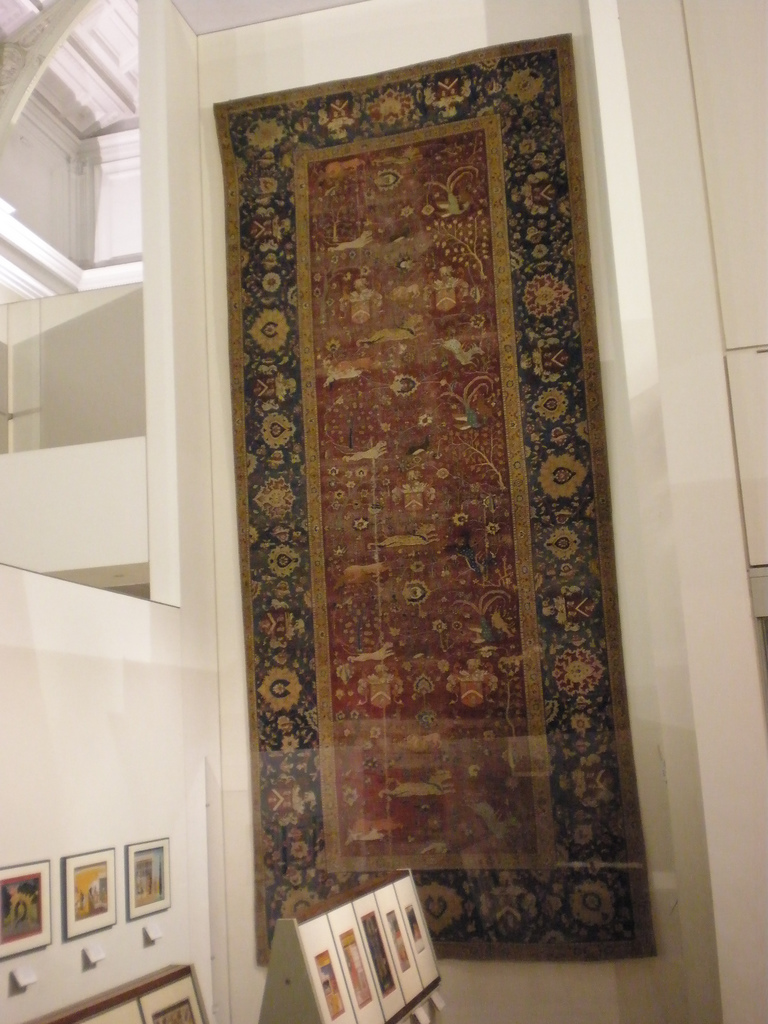
Tappeto moghul con stemma della famiglia Fremlin intessuto, Victoria and Albert Museum
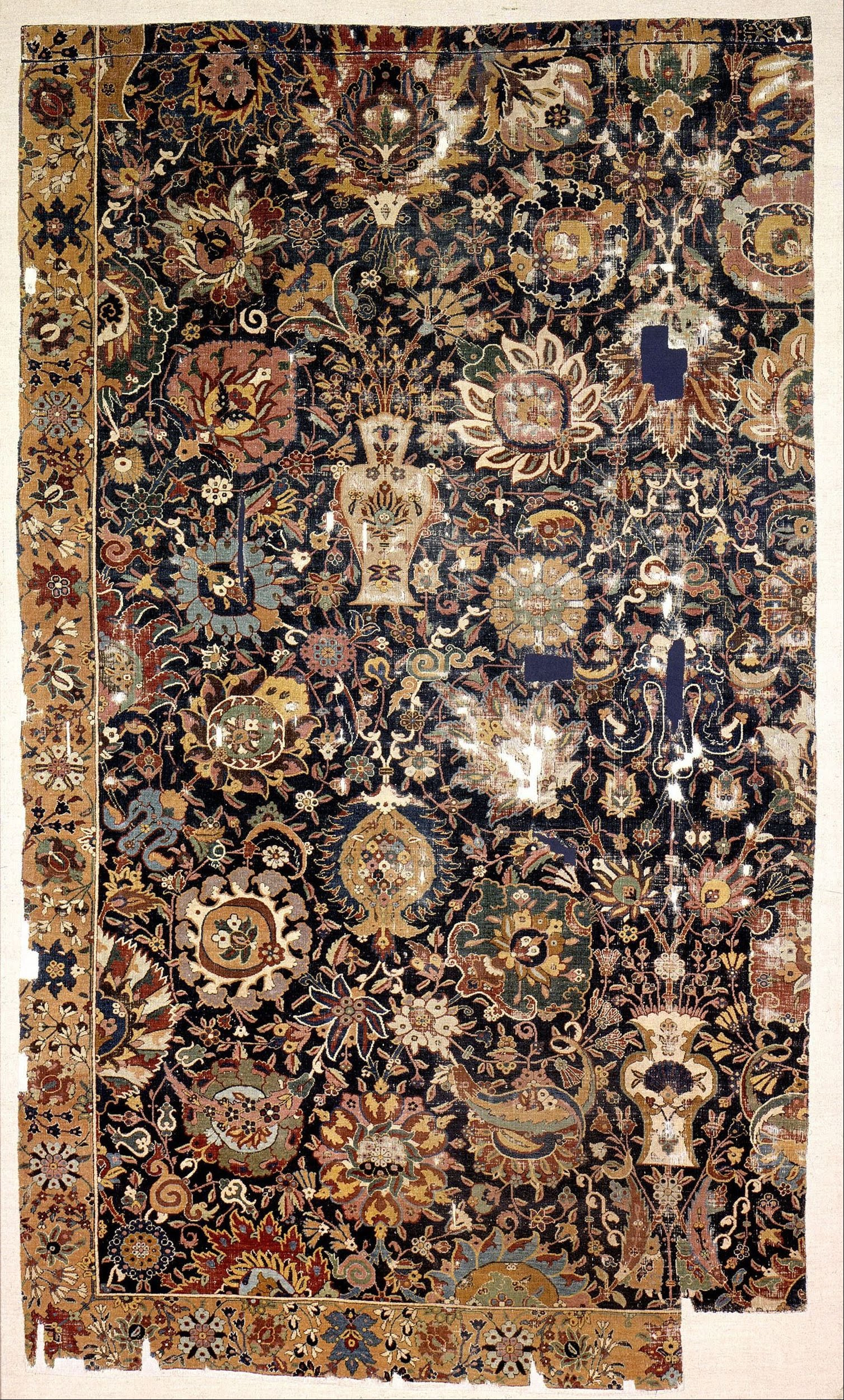
Tappeto moghul con disegno vaso
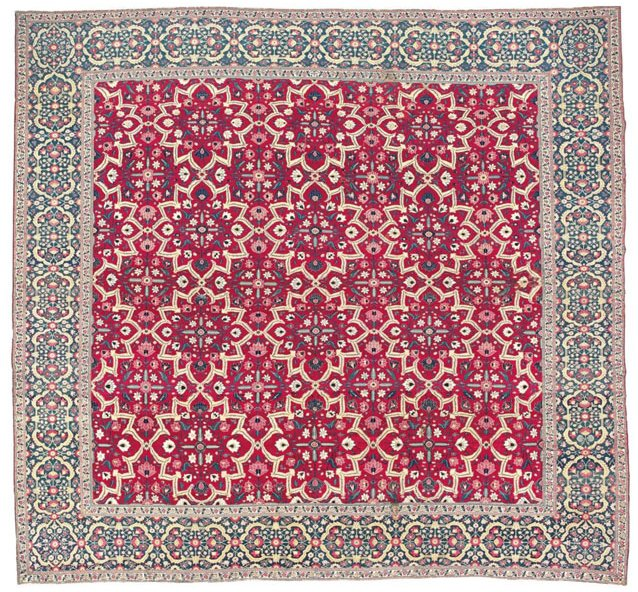
Tappeto Millefleur Star-Lattice, XVII-XVIII secolo, Moghul India
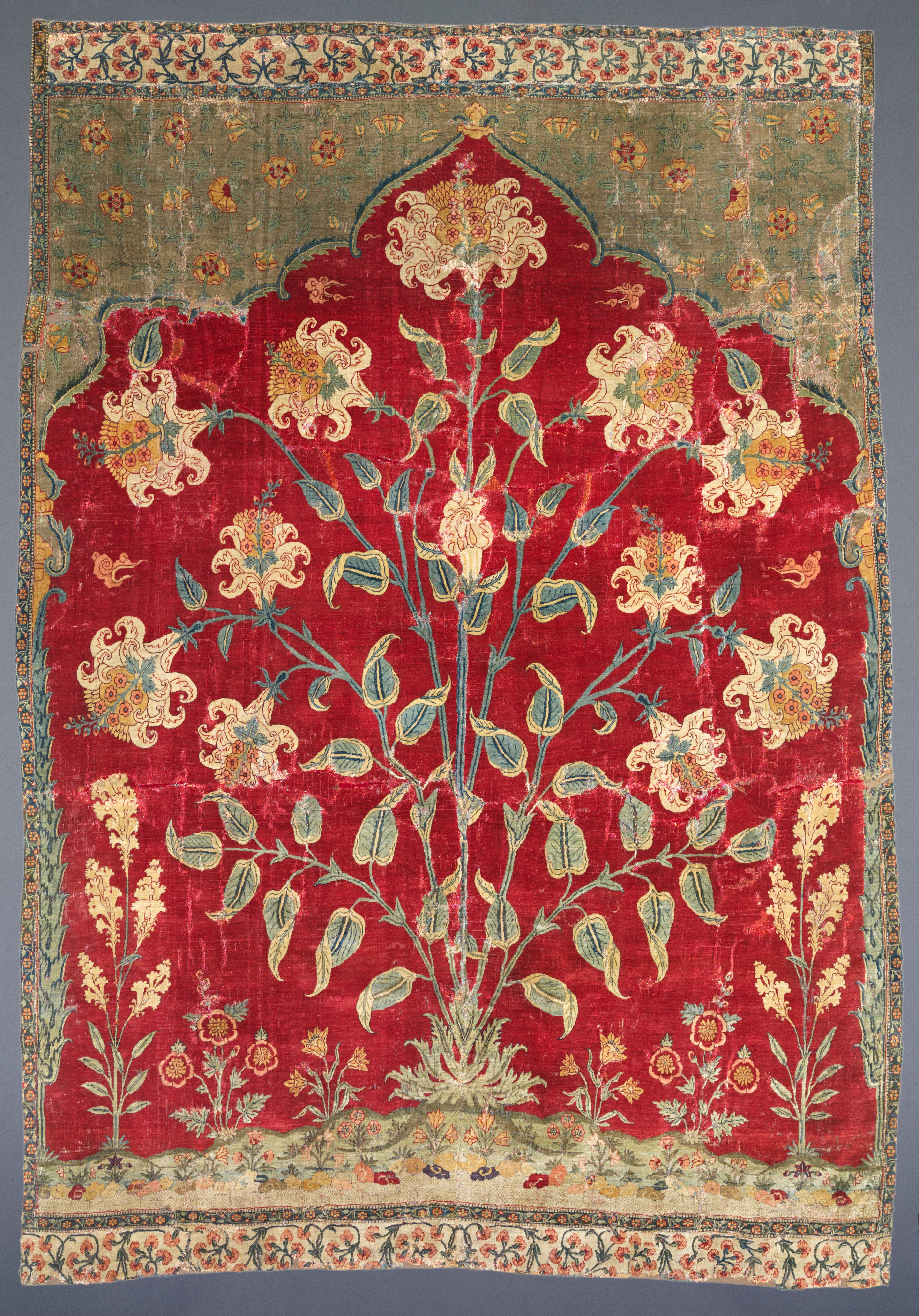
Ignoto, India - Frammento di tappeto Saf
Ignoto, India, XVII secolo - Tappeto Kevorkian Hyderabad

Tappeti cinesi

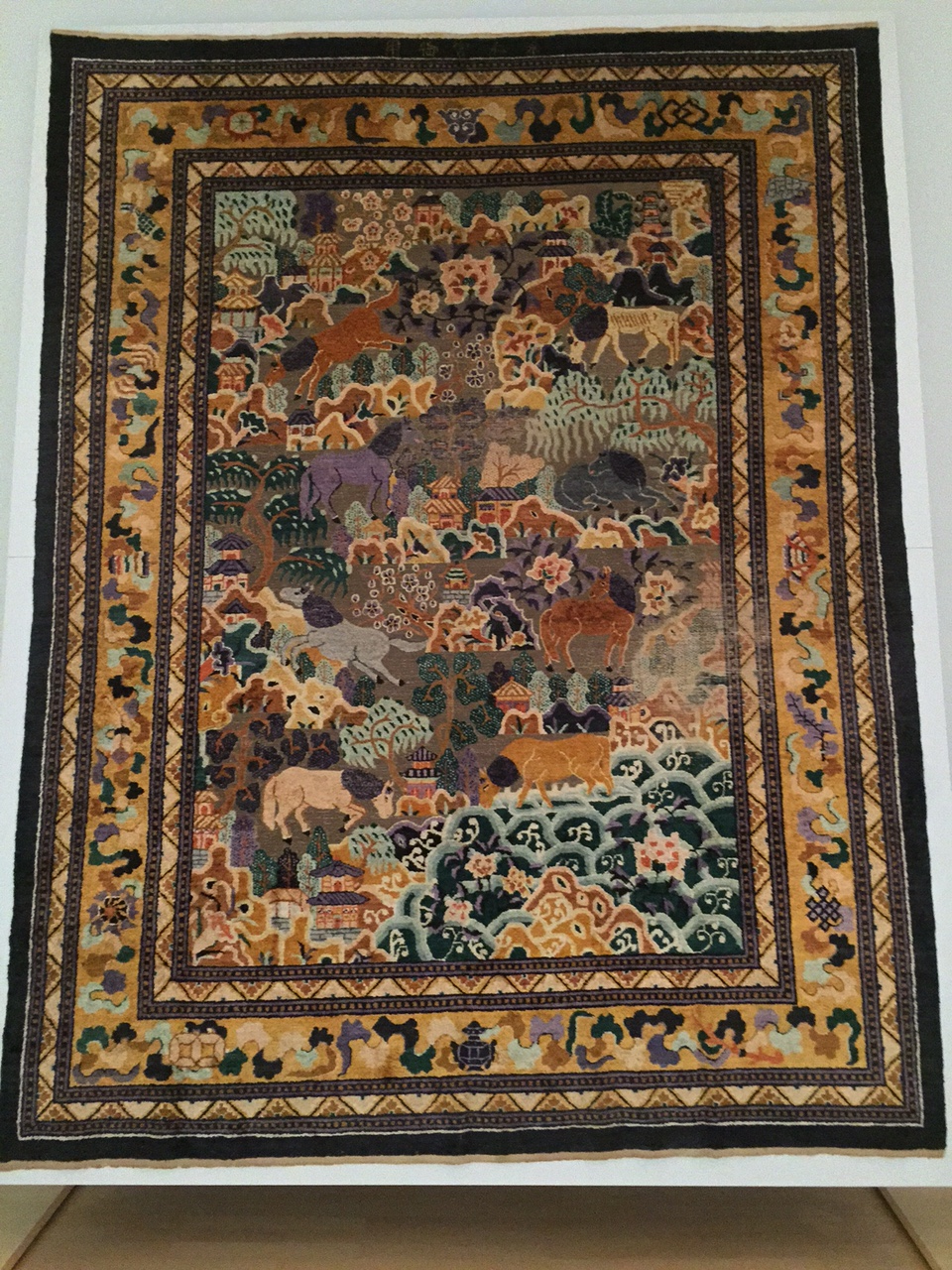
Tappeto cinese imperiale raffigurante "Gli otto cavalli del Re Mu". Cina, XIX secolo, Museum für Kunst und Gewerbe
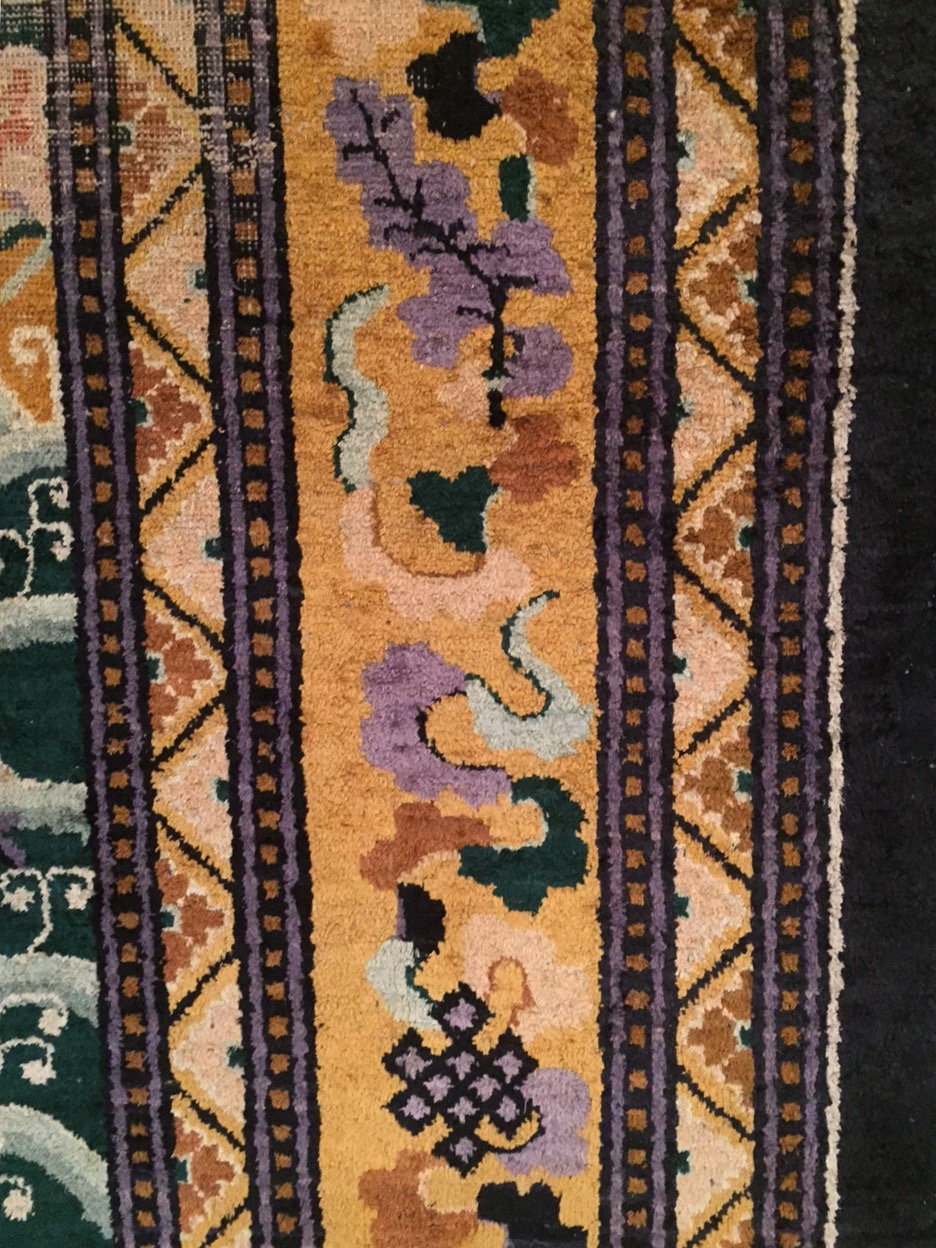
Dettaglio (bordo) tappeto imperiale cinese, XIX secoloMuseum für Kunst und Gewerbe